# Шерман (танк)
Средний танк M4, «Шерман» (англ. Medium Tank M4, Sherman) — основной американский средний танк периода Второй мировой войны. Широко использовался в американской армии на всех театрах боевых действий, а также в больших количествах поставлялся союзникам (в первую очередь Великобритании и СССР). В армии США M4 состоял на вооружении вплоть до окончания Корейской войны. Название «Шерман» (в честь американского генерала времён Гражданской войны Уильяма Шермана) танк M4 получил в английской армии, после чего это название закрепилось за танком в американской и других армиях. У советских танкистов имел прозвище «эмча» (от M4).
M4 стал основной американской танковой платформой во время Второй мировой войны, и на его базе было создано большое количество специальных модификаций, САУ, инженерной техники.
Всего с февраля 1942 года по июль 1945 года было выпущено 49 234 танка (не считая танков канадского производства). Это наиболее массовый танк американского производства.

## История создания
К началу Второй мировой войны США подошли, не имея в производстве и на вооружении ни одной модели среднего или тяжёлого танка, кроме 18 штук M2 и 94 танка M2А1 . Вражеские танки предполагалось уничтожать противотанковой артиллерией или самоходными противотанковыми орудиями. Срочно разработанный на основе M2 и поставленный в производство средний танк M3 «Ли» не удовлетворял военных уже на этапе разработки, и требования к новому танку, предназначенному для его замены, были выпущены 31 августа 1940 года, ещё до окончания работ над M3. Предполагалось, что новый танк будет использовать уже отработанные и освоенные промышленностью узлы M3, но его основное орудие будет расположено в башне. Тем не менее, работы были приостановлены, вплоть до полной отработки и постановки в серийное производство предыдущей модели, и начались только 1 февраля 1941 года. Medium Tank M4 создавался как аналог «четверки». Прототип, получивший название T6, появился 2 сентября 1941 года.
T6 сохранил многие черты своего предшественника M3, унаследовав у него нижнюю часть корпуса, конструкцию ходовой части, двигатель, а также 75-мм танковую пушку M2. В отличие от M3, T6 получил литой корпус и классическую компоновку с размещением основного вооружения во вращающейся литой башне, что избавило его от большинства свойственных конструкции M3 недостатков.
Танк был быстро стандартизован, получил обозначение M4, и в феврале 1942 года было начато его серийное производство. Первые танки относились к варианту M4A1 с литым корпусом, и были произведены Lima Locomotive Works по контракту с британской армией. Несмотря на то, что танк предполагалось оснастить орудием M3, из-за неготовности новой пушки первые танки получили 75-мм орудие M2, позаимствованное у предшественника.
M4 был проще, технологичнее и дешевле в производстве, чем M3. Стоимость различных вариантов M4 колебалась в районе $45 000—$50 000 (в ценах 1945 года), и была примерно на 10 % ниже стоимости M3. Самым дорогим был M4A3E2 (Sherman Jumbo), он стоил $56 812.
75-мм орудие «Шермана» подходило для поддержки пехоты и позволяло танку во время применения в северной Африке на равных противостоять PzKpfw III и PzKpfw IV. Пробиваемость орудия M3 была ниже, чем у KwK 40 L/48. Незадолго до завершения боёв в северной Африке танку начинает противостоять PzKpfw VI Tiger I, который полностью превосходил M4 и мог быть уничтожен только совместной атакой нескольких «Шерманов» с близкого расстояния и сзади.
Вначале артиллерийско-техническая служба начала разрабатывать в качестве замены «Шерману» средний танк T20, однако Армия США решила минимизировать разделение производства и начала модернизацию Шермана, используя узлы других танков. Так появились модификации M4A1, M4A2, и M4A3 с большей башней T23, оснащённой 76 мм пушкой M1 с улучшенными противотанковыми свойствами.
После «дня Д» «Тигры» были редкостью, тем не менее, половину всех немецких танков на западном фронте составляли «Пантеры», которые явно превосходили ранние модели «Шермана». «Шерманы» с 76-мм орудием были отправлены в Нормандию в июле 1944 года. M4A1 стал первым «Шерманом» с новым орудием, применённым в реальном бою, вслед за ним в бою опробовали M4A3. К концу войны половина американских «Шерманов» была оснащена 76-мм орудием.
Одним из самых важных улучшений «Шермана» стала переработка подвески. Боевое применение выявило короткий срок службы пружинной подвески, взятой от танка M3 и не выдерживавшей больший вес «Шермана». Несмотря на высокую скорость по шоссе и по пересечённой местности, проходимость танка иногда оставляла желать лучшего. В пустыне Северной Африки резиновые гусеницы работали хорошо, в холмистом ландшафте Италии «Шерманы» превосходили в проходимости немецкие танки. На мягкой же поверхности, такой как снег или грязь, узкие траки показывали худшую проходимость, чем немецкие танки. Для временного решения этой проблемы армия США выпустила специальные соединительные планки трака (утконосы), увеличивающие ширину трака. Эти утконосы входили в заводскую комплектацию модели M4A3E2 Jumbo, чтобы скомпенсировать увеличенный вес машины.
Для устранения этих недостатков была разработана новая подвеска HVSS (Horizontal Volute Spring Suspension). В этой подвеске буферные пружины были перемещены из вертикального положения в горизонтальное. HVSS и новая гусеница увеличили массу машины на 1300 кг (c траками T66) или на 2100 кг (с более тяжёлыми T80).
Новая модель получила обозначение E8 (именно поэтому танки M4 c HVSS имели прозвище «Easy Eight»). На танке было установлено 76 мм орудие (начальная скорость противотанкового снаряда составляла 780 м/c, снаряд пробивал 101 мм брони на дистанции в 900 м).
Производство M4A3E8 началось в марте 1944 года и продолжалось до апреля 1945 года. Новый танк поступил на вооружение 3 и 7 армий в Европе, где получил прозвище «Super Sherman». Несмотря на то, что танк всё ещё не мог тягаться с «Пантерой» или «Тигром», его надёжность и мощное вооружение обеспечили ему долгую жизнь.
После развёртывания полномасштабного серийного производства танков M4 и линейки производных моделей бронетехники, корпорация International Harvester Corp. выиграла государственный контракт на производство трёх тысяч средних танков M7, однако контракт был вскоре отозван стороной-заказчиком и только семь серийных образцов было произведено.

## Задействованные структуры
Корпус и башня

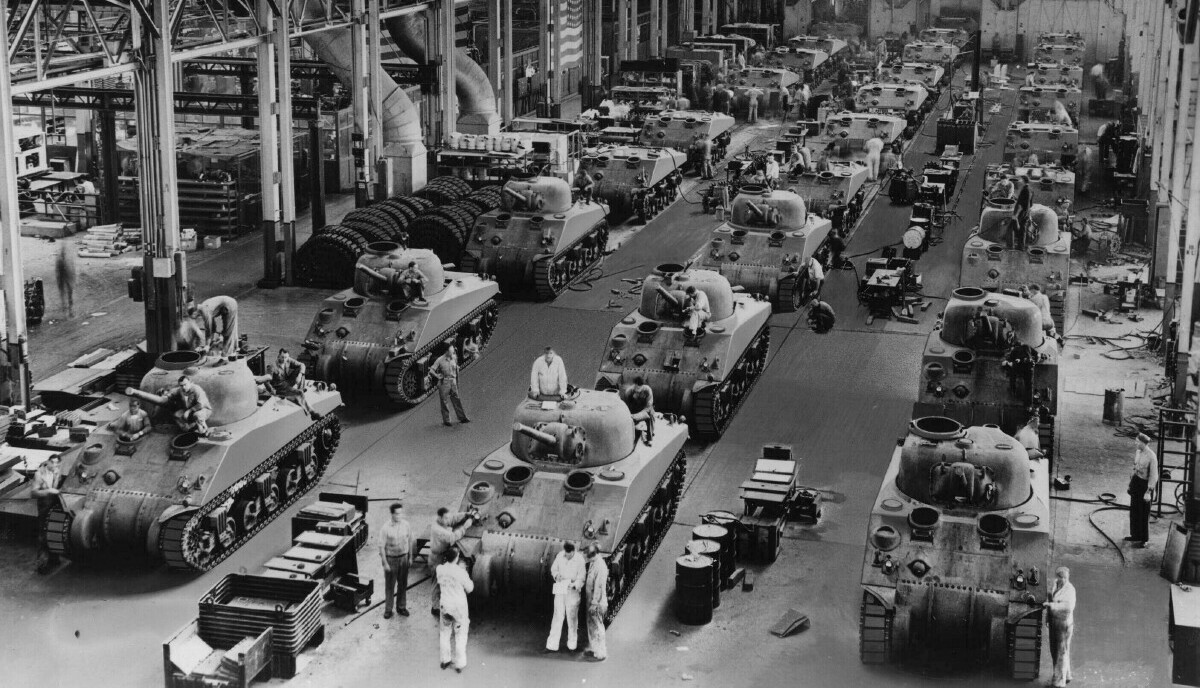
Производственный процесс в сборочном цеху Детройтского танкового арсенала в разгаре

Опытный прототип T6 был изготовлен силами военнослужащих Абердинского испытательного полигона. В серийном производстве танков «Шерман» было задействовано десять крупных американских подрядчиков из частного сектора (в сфере машиностроения и производства рельсового подвижного состава), каждый из которых был ответственен за выпуск той или иной модификации танка или бронемашин на его шасси (с указанием структурных подразделений и производившихся модификаций):
- Chrysler Corporation, Defense Division, Detroit Tank Arsenal[англ.] (9 модификаций M4) — 7499 M4A4;[13][14][15]
- Lima Locomotive Works (M4A1) — 1655 танков M4A1;[16][17]
- Federal Machine & Welder Company (M4A2);[18][19]
- Pacific Car & Foundry Company — 926 танков;[20][21]
- General Motors Corporation, Fisher Body Division[англ.], Grand Blanc Tank Arsenal (M4, M10, M18) — 21000 танков всех модификаций;[16]

- General Motors, Buick Division (M18);

- Pressed Steel Car Company[англ.] — 8648 танков;[20]
- Pullman-Standard Car Manufacturing Company — 3926 танков;[20]
- American Locomotive Company — 2985 танков;[20]
- Ford Motor Company — 1690 танков M4A3 и 1035 САУ M10;[16][22][23]

- Ford Motor, Chester Tank Depot (M32B1→M34);

- Baldwin Locomotive Works (M4A2) — 2515 танков;[20][19]
- General Steel Castings Corporation[англ.].[25]

Из которых на заводах Lima, Paccar и Pressed Steel до декабря 1943 г. было произведено 6281 танков M4. На заводах Chrysler и Fisher было произведено 3071 танков M4A3. Всего до конца Второй мировой войны было выпущено 49422 танков M4 всех модификаций и бронетехники на его шасси (традиционно принято округлять эту цифру до пятидесяти тысяч). Предприятиями локомотивостроительной отрасли было произведено 35919 танков (или 41 % от общего количества произведённых танков). В целом, паровозостроительные предприятия были более подготовлены к переходу на танкостроение, чем автомобилестроительные, которым пришлось догонять их по темпам производства и качеству производимой продукции непосредственно в процессе производства, причём, первые успешно совмещали производство танков с выпуском промышленного рельсового подвижного состава, изготавливавшегося в тех же цехах и на том же оборудовании, что и бронетехника. Кроме американских подрядчиков, выпуском, ремонтом и переоборудованием танков, отдельных узлов и агрегатов, занимались машиностроительные компании других государств — участников антигитлеровской коалиции. Собственное производство было налажено в Канаде:
- Montreal Locomotive Works — всего 1144 танков M4, из них 188 танков Grizzly I.[28][29][20][30]

Моторно-трансмиссионная группа
Не все из перечисленных выше предприятий обладали полным производственным циклом, поэтому помимо производства корпусов танков и сборки, производством танковых башен занималось ограниченное количество предприятий, поставляющих их всем остальным для сборки. Кроме того, не все из перечисленных выше предприятий имели возможности двигателестроения, поэтому к производству моторно-трансмиссионной группы были подключены даже авиастроительные компании. Производством двигателей для танков занимались:
- Caterpillar Tractor Company (D-200A);
- Chrysler Corporation Jefferson Avenue plant (A-57);
- Continental Aircraft Engine Company[англ.] (R-975);
- General Motors Detroit Diesel Division (6046D);
- Ford Motor Company (GAA-III);
- Curtiss-Wright Corporation, Wright Aeronautical Division[англ.] (R-975).

Производством трансмиссий занимались:
- General Motors, Buick Division;
- Caterpillar Tractor Company;
- Chrysler Corporation, Detroit Tank Arsenal;
- Ford Motor Company;
- Deere & Company, Iowa Transmission Company;
- Reed Roller Bit Company.

Кроме того, резиновые накладки на гусеницы поставлялись:
- Firestone Tire & Rubber Company.

Вооружение
Выпуск танковых пушек был налажен на Уотервлитском арсенале Армии США, Уотервлит, штат Нью-Йорк, а также на следующих частных предприятиях:
- Empire Ordnance Corporation, Филадельфия, Пенсильвания;
- Cowdrey Machine Works, Фитчбург, Массачусетс;
- General Motors Oldsmobile Division.

## Производство
В статистическом отчёте «Official munitions production of the United States. By months, Jule 1, 1940 — august 31, 1945. Civilian production administration. Mai 1, 1947» присутствует разбивка серии M4 только по калибрам орудий, но отсутствует деление на модификации. Поэтому полностью заполнить таблицы пока не представляется возможным.
Производство танков серии M4 осуществляли десять фирм:
- American Locomotive Company (ALCo)
- Baldwin Locomotive Works (BLW)
- Pressed Steel Car Company (PSCC)
- Pullman-Standard Car Company (P-SCC)
- Detroit Tank Arsenal (DTA)
- Pacific Car and Foundry Company (PCFC)
- Fisher Tank Arsenal, филиал Fisher Body (FTA)
- Lima Locomotive Works (LLW)
- Federal Machine & Welder (FMW)
- Ford Motor Company (FMC)

| Год   | Модель | Производитель | 1     | 2     | 3     | 4     | 5     | 6     | 7     | 8     | 9     | 10    | 11    | 12    | Всего |
| ----- | ------ | ------------- | ----- | ----- | ----- | ----- | ----- | ----- | ----- | ----- | ----- | ----- | ----- | ----- | ----- |
| 1942  | M4     | PSCC          | —     | —     | —     | —     | —     | —     |       |       |       |       |       |       | 475   |
| 1942  | M4А1   | PSCC          | —     | —     | 8     |       |       |       |       |       |       |       |       |       | 699   |
| 1942  | M4А1   | LLW           | —     | 1     | 3     | 29    | —     | —     | 134   | 113   | 110   | 86    | 108   | 236   | 820   |
| 1942  | M4А1   | PCFC          | —     | —     | —     | —     | 1     | 7     | 2     | 24    | 30    | 51    | 50    | 101   | 266   |
| 1942  | M4А1   | Всего         | —     | 1     | 11    |       |       |       |       |       |       |       |       |       | 1785  |
| 1942  | M4A2   | ALCo          | —     | —     | —     | —     | —     | —     | —     | —     |       |       |       |       | 126   |
| 1942  | M4A2   | BLW           | —     | —     | —     | —     | —     | —     | —     | —     | —     | 1     | 11    | —     | 12    |
| 1942  | M4A2   | P-SCC         | —     | —     | —     |       |       |       |       |       |       |       |       |       | 1112  |
| 1942  | M4A2   | FTA           | —     | —     | —     | 4     | 16    | 39    | 115   | 207   | 194   | 84    | 432   | 449   | 1540  |
| 1942  | M4A2   | FMW           | —     | —     | —     | —     | —     | —     | —     | —     | —     | —     | —     | 21    | 21    |
| 1942  | M4A2   | Всего         | —     | —     | —     |       |       |       |       |       |       |       |       |       | 2811  |
| 1942  | M4А3   | FMC           | —     | —     | —     | —     | —     | 1     | —     | 19    | 70    | 150   | 140   | 134   | 514   |
| 1942  | M4А4   | DTA           | —     | —     | —     | —     | —     | —     | 2     | 167   | 502   | 364   | 490   | 907   | 2432  |
| 1942  | Итого  | Итого         | —     | 1     | 11    | 64    | 134   | 98    | 488   | 923   | 1259  | 997   | 1609  | 2433  | 8017  |
| 1943  | M4     | DTA           | —     | —     | —     | —     | —     | —     | —     | 10    | 100   | 450   | 500   | 468   | 1528  |
| 1943  | M4     | ALCo          | —     |       |       |       |       |       |       |       |       |       |       | 178   | 2150  |
| 1943  | M4     | BLW           | 20    | 45    | 130   | 125   | 137   | 100   | 110   | 110   | 114   | 114   | 105   | 80    | 1190  |
| 1943  | M4     | PSCC          |       |       |       |       |       |       |       |       | —     | —     | —     | —     | 525   |
| 1943  | M4     | P-SCC         | —     | —     | —     | —     |       |       |       |       |       | —     | —     | —     | 689   |
| 1943  | M4     | Всего         |       |       |       |       |       |       |       |       |       |       |       | 726   | 6082  |
| 1943  | M4А1   | PSCC          |       |       |       |       |       |       |       |       |       |       |       | 175   | 3001  |
| 1943  | M4А1   | LLW           | 115   | 120   | 100   | 82    | 91    | 81    | 90    | 81    | 75    | —     | —     | —     | 835   |
| 1943  | M4А1   | PCFC          | 38    | 92    | 86    | 72    | 72    | 70    | 77    | 70    | 40    | 30    | 13    | —     | 660   |
| 1943  | M4А1   | Всего         |       |       |       |       |       |       |       |       |       |       |       | 175   | 4496  |
| 1943  | M4A2   | ALCo          |       |       |       |       | —     | —     | —     | —     | —     | —     | —     | —     | 24    |
| 1943  | M4A2   | P-SCC         |       |       |       |       |       |       |       |       |       | —     | —     | —     | 1625  |
| 1943  | M4A2   | FTA           | 324   | 344   | 290   | 173   | 218   | 173   | 173   | 107   | 95    | 110   | 118   | 115   | 2240  |
| 1943  | M4A2   | FMW           | 4     | 35    | 47    | 44    | 43    | 44    | 48    | 44    | 51    | 53    | 53    | 53    | 519   |
| 1943  | M4A2   | Всего         |       |       |       |       |       |       |       |       |       | 163   | 171   | 168   | 4408  |
| 1943  | M4А3   | FMC           | 61    | 128   | 130   | 156   | 156   | 156   | 142   | 150   | 97    | —     | —     | —     | 1176  |
| 1943  | M4А4   | DTA           | 626   | 665   | 678   | 612   | 579   | 581   | 655   | 489   | 182   | —     | —     | —     | 5067  |
| 1943  | M4А6   | DTA           | —     | —     | —     | —     | —     | —     | —     | —     | —     | 5     | 10    | 1     | 16    |
| 1943  | Итого  | Итого         | 1613  | 2043  | 2052  | 2317  | 2097  | 1790  | 2401  | 1861  | 1570  | 1245  | 1186  | 1070  | 21245 |
| 1944  | M4     | DTA           | 148   | —     | —     | —     | —     | —     | —     | —     | —     | —     | —     | —     | 148   |
| 1944  | M4     | BLW           | 43    | —     | —     | —     | —     | —     | —     | —     | —     | —     | —     | —     | 43    |
| 1944  | M4     | Всего         | 191   | —     | —     | —     | —     | —     | —     | —     | —     | —     | —     | —     | 191   |
| 1944  | M4A2   | FTA           | 350   | 195   | 71    |       |       | —     | —     | —     | —     | —     | —     | —     | 834   |
| 1944  | M4А3   | FTA           | —     | 145   | 339   |       |       | 220   | 86    | 306   | 252   | 258   | 117   | 61    | 2420  |
| 1944  | M4А6   | DTA           | 30    | —     | 29    | —     | —     | —     | —     | —     | —     | —     | —     | —     | 59    |
| 1944  | M4А3Е2 | FTA           | —     | —     | —     | —     | 40    | 110   | 104   | —     | —     | —     | —     | —     | 254   |
| 1944  | Итого  | Итого         | 571   | 340   | 439   | 482   | 412   | 330   | 190   | 306   | 252   | 258   | 117   | 61    | 3758  |
| 1945  | M4А3   | FTA           | 216   | 218   | 217   | —     | —     | —     | —     | —     | —     | —     | —     | —     | 651   |
| Итого | Итого  | Итого         | Итого | Итого | Итого | Итого | Итого | Итого | Итого | Итого | Итого | Итого | Итого | Итого | 33671 |

| Год   | Модель | Производитель | 1     | 2     | 3     | 4     | 5     | 6     | 7     | 8     | 9     | 10    | 11    | 12    | Всего |
| ----- | ------ | ------------- | ----- | ----- | ----- | ----- | ----- | ----- | ----- | ----- | ----- | ----- | ----- | ----- | ----- |
| 1944  | M4А1   | PSCC          | 100   | 166   | 166   | 164   | 180   | 180   | 180   | 207   | 207   | 207   | 207   | 207   | 2171  |
| 1944  | M4A2   | FTA           | —     | —     | —     | —     | 30    | 195   | 225   | 333   | 255   | 175   | 167   | 214   | 1594  |
| 1944  | M4А3   | DTA           | —     | —     | 55    | 175   | 260   | 349   | 315   | 246   | —     | —     | —     | —     | 1400  |
| 1944  | M4А3   | FTA           | —     | —     | —     | —     | —     | —     | —     | —     | 58    | 124   | 160   | 183   | 525   |
| 1944  | M4А3   | Всего         | —     | —     | 55    | 175   | 260   | 349   | 315   | 246   | 58    | 124   | 160   | 183   | 1925  |
| 1944  | M4А3Е8 | DTA           | —     | —     | —     | —     | —     | —     | —     | 10    | 112   | 226   | 548   | 549   | 1445  |
| 1944  | Итого  | Итого         | 100   | 166   | 221   | 339   | 470   | 724   | 720   | 796   | 632   | 732   | 1082  | 1153  | 7135  |
| 1945  | M4А1   | PSCC          |       |       |       |       |       | 145   | 30    | —     | —     | —     | —     | —     | 1255  |
| 1945  | M4A2   | PSCC          | —     | —     | —     |       |       | —     | —     | —     | —     | —     | —     | —     | 21    |
| 1945  | M4A2   | FTA           |       |       |       |       |       | —     | —     | —     | —     | —     | —     | —     | 1300  |
| 1945  | M4А3Е8 | DTA           |       |       |       |       | —     | —     | —     | —     | —     | —     | —     | —     | 1172  |
| 1945  | Итого  |               | 657   | 787   | 861   | 748   | 520   | 145   | 30    | —     | —     | —     | —     | —     | 3748  |
| Итого | Итого  | Итого         | Итого | Итого | Итого | Итого | Итого | Итого | Итого | Итого | Итого | Итого | Итого | Итого | 10883 |

| Год   | Модель | Производитель | 1     | 2     | 3     | 4     | 5     | 6     | 7     | 8     | 9     | 10    | 11    | 12    | Всего |
| ----- | ------ | ------------- | ----- | ----- | ----- | ----- | ----- | ----- | ----- | ----- | ----- | ----- | ----- | ----- | ----- |
| 1944  | M4     | DTA           | —     | 2     | 55    | 154   | 123   | 130   | 125   | 130   | 126   | 179   | 108   | 109   | 1241  |
| 1944  | M4А3   | DTA           | —     | —     | —     | —     | 56    | 136   | 123   | 135   | 119   | 178   | 133   | 165   | 1045  |
| 1944  | Всего  | Всего         | —     | 2     | 55    | 154   | 179   | 266   | 248   | 265   | 245   | 357   | 241   | 274   | 2286  |
| 1945  | M4     | DTA           | 100   | 140   | 160   | —     | —     | —     | —     | —     | —     | —     | —     | —     | 400   |
| 1945  | M4А3   | DTA           | 225   | 201   | 294   | 470   | 453   | 351   | —     | —     | —     | —     | —     | —     | 1994  |
| 1945  | Всего  | Всего         | 325   | 341   | 454   | 470   | 453   | 351   | —     | —     | —     | —     | —     | —     | 2394  |
| Итого | Итого  | Итого         | Итого | Итого | Итого | Итого | Итого | Итого | Итого | Итого | Итого | Итого | Итого | Итого | 4680  |

## Описание конструкции

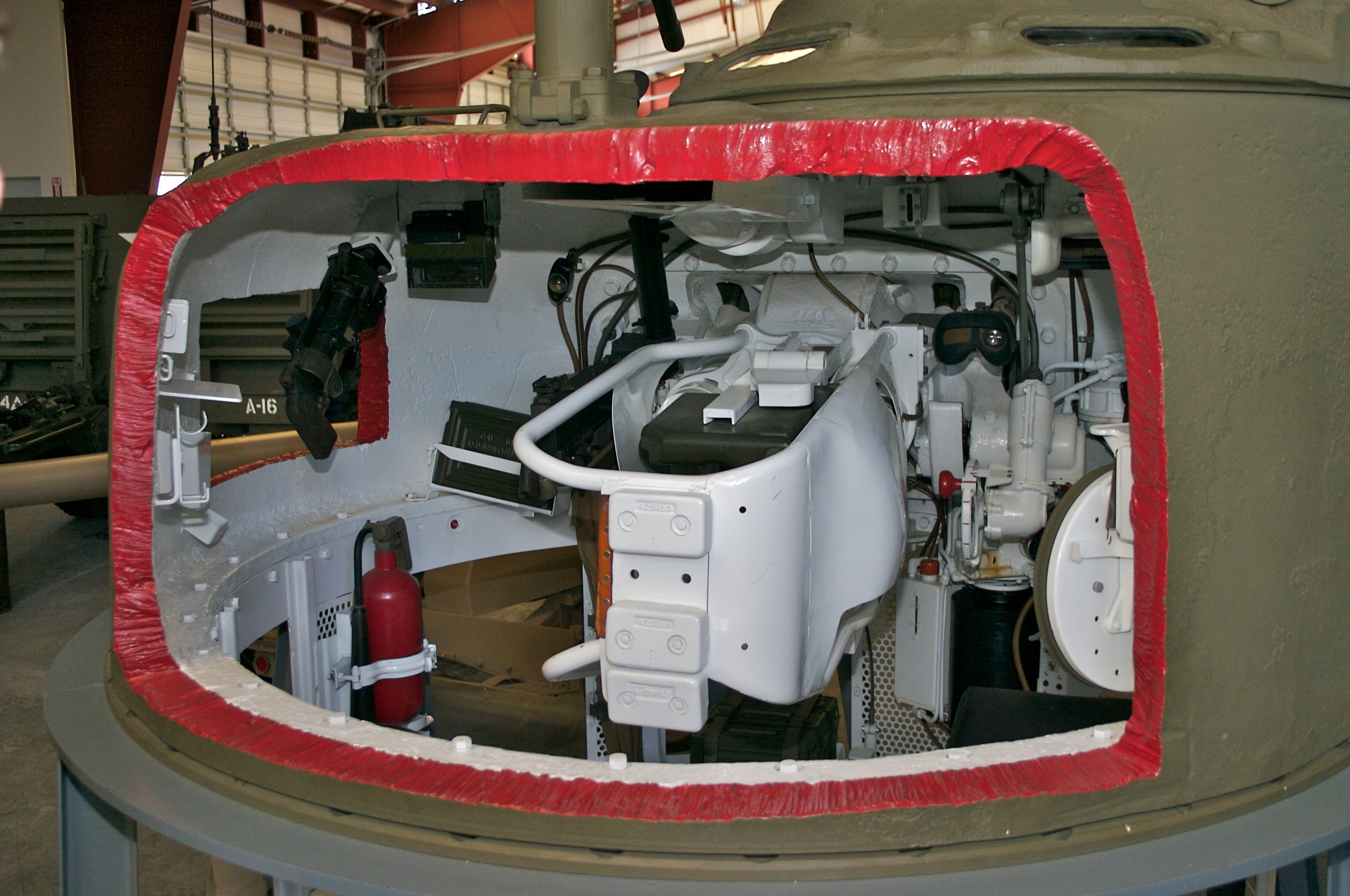
Танковая башня в разрезе

Схема внутренней компоновки танка M4A4.
,
,
,
,
,
,
,
,
,
,
,
,
,
,
,
,
,
,
,
,
,
,
,
,
,
,
,
,
,
.

Танк M4 имеет классическую французскую компоновку танка FT-17, с размещением моторного отделения сзади, а трансмиссионного — спереди танка. Между ними располагается боевое отделение, башня кругового вращения установлена практически по центру танка. Такая компоновка в целом характерна для американских и немецких средних и тяжёлых танков времён ВМВ. Несмотря на отказ от спонсонного размещения основного танкового орудия, высота корпуса танка, хоть и меньше по сравнению с M3, всё же осталась значительной. Основная причина этого — вертикальное расположение звездообразного авиационного двигателя, применённого на этом танке, а также переднее расположение трансмиссии, определяющее наличие высокого короба для карданных передач от двигателя к коробке.

### Броневой корпус и башня

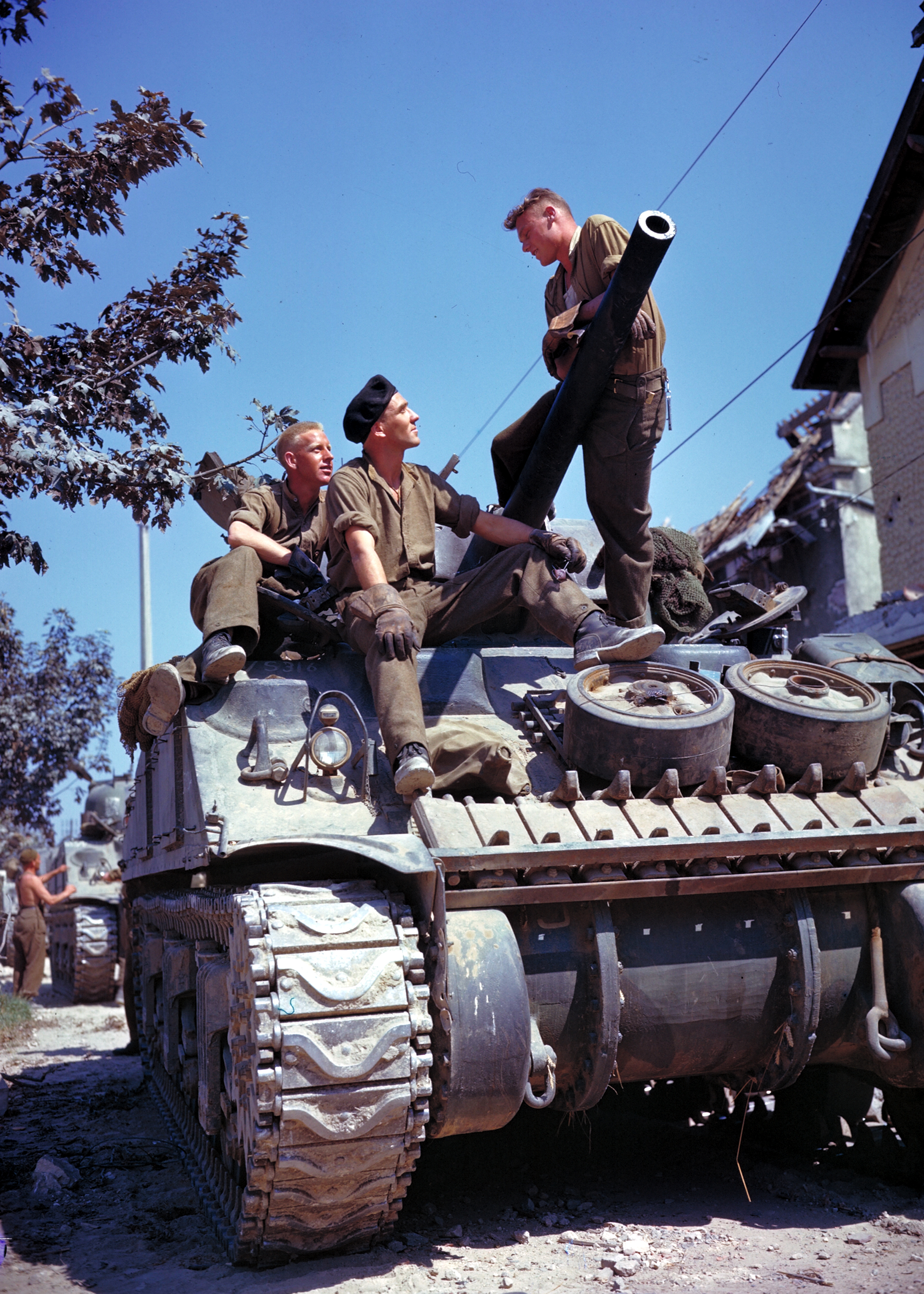
Танки ранних серий унаследовали от своего предшественника M3 нижнюю лобовую деталь, состоявшую из трёх секций, скреплённых болтами.

Корпус большинства модификаций танка M4 имеет сварную конструкцию из листов катаной броневой стали. НЛД, которая одновременно является крышкой трансмиссионного отсека, литая, сборная из трёх частей с креплением на болтах (впоследствии заменена на единую деталь). В процессе производства существовало множество вариантов корпуса танка, незначительно отличавшихся формой и весьма значительно — технологией изготовления. Первоначально предполагалось, что танк будет иметь литой корпус, но из-за сложностей с массовым производством отливок такого размера, литой корпус получил только M4A1, производившийся одновременно со сварным M4.
Нижняя часть корпуса была такой же, как и у танка M3, за исключением того, что для изготовления использовалась сварка, а не клёпка, в том числе и у танков с литым корпусом.
На первых вариантах танка верхняя лобовая деталь корпуса имела наклон 56 градусов и толщину 51 мм. ВЛД была ослаблена вваренными в неё выступами с лючками смотровых приборов. На более поздних модификациях лючки были перенесены на крышу корпуса, ВЛД стала цельной, но из-за переноса лючков её пришлось сделать более вертикальной, 47 градусов.
Борта корпуса состоят из вертикально установленных броневых листов толщиной 38 мм, такое же бронирование имеет задняя часть. На прототипе в борту танка имелся достаточно большой люк для экипажа, но на серийных машинах от него отказались.

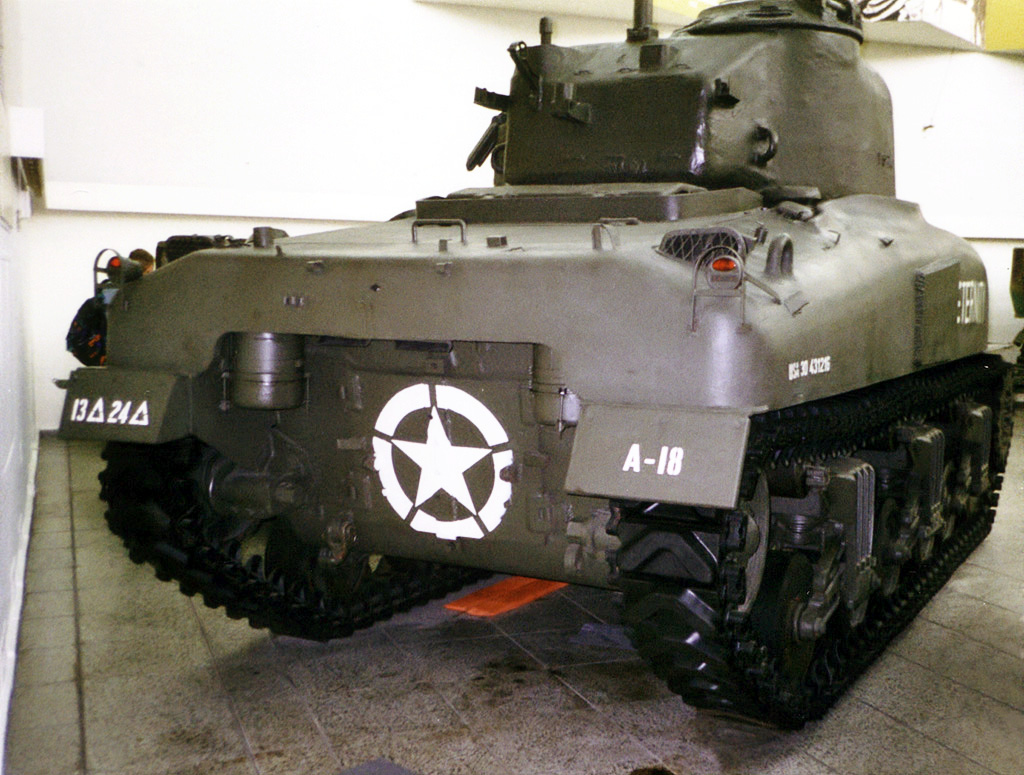
M4A1 с литым корпусом

В днище корпуса за местом стрелка-радиста расположен люк, предназначенный для относительно безопасного покидания танка экипажем на поле боя под огнём противника. В некоторых случаях этот люк использовался для эвакуации с поля боя раненых пехотинцев или членов экипажей других танков, поскольку внутреннее пространство «Шермана» было достаточно большим, чтобы временно разместить в нём ещё несколько человек.
Башня танка литая, цилиндрической формы с небольшой кормовой нишей, установлена на погоне диаметром 1750 мм с шариковым подшипником, толщина брони лба башни 76 мм, борта и кормы башни 51 мм. Лоб башни скошен под углом 60°, маска пушки имеет бронирование 89 мм. Крыша башни имеет толщину 25 мм, крыша корпуса от 25 мм в передней до 13 мм в задней части танка. В крыше башни имеется командирский люк, также являющийся входным для наводчика и заряжающего. В башнях позднего производства (начиная с августа 1944 года) имеется отдельный люк для заряжающего. Крышка командирского люка двустворчатая, на люке установлена турель зенитного пулемёта. Механизм поворота башни электрогидравлический или электрический, с возможностью ручного поворота в случае отказа механизмов, время полного оборота 15 сек. В левом борту башни имеется амбразура для стрельбы из пистолета, закрытая бронезаслонкой. В феврале 1943 года от пистолетной амбразуры отказались, но по требованиям военных ввели её обратно в начале 1944 года.
Боезапас орудия размещается в горизонтальных боеукладках, расположенных по бортам корпуса в надгусеничных полках (одна боеукладка в левом спонсоне, две в правом), в горизонтальной боеукладке на полике корзины башни, а также в вертикальной боеукладке в задней части корзины. Снаружи на борта корпуса в местах размещения боеукладки наварены дополнительные броневые плиты толщиной 25 мм (за исключением танков самых ранних серий). Боевое применение «Шерманов» показало, что при попадании бронебойных снарядов в борта корпуса танк склонен к возгоранию пороховых зарядов боеприпасов. С середины 1944 года танк получил новую конструкцию боеукладок, которые были перенесены на пол боевого отделения, в промежутки между гнёздами снарядов заливалась вода, смешанная с антифризом и ингибитором коррозии. Такие танки получили в обозначении индекс «(W)», и внешне отличались от более ранних вариантов отсутствием дополнительных бортовых бронеплит. «Мокрая» боеукладка имела значительно меньшую склонность к возгоранию при поражении бортов танка снарядами, а также при пожаре.
Большинство выпущенных танков имели внутренний подбой из пенорезины, призванный защищать экипаж от вторичных осколков при поражении танка снарядами.
На выпущенной ограниченной партией (254 штуки, то есть менее 1 % от общего числа машин типа M4) модификации M4A3E2 бронирование довели (за счёт наваривания дополнительных бронелистов) до 101 мм (верх лба корпуса) и 76 мм (борт корпуса)

### Вооружение

#### 75-мм M3

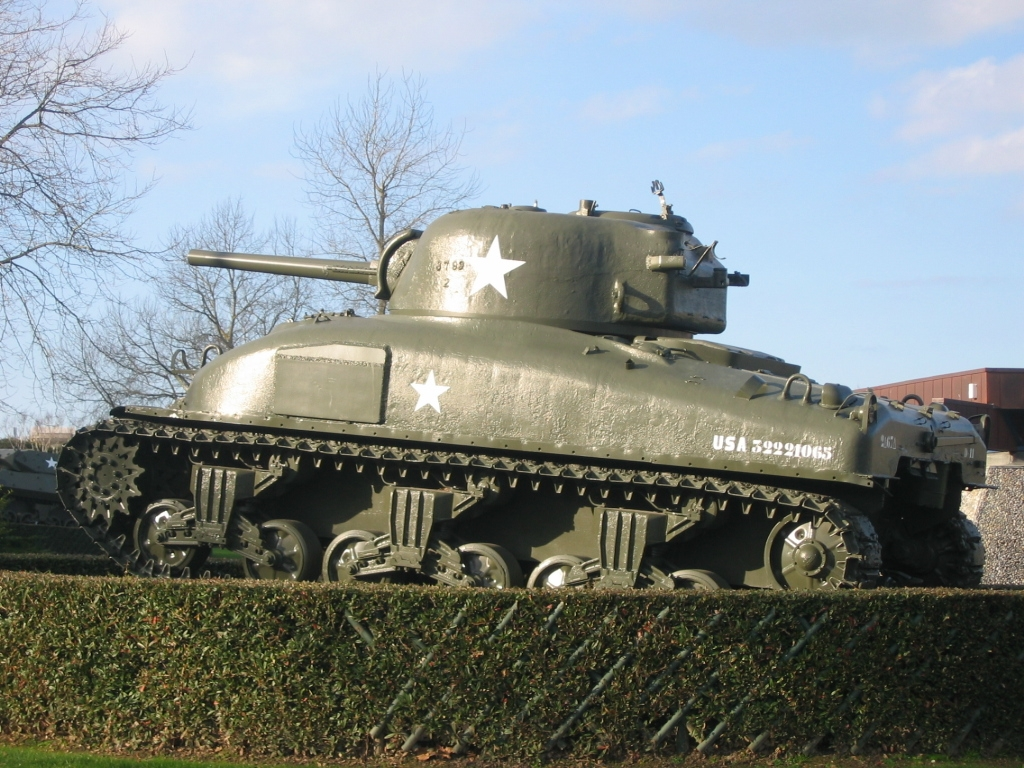
M4A1 с пушкой M3

Когда M4 пошёл в массовое производство, его основным вооружением была американская танковая пушка 75 mm M3 L/37,5, унаследованная от поздних вариантов танка M3. В танках первых серий пушка смонтирована в установке M34. В октябре 1942 года установка была модернизирована, получив усиленную маску пушки, прикрывающую не только само орудие, но и спаренный с ним пулемёт, а также прямой телескопический прицел наводчика (до этого прицеливание велось через телескопический прицел, встроенный в перископ). Новая установка получила обозначение M34A1. Углы вертикальной наводки орудия −10…+25°.
M3 имеет калибр 75 мм, длину ствола 37,5 калибров (40 калибров — полная длина орудия), клиновой полуавтоматический затвор, унитарное заряжание. Шаг нарезов 25,59 калибров.
M3 в целом соответствовала советской Ф-34, и имела немного меньшую длину ствола, схожий калибр и бронепробиваемость. Пушка была эффективна против немецких лёгких и средних танков (кроме последних модификаций PzKpfw IV), и в целом вполне соответствовала требованиям времени.
Пушка оснащена гироскопическим стабилизатором «Вестингауз», работавшим в вертикальной плоскости. Казённик пушки развёрнут на 90 градусов влево относительно продольной оси орудия. Это значительно облегчало работу заряжающего, поскольку при таком монтировании органы управления затвором двигаются горизонтально, а не вертикально.
| Номенклатура боеприпасов 75-мм пушки M3                                                  |                |                 |                                  |                                |                        |
| Тип                                                                                      | Обозначение    | Вес снаряда, кг | Вес выстрела, кг                 | Начальная скорость, м/с        | Дальность табличная, м |
| Калиберные бронебойные снаряды                                                           |                |                 |                                  |                                |                        |
| Бронебойно-трассирующий остроголовый с защитным и баллистическим наконечниками (APCBC-T) | M61 Projectile | 6,79            | 9                                | 618                            | 14 700                 |
| Бронебойно-трассирующий (AP-T)                                                           | M72 Shot       | 6,32            | 8,52                             | 618                            | 11 700                 |
| Бронебойный облегчённый с вольфрамовым сердечником (HVAP)                                | T45 Shot       | 3,81            | 5,92                             | 868                            | 12 000                 |
| Осколочные снаряды                                                                       |                |                 |                                  |                                |                        |
| Осколочная граната (HE)                                                                  | M42A1 Shell    | 6,66            | 8,53 нормальный / 8,87 усиленный | 463 нормальный / 603 усиленный | 13 000                 |
| Дымовые снаряды                                                                          |                |                 |                                  |                                |                        |
| Дымовая граната (HC)                                                                     | M89 Shell      | 3               | 4,46                             | 259                            | 1800                   |

| Таблица бронепробиваемости для 75-мм пушки M3       |        |       |        |        |
| Гомогенная стальная броня, угол встречи 60 градусов |        |       |        |        |
| Тип снаряда \ Дальность                             | 457 м  | 914 м | 1371 м | 1829 м |
| APC M61                                             | 66 мм  | 60 мм | 55 мм  | 50 мм  |
| AP M72                                              | 76 мм  | 63 мм | 51 мм  | 43 мм  |
| HVAP T45                                            | 117 мм | 97 мм | 79 мм  | 64 мм  |
| Закалённая стальная броня, угол встречи 60 градусов |        |       |        |        |
| Тип снаряда \ Дальность                             | 457 м  | 914 м | 1371 м | 1829 м |
| APC M61                                             | 74 мм  | 67 мм | 60 мм  | 54 мм  |
| AP M72                                              | 66 мм  | 53 мм | 41 мм  | 33 мм  |
| Снаряд T45 серийно не производился.                 |        |       |        |        |

Боезапас составляет 85 выстрелов.

#### 76-мм M1

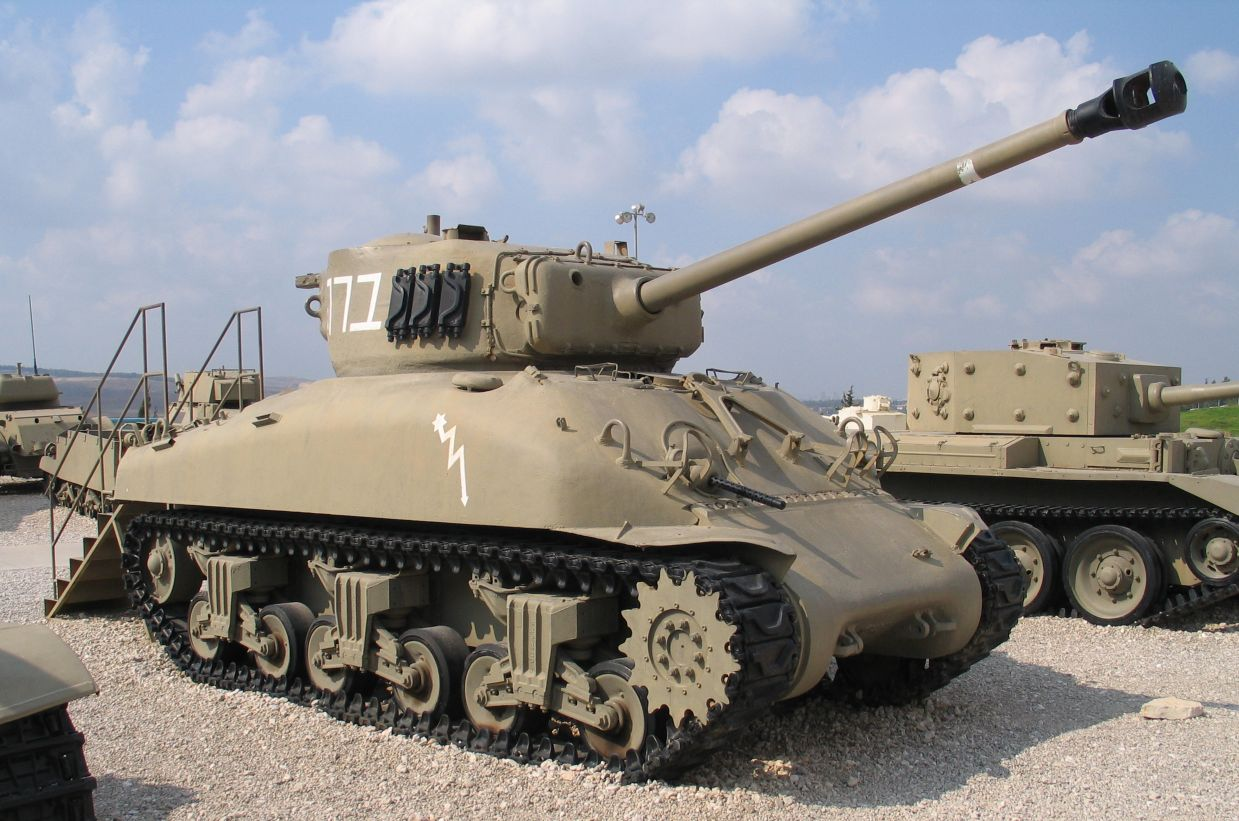
M4A1(76)W с 76-мм орудием M1A2

В ходе войны с появлением в германских бронетанковых частях средних танков PzKpfw IV с длинноствольными 75-мм пушками, средних танков PzKpfw V «Panther» и тяжёлых танков PzKpfw VI «Tiger» возникла проблема недостаточной бронепробиваемости американских 75-мм орудий M3. Для решения этой проблемы были проведены работы по установке на M4 башни опытного танка T23 с 76-мм длинноствольной пушкой M1 в маск-установке M62. Серийный выпуск танков M4 с башней T23 продолжался с января 1944 года по апрель 1945 года. Все танки «Шерман» с 76-мм пушками получили в обозначении индекс «(76)». Новая башня имела командирскую башенку. Бронирование башни T23 круговое, 64 мм.

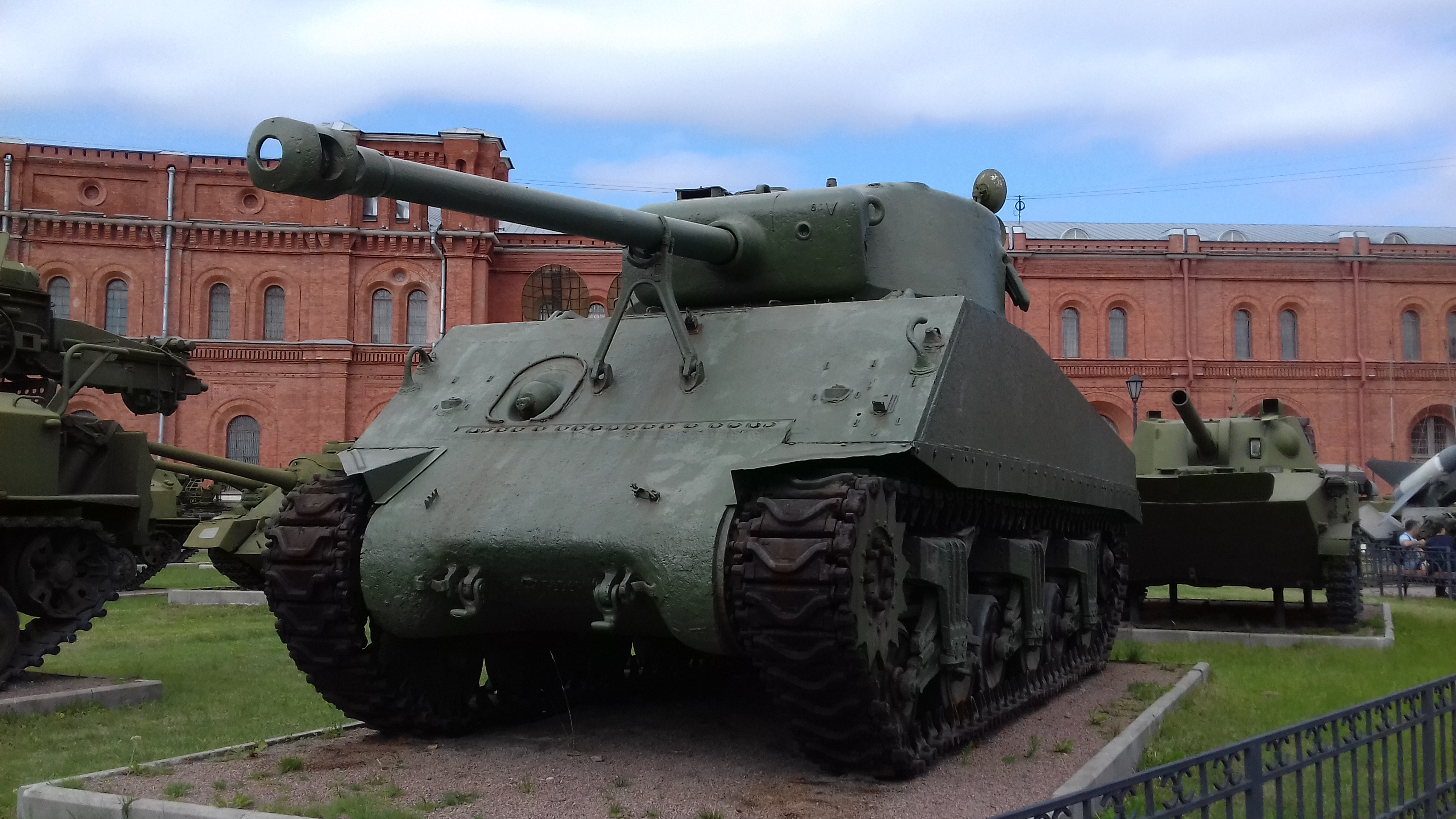
M4A2(76) (сзади слева — СУ-100, справа — 2С9)

Пушка M1 нарезная, калибр 76,2 мм, длина ствола 55 калибров, полуавтоматический скользящий затвор, унитарное заряжание. Существует несколько вариантов орудия. M1A1 отличается от M1 смещёнными вперёд цапфами для лучшей балансировки, M1A1C имеет на дульном конце ствола резьбу для установки дульного тормоза M2 (если дульный тормоз не установлен, резьба закрыта специальной защитной муфтой), M1A2 имеет укороченный шаг нарезов, 32 калибра вместо 40.
| Номенклатура боеприпасов орудий M1, M1A1, M1A1C, M1A2                       |                |                 |                  |                         |                        |
| Тип                                                                         | Обозначение    | Вес снаряда, кг | Вес выстрела, кг | Начальная скорость, м/с | Дальность табличная, м |
| Калиберные бронебойные снаряды                                              |                |                 |                  |                         |                        |
| Бронебойно-трассирующий тупоголовый с баллистическим наконечником (APCBC-T) | M62 Projectile | 7               | 11,24            | 792                     | 14 700                 |
| Бронебойно-трассирующий остроголовый (AP-T)                                 | M79 Shot       | 6,8             | 11               | 792                     | 11 700                 |
| Бронебойный облегчённый с вольфрамовым сердечником (HVAP)                   | M93 Shot       | 4,26            | 8,58             | 1036                    | 12 000                 |
| Осколочные снаряды                                                          |                |                 |                  |                         |                        |
| Осколочная граната (HE)                                                     | M42A1 Shell    | 5,84            | 10               | 800                     | 13 000                 |
| Дымовые снаряды                                                             |                |                 |                  |                         |                        |
| Дымовая граната (HC)                                                        | M88 Shell      | 3,35            | 6,1              | 300                     | 1800                   |

| Таблица бронепробиваемости для 76-мм пушки M1A1                                                      |        |        |        |        |
| Гомогенная стальная броня, угол встречи 60 градусов                                                  |        |        |        |        |
| Тип снаряда \ Дальность                                                                              | 500 м  | 1000 м | 1500 м | 2000 м |
| APC M62                                                                                              | 93 мм  | 88 мм  | 83 мм  | 75 мм  |
| AP M79                                                                                               | 109 мм | 92 мм  | 76 мм  | 64 мм  |
| HVAP M93                                                                                             | 157 мм | 135 мм | 116 мм | 98 мм  |
| Гомогенная стальная броня, угол встречи 90 градусов                                                  |        |        |        |        |
| APC M62                                                                                              | 116 мм | 106 мм | н/д    | н/д    |
| Орудие M1A2 имеет несколько бо́льшую бронепробиваемость снарядом M62 на дистанциях более 1000 метров. |        |        |        |        |

#### 17-фунтовая пушка

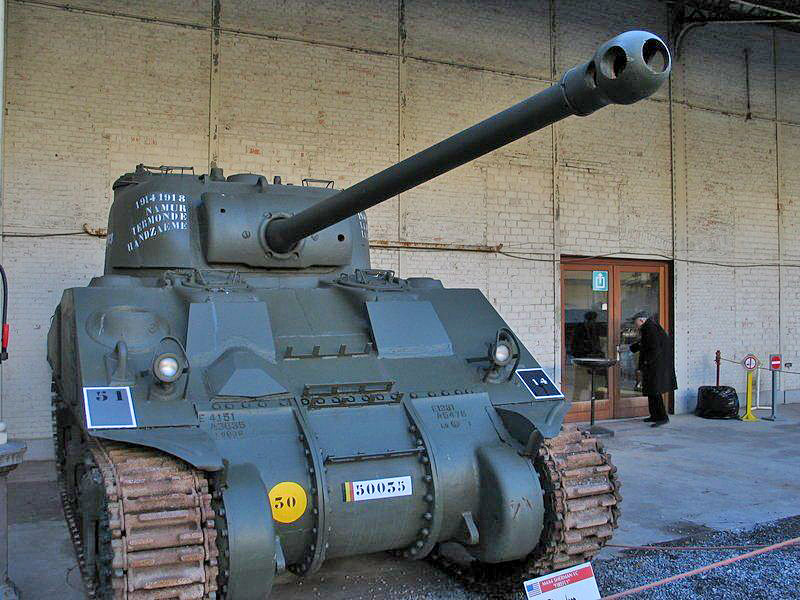
Sherman VC (Sherman Firefly) с английским 17-фунтовым орудием.

В английской армии существовали также варианты, перевооружённые английским противотанковым 17-фунтовым орудием MkIV, получившие название Sherman IIC (на базе M4A1) и Sherman VC (на базе M4A4), больше известные под общим названием Sherman Firefly.
17-фунтовая пушка устанавливалась в обычной башне, маск-установка была специально разработана для данного орудия. Стабилизатор орудия демонтировался из-за большого веса орудийного ствола.
Пушка Ordnance QF 17 pounder Mk.IV нарезная, калибр 76,2 мм, длина ствола 55 калибров, шаг нарезов 30 калибров, затвор скользящий горизонтальный, полуавтоматический, заряжание унитарное. Пушка оснащалась дульным тормозом со встроенным противовесом.
Боекомплект орудия составляет 77 выстрелов, и размещён следующим образом: 5 выстрелов размещается на полу корзины башни, ещё 14 выстрелов — на месте ассистента водителя, а оставшиеся 58 выстрелов — в трёх боеукладках на полу боевого отделения.
Интересен тот факт, что англичане, не удовлетворённые мощностью орудия M3, начали работы по оснащению M4 17-фунтовым орудием задолго до того, как этим вопросом всерьёз озаботилось американское командование. Так как англичанами были получены очень хорошие результаты, они предложили американцам производить 17-фунтовое орудие по лицензии и устанавливать его на американские «Шерманы», тем более что для его установки не требовалась новая башня. По причине нежелания устанавливать на танки иностранное вооружение, американцы после нескольких опытов решили отказаться от этого решения, и стали устанавливать собственное менее мощное орудие M1.
| Номенклатура боеприпасов орудий QF 17 pounder Mk.IV, Mk.VII                          |                        |                 |                         |
| Тип                                                                                  | Обозначение            | Вес снаряда, кг | Начальная скорость, м/с |
| Калиберные бронебойные снаряды                                                       |                        |                 |                         |
| Бронебойно-трассирующий остроголовый сплошной (AP-T)                                 | Shot, AP, Mk.III T     | 7,68            | 884                     |
| Бронебойно-трассирующий с защитным колпачком (APC-T)                                 | Shot, APC, Mk.IV T     | 7,71            | 884                     |
| Бронебойно-трассирующий с защитным колпачком и баллистическим наконечником (APCBC-T) | Shot, APCBC, Mk.VIII T | 7,71            | 884                     |
| Подкалиберный бронебойно-трассирующий с отделяемым поддоном (APDS-T)                 | Shot, SVDS, Mk.I T     | 3,46            | 1204                    |
| Осколочные снаряды                                                                   |                        |                 |                         |
| Осколочная граната (HE)                                                              | Shell, HE, Mk.I T      | 6               | 890                     |

| Таблица бронепробиваемости для 76,2-мм пушки QF 17 pounder Mk.IV                                               |        |        |        |        |
| Гомогенная стальная броня, угол встречи 60 градусов                                                            |        |        |        |        |
| Тип снаряда \ Дальность                                                                                        | 457 м  | 914 м  | 1371 м | 1828 м |
| APCBC Mk.VIII T                                                                                                | 140 мм | 130 мм | 120 мм | 111 мм |
| SVDS Mk.I T | 208 мм | 192 мм | 176 мм | 161 мм |
| Подкалиберный снаряд SVDS имеет несколько более низкую точность и более низкое заброневое действие, чем APCBC. |        |        |        |        |

Снаряды SVDS впервые появились в английской армии в августе 1944 года. К концу того года промышленность выпустила 37 000 таких снарядов, до конца войны — ещё 140 000. Снаряды первых серий имели существенные производственные дефекты, что позволяло использовать их только на малых дистанциях.

#### 105-мм гаубица M4

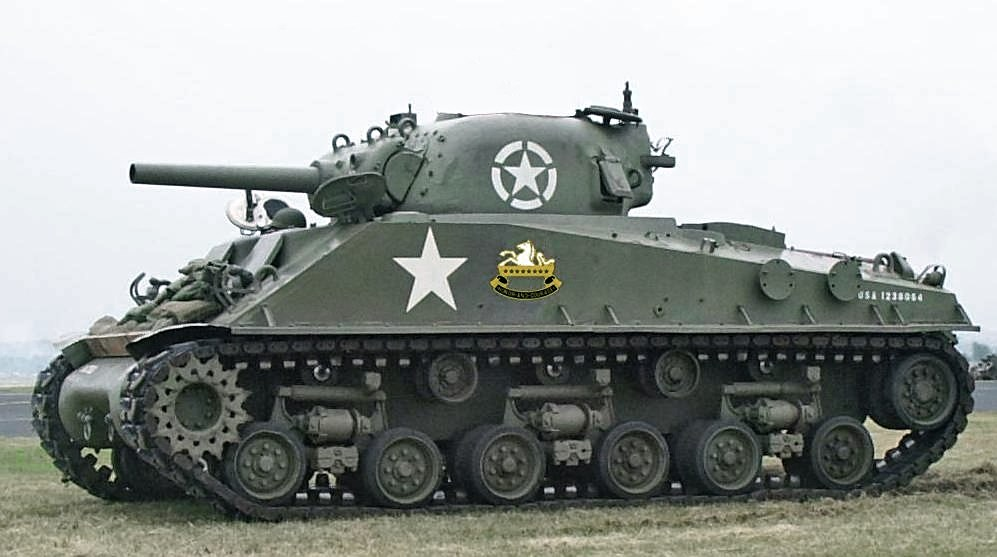
M4A4(105) HVSS

Некоторое количество M4 разных типов получило в качестве основного вооружения американскую 105-мм гаубицу M4, которая являлась доработанной для применения в танке гаубицей M2A1. Эти танки предназначались для непосредственной артиллерийской поддержки пехоты.
Гаубица смонтирована в маск-установке M52, боезапас составляет 66 выстрелов, и размещается в правом спонсоне (21 выстрел), а также на полу боевого отделения (45 выстрелов). Ещё два выстрела хранились непосредственно в башне. Башня не имеет корзины, поскольку последняя затрудняет доступ к боеукладке. Из-за трудностей с уравновешиванием орудия отсутствует стабилизатор, кроме того, башня не имеет гидропривода (был возвращён на некоторые танки летом 1945 года).
Гаубица M4 нарезная, калибр 105 мм, длина ствола 24,5 калибра, шаг нарезов 20 калибров. Затвор скользящий, унитарное заряжание.
| Номенклатура боеприпасов 105-мм гаубицы M4                                                                                              |             |                 |                  |                         |                        |
| Тип | Обозначение | Вес снаряда, кг | Вес выстрела, кг | Начальная скорость, м/с | Дальность табличная, м |
| Осколочный снаряд (HE) | M1 Shell    | 14,97           | 19,08            | 472                     | 11 160                 |
| Кумулятивный трассирующий противотанковый снаряд (HEAT-T)                                                                               | M67 Shell   | 13,25           | 16,71            | 381                     | 7854                   |
| Бронепробиваемость кумулятивного снаряда M67 одинакова для всех дистанций, и составляет 100 мм гомогенной брони при встрече по нормали. |             |                 |                  |                         |                        |

Гаубица M4 также может вести огонь всеми типами артиллерийских выстрелов, предназначенными для армейской гаубицы M101. Все типы выстрелов, кроме M67, имеют изменяемый заряд.

#### Вспомогательное вооружение
С пушкой танка спарен пулемёт M1919A4 винтовочного калибра. Огонь из спаренного пулемёта вёл наводчик, используя электроспуск, выполненный в виде соленоида, укреплённого на корпусе пулемёта, и воздействующего на его спусковую скобу. Такой же пулемёт установлен в подвижной шаровой маске на передней лобовой детали, огонь из него вёл стрелок-радист. На крыше башни, в турельной установке, совмещённой с командирским люком, установлен крупнокалиберный пулемёт M2H, использовавшийся в качестве зенитного.
Боезапас составляет 3600-4750 патронов для спаренного и курсового пулемётов, 300 патронов для крупнокалиберного пулемёта. Патронные ленты для курсового пулемёта размещались в надгусеничной полке справа от места ассистента водителя, ленты для спаренного пулемёта на полке в башенной нише.
Начиная с июня 1943 года танк оборудовался 51-мм дымовой мортиркой M3, смонтированной в крыше башни с левой стороны под углом 35°, таким образом, что её казённая часть находится внутри танка. Мортирка представляет собой лицензионную версию английской «2 inch bomb thrower Mk.I», имеет регулятор, позволяющий вести огонь на фиксированную дальность 35, 75 и 150 метров, боезапас 12 дымовых снарядов. Огонь из неё обычно вёл заряжающий. Использовались также обычные мины от 50-мм миномёта.
Для самообороны экипажа, танки всех модификаций комплектовались станком M2 для пулемёта M1919, пистолетом-пулемётом Томпсона с боезапасом из 300 патронов и двенадцатью ручными гранатами.

### Размещение экипажа, приборное оборудование и прицельные приспособления

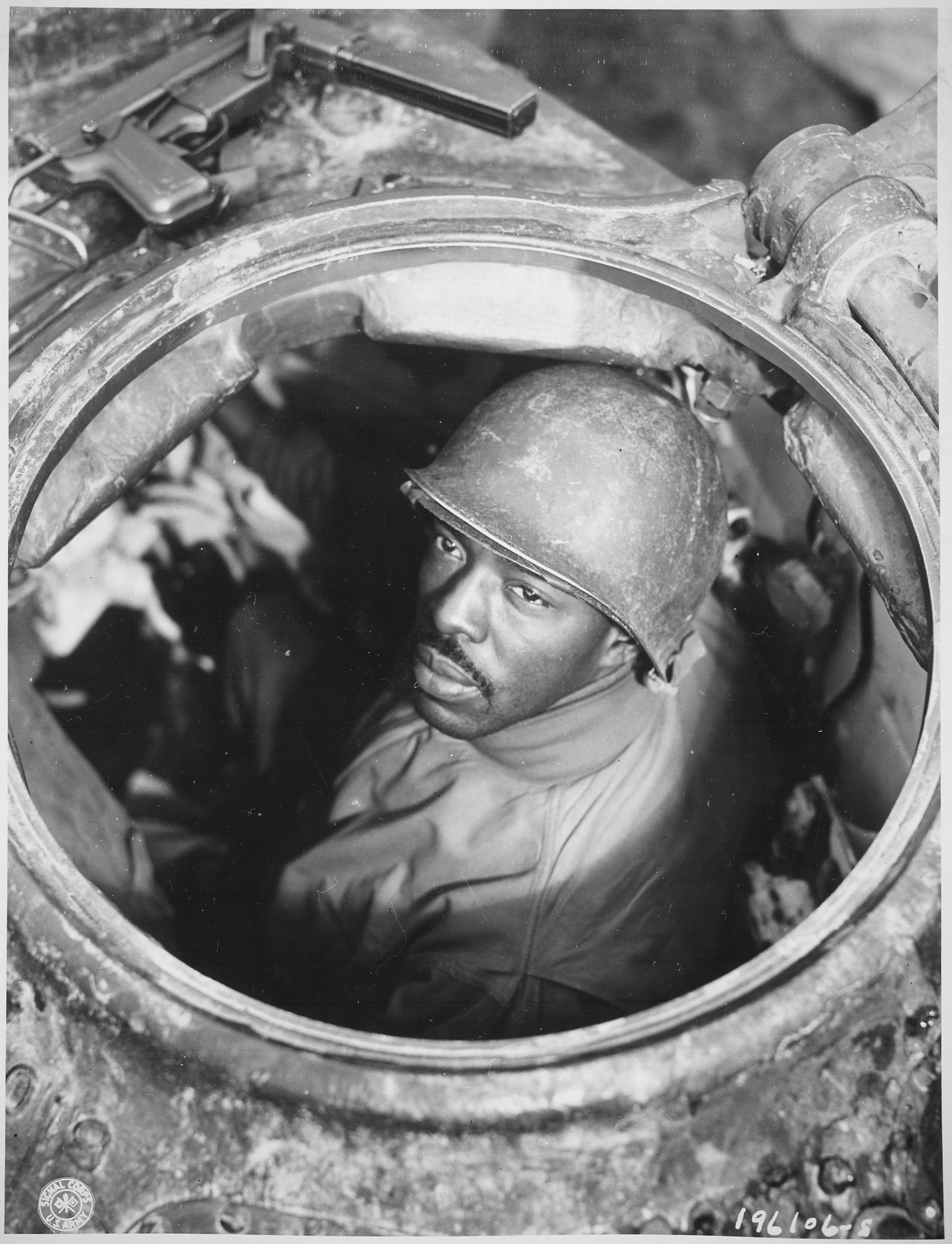
В башне пулемётчик танка M4 «Sherman» капрал Карлтон Чапмэн

Экипаж танка состоит из пяти человек, для всех модификаций, кроме Sherman Firefly. В корпусе танка по обеим сторонам трансмиссии располагаются механик-водитель (слева) и стрелок-радист (ассистент водителя), оба имеют люки на верхней части лобовой детали (у ранних модификаций) или на крыше корпуса перед башней (у поздних модификаций). В боевом отделении и башне размещаются командир танка, наводчик и заряжающий. Место командира находится в задней правой части башни, перед ним располагается наводчик, а вся левая половина башни отдана заряжающему.
Сиденья механика-водителя, ассистента водителя и командира танка имеют регулировку, и могут перемещаться в вертикальном направлении в довольно широком диапазоне. Каждый член экипажа, кроме наводчика, имеет вращающийся на 360 градусов перископ наблюдения M6, перископы также могут перемещаться вверх и вниз. Танки ранних моделей имели смотровые щели для механика-водителя и его ассистента, впоследствии от них отказались.
Прицельные приспособления состоят из телескопического прицела M55 с трёхкратным увеличением, жёстко закреплённого в маске орудия, и перископа наводчика M4A1, имеющего встроенный телескопический прицел M38A2, который мог использоваться, как резервный. Встроенный в перископ прицел синхронизирован с орудием. На крыше башни приварены два металлических указателя, служащие для того, чтобы командир танка мог развернуть башню в направлении цели, ведя наблюдение в перископ. Курсовой пулемёт не имеет прицельных приспособлений.
Танки, вооружённые 105-мм гаубицей, получали телескопический прицел M77C вместо M38A2. Для 76-мм орудия использовался M47A2 вместо M38A2 и M51 вместо M55.
Впоследствии прицельные приспособления были усовершенствованы. Танк получил универсальный перископ наводчика M10 (или его модификацию с регулируемой прицельной сеткой M16) с двумя встроенными телескопическими прицелами, с однократным и шестикратным увеличением. Перископ мог использоваться с любым типом орудия. Также устанавливались прямые телескопические прицелы M70 (улучшенного качества), M71 (пятикратного увеличения), M76 (с расширенным полем зрения), M83 (переменного 4—8× увеличения).
Танковое орудие имеет указатели углов вертикальной и горизонтальной наводки, что позволяло вести достаточно эффективный артиллерийский огонь с закрытых позиций.
Танк оборудован смонтированной в нише башни радиостанцией УКВ диапазона одного из трёх типов — SCR 508 с двумя приёмниками, SCR 528 с одним приёмником или SCR 538 без передатчика. Антенна радиостанции выводится с левой задней стороны крыши башни. Командирские танки оборудовались расположенной в передней части правого спонсона КВ радиостанцией SCR 506, с антенной, выведенной в правой верхней части ВЛД.
Танк оснащён внутренним переговорным устройством BC 605, связывающим всех членов экипажа, и являющимся частью радиостанции. Мог также устанавливаться опциональный комплект связи с сопровождающей пехотой RC 298, оснащённый внешним телефоном BC 1362, расположенным на правой задней части корпуса. Также танк мог комплектоваться мобильной радиостанцией AN/VRC 3, которая служила для связи с пехотными SCR 300 (Walkie Talkie).
На башне T23 имеется командирская башенка с шестью фиксированными перископическими приборами наблюдения. Такой же башенкой оборудовались поздние версии танков со 105-мм гаубицами.
Для действий в условиях плохой видимости танк оборудован гирокомпасом. В Европе гирокомпасы практически не использовались, но были востребованы в Северной Африке во время песчаных бурь, а также эпизодически применялись на Восточном фронте, в зимних условиях.

### Двигатель
Среди прочих средних танков ВМВ «Шерман» выделяется, пожалуй, наиболее широкой гаммой устанавливаемых на него двигателей. В общей сложности на танк устанавливалось пять различных вариантов двигательной установки, что дало шесть основных модификаций:
- M4 и M4A1 — звездообразный авиационный двигатель Continental R975 C1, 350 л. с. при 3500 об/мин.
- M4A2 — спарка шестицилиндровых дизелей GM 6046, 375 л. с. при 2100 об/мин.
- M4A3 — специально разработанный бензиновый V8Ford GAA, 500 л. с.
- M4A4 — 30-цилиндровая силовая установка Chrysler A57 multibank, состоящая из пяти автомобильных бензиновых двигателей L6.
- M4A6 — радиальный дизель Caterpillar RD1820 мощностью 497 лошадиных сил.

Изначально компоновка танка и размеры моторного отсека были рассчитаны для звездообразного R975, что давало достаточно пространства для установки других типов двигателей. Тем не менее, 30-цилиндровый силовой агрегат A57 имел габариты, не позволяющие установить его в стандартный моторный отсек, и в варианте M4A4 танк получил более длинный корпус, который также был использован в M4A6.
В СССР по программе ленд-лиза поставлялись M4A2, поскольку одним из требований к танку в СССР было наличие дизельной силовой установки. В американской армии дизельные танки не использовались исходя из соображений логистики, зато имелись в морской пехоте (имевшей доступ к дизельному топливу) и в учебных частях. Также дизельные танки составили около трети поставленных Великобритании, где применялась и бензиновая и дизельная техника.
Танк оснащён бензиновой одноцилиндровой вспомогательной силовой установкой, служащей для подзарядки аккумуляторов без запуска основного двигателя, а также для прогрева двигателя в условиях низких температур.

### Трансмиссия
Трансмиссия танка расположена в передней части корпуса, крутящий момент от двигателя передаётся на неё карданным валом, проходящим в коробе по полу боевого отделения. Коробка передач механическая 5-скоростная, имеется задняя передача, 2-3-4-5 передачи синхронизированы. Трансмиссия имеет двойной дифференциал типа «Cletrac» и два раздельных тормоза, при помощи которых осуществляется управление. Органы управления механика-водителя — два рычага тормозов (с сервоприводом), педаль сцепления, рычаг переключения передач, ножной и ручной акселератор, ручной стояночный тормоз. Впоследствии ручной стояночный тормоз был заменён на ножной.
Литой корпус трансмиссии является одновременно нижней лобовой деталью корпуса танка, крышка трансмиссионного отделения отливается из броневой стали, и крепится к корпусу танка болтами. Массивные детали трансмиссии в определённой степени защищали экипаж от поражения бронебойными снарядами и вторичными осколками, но с другой стороны, такая конструкция повышала вероятность повреждения самой трансмиссии при попадании в её корпус снарядов, даже в том случае, если не было пробития брони.
В процессе производства конструкция трансмиссии не подвергалась существенным переделкам.

### Ходовая часть

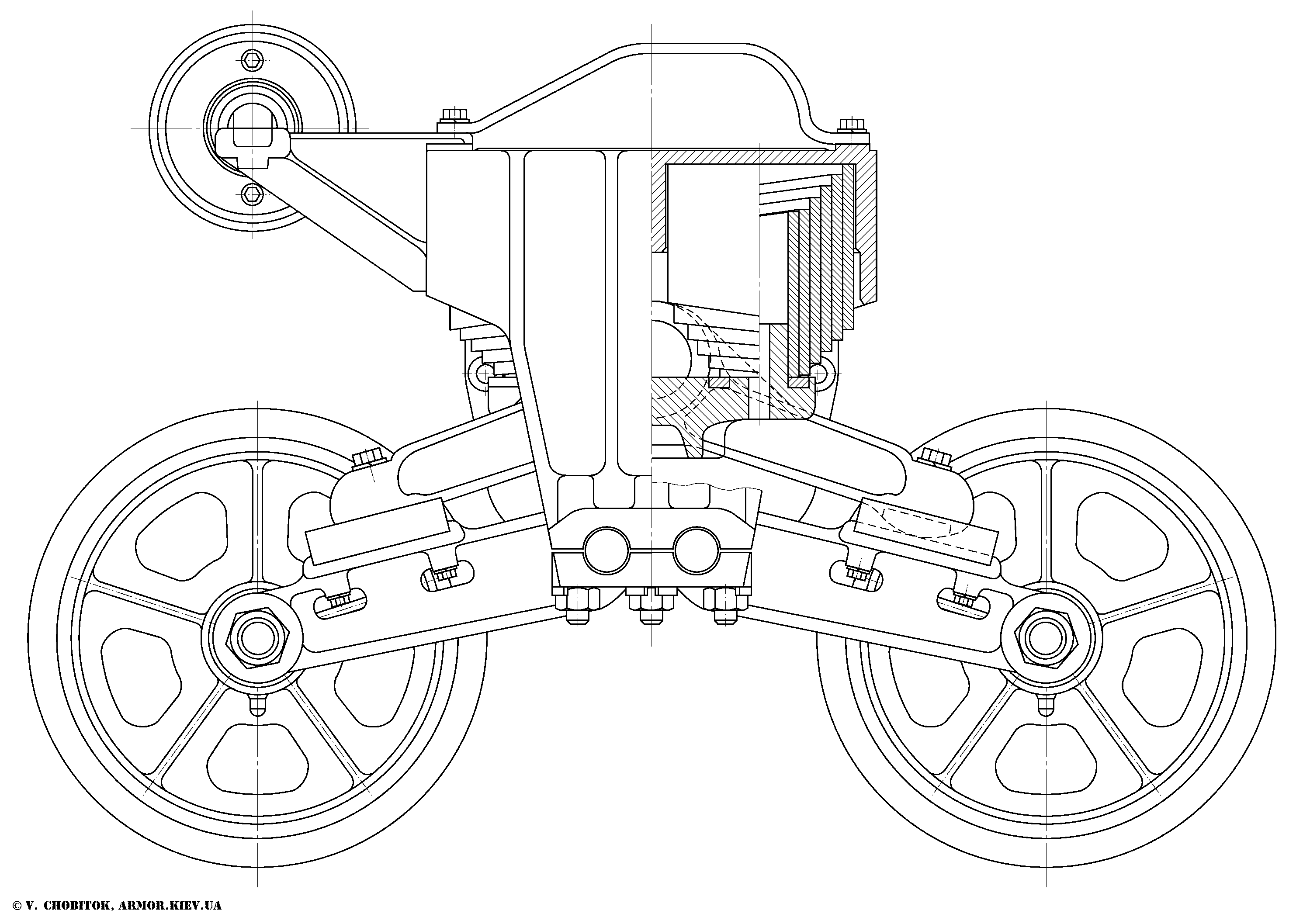
Узел парной блокированной подвески VVSS с буферными пружинами танка M4A2 «Шерман»

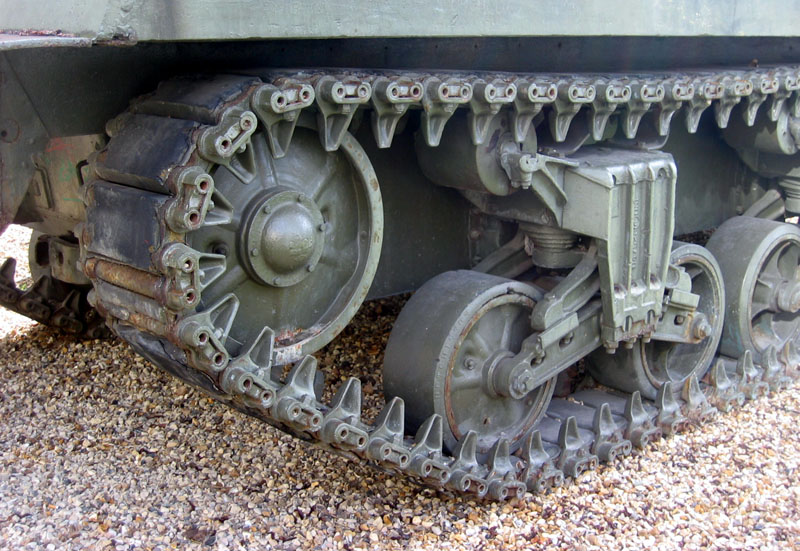

Подвеска танка в целом соответствует той, что была использована на танке M3. Подвеска блокированная, имеет по три опорные тележки с каждой стороны. Тележки имеют по два обрезиненных опорных катка, по одному поддерживающему катку с задней стороны, а также две вертикальные буферные пружины.
Танки самых ранних серий, до лета 1942 года, имели подвеску с тележками от M2, такую же, как ранние варианты M3. Этот вариант подвески легко отличить по поддерживающим каткам, расположенным на вершинах тележек.
Гусеница мелкозвенная, с резинометаллическим параллельным шарниром, шириной 420 мм, 79 траков на M4, M4A1, M4A2, M4A3, 83 трака на M4A4 и M4A6. Траки гусеницы имеют стальную основу. Первые варианты траков оснащались достаточно толстым резиновым протектором, который был ещё более утолщён для повышения ресурса гусеницы. С началом продвижения Японии на Тихом океане доступ к натуральному каучуку стал ограниченным, и были разработаны траки с приклёпанным, приваренным или привинченным стальным протектором. Впоследствии ситуация с сырьём улучшилась, и стальной протектор стали покрывать слоем резины.
Имелись следующие варианты траков:
- T41 — трак с гладким резиновым протектором. Мог комплектоваться шпорой.
- T48 — трак с резиновым протектором с грунтозацепом в виде шеврона.
- T49 — трак с тремя приваренными стальными параллельными грунтозацепами.
- T51 — трак с гладким резиновым протектором, толщина протектора увеличена по сравнению с T41. Мог комплектоваться шпорой.
- T54E1, T54E2 — трак с приваренными стальным протектором в виде шеврона.
- T56 — трак с простым стальным протектором на болтах.
- T56E1 — трак со стальным протектором в виде шеврона на болтах.
- T62 — трак со стальным протектором в виде шеврона на заклёпках.
- T47, T47E1 — трак с тремя приваренными стальными грунтозацепами, покрыт резиной.
- T74 — трак с приваренным стальным протектором в виде шеврона, покрыт резиной.

Канадцы разработали свой тип гусеницы C.D.P. с литыми металлическими траками с открытым металлическим последовательным шарниром. Эти гусеницы очень напоминали те, которые использовались на большинстве немецких танков того времени.
Такая подвеска имеет обозначение VVSS (Vertical Volute Spring Suspension, «вертикальная»), в названии танка эта аббревиатура обычно опускалась.

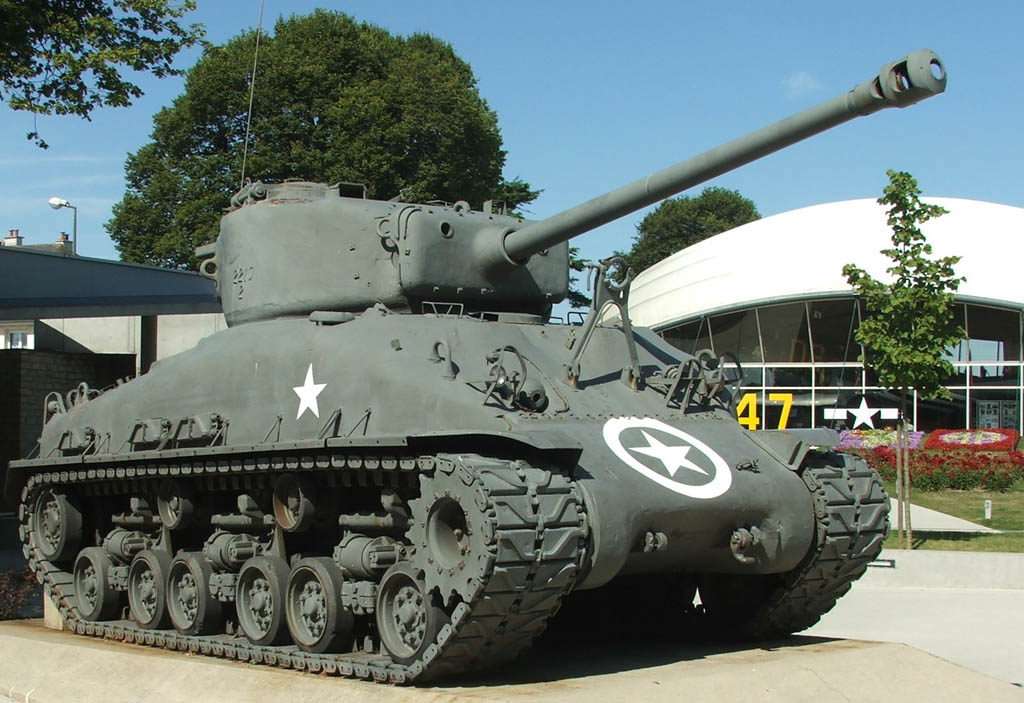
M4A1(76)W HVSS

В конце марта 1945 года подвеска была модернизирована, катки стали двойными, пружины горизонтальными, была также изменена форма и кинематика балансиров, введены гидравлические амортизаторы. Подвеска получила более широкие, 58 см, гусеницы T66, T80 и T84. Танки с такой подвеской (получившей название Horisontal Volute Spring Suspension, «горизонтальная») имели аббревиатуру HVSS в обозначении. Подвеска HVSS напоминала подвеску французского танка Hotchkiss H 35. «Горизонтальная» подвеска отличается от «вертикальной» меньшим удельным давлением на грунт, и даёт модернизированным танкам несколько бо́льшую проходимость. Кроме того, эта подвеска более надёжна и менее требовательна к обслуживанию.
Гусеница подвески HVSS имела три основных варианта:
- T66 — литые стальные траки, последовательный металлический открытый шарнир.
- T80 — резинометаллический шарнир, траки со стальным протектором в виде шеврона, покрытого резиной.
- T84 — резинометаллический шарнир, траки с резиновым протектором в виде шеврона. Использовались после войны.

## Модификации

### Основные серийные варианты
Особенностью производства M4 стало то, что практически все его варианты не являлись следствием модернизаций, а имели чисто технологические отличия и производились практически одновременно. То есть отличие M4A1 от M4A2 не значит, что M4A2 обозначает более поздний и более совершенный вариант, это лишь значит, что данные модели производились на разных заводах и имеют разные двигатели (а также другие незначительные отличия). Модернизациям, таким как изменение боеукладки, оснащение новой башней и пушкой, изменение типа подвески, все типы подвергались в целом в одно и то же время, получая армейские обозначения W, (76) и HVSS. Заводские обозначения отличаются, и включают букву E и числовой индекс. Например, M4A3(76)W HVSS имел заводское обозначение M4A3E8.
Серийные варианты «Шермана» были таковы:
- M4 — танк со сварным корпусом и карбюраторным звездообразным двигателем Continental R-975. Выпускался серийно с июля 1942 года по январь 1944 года фирмами Pressed Steel Car Co, Baldwin Locomotive Works, American Locomotive Co, Pullman Standard Car Co, Detroit Tank Arsenal. Всего выпущено 8389 машин, 6748 из них были вооружены пушкой M3, 1641 M4(105) получили 105-мм гаубицу. M4 производства Detroit Tank Arsenal отличались литой лобовой частью и получили наименование M4 Composite Hull.

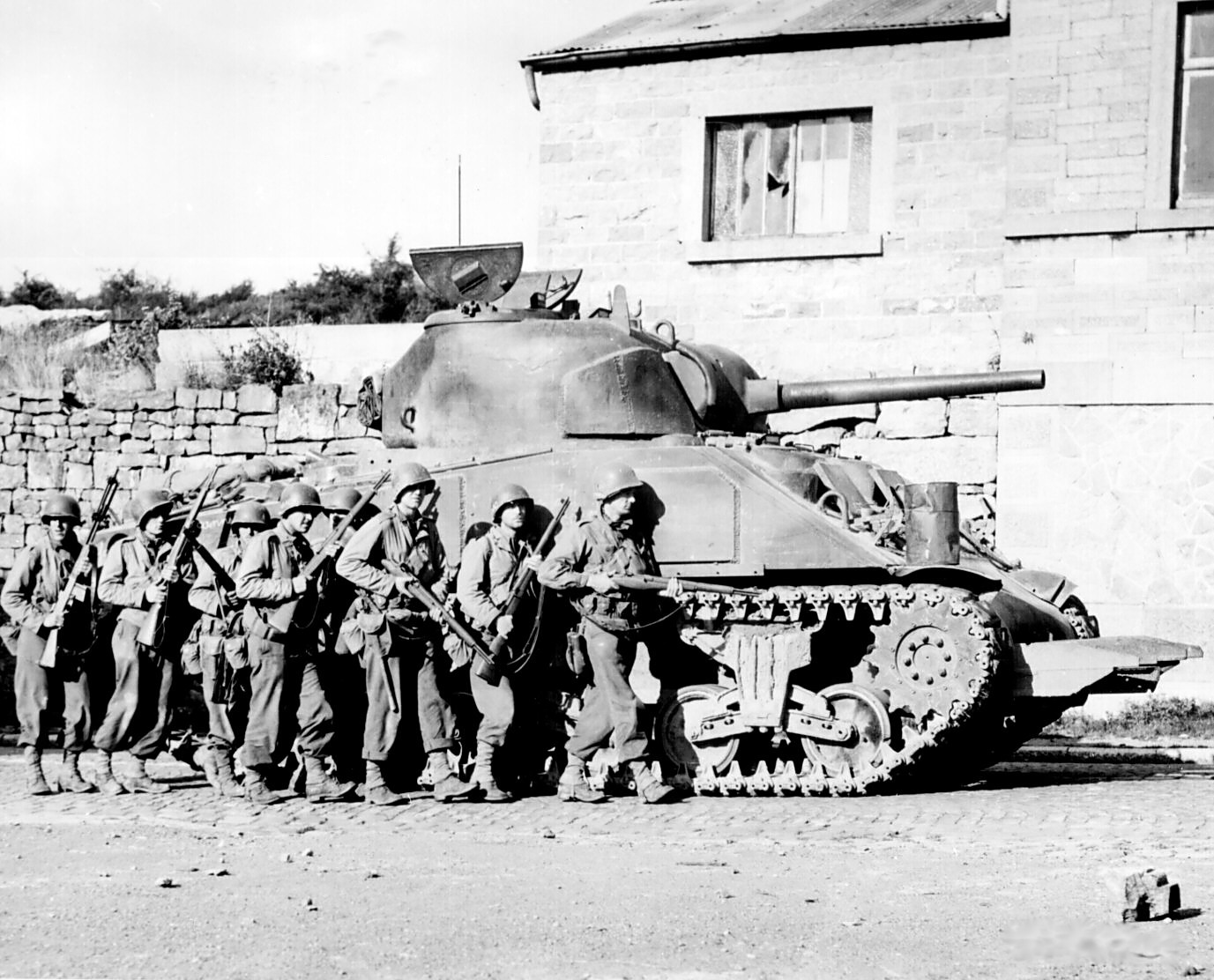
Пехота под прикрытием танка «Шерман», оснащённого резаком для преодоления живых изгородей — бокажей

- M4A1 — самая первая пошедшая в производство модель, танк с литым корпусом и двигателем Continental R-975, практически полностью соответствующий первоначальному прототипу T6. Выпускался с февраля 1942 года по декабрь 1943 года фирмами Lima Locomotive Works, Pressed Steel Car Co, Pacific Car and Foundry Co. Всего выпущено 9707 машин, 6281 из них были вооружены пушкой M3, 3426 M4A1(76)W получили новое орудие M1. Танки самых первых серий имели 75-мм пушку M2 и два фиксированных курсовых пулемёта.
- M4A2 — танк со сварным корпусом и силовой установкой из двух дизелей General Motors 6046. Выпускался с апреля 1942 года по май 1945 года фирмами Pullman Standard Car Co, Fisher Tank Arsenal, American Locomotive Co, Baldwin Locomotive Works, Federal Machine & Welder Co. Всего выпущено 10 968 танка, 8053 из них были вооружены пушкой M3, 2915 M4A2(76)W получили новое орудие M1.
- M4A3 — имел сварной корпус и карбюраторный двигатель Ford GAA. Выпускался предприятиями Fisher Tank Arsenal, Detroit Tank Arsenal с июня 1942 года по март 1945 года в количестве 12 596 штуки. 5015 имели орудие M3, 3039 M4A3(105) 105-мм гаубицу, 4542 M4A3(76)W новое орудие M1. В июне—июле 1944 года 254 штуки M4A3 с пушкой M3 были переделаны в M4A3E2.
- M4A4 — машина со сварным удлинённым корпусом и силовым агрегатом Chrysler A57 Multibank из пяти автомобильных двигателей. Выпущена в количестве 7499 штук предприятием Detroit Tank Arsenal. Все вооружались орудием M3.
- M4A5 — обозначение, зарезервированное для канадского Ram Tank, но так ему и не присвоенное. Танк интересен тем, что по сути, являлся не версией M4, а очень сильно модернизированной версией M3. Ram Tank имел английскую 6-фунтовую пушку, литой корпус с боковой дверью как у прототипа T6, литую башню оригинальной формы, ходовая часть соответствовала M3, за исключением гусеничных траков. Montreal Locomotive Works произвёл 1948 машин. В боях Ram не участвовал из-за слишком слабого орудия, зато послужил основой для многочисленных бронированных машин, например ТБТР Kangaroo.
- M4A6 — корпус сварной удлинённый, подобный M4A4, с литой лобовой частью. Двигатель — многотопливный дизель Caterpillar RD-1820. Выпущено 75 танков заводом Detroit Tank Arsenal.
- Grizzly Bear — танк M4A1, серийно выпускавшийся в Канаде. В основном подобен американскому танку, отличался от него конструкцией ведущего колеса и гусеницы. Всего произведено 188 штук компанией Montreal Locomotive Works.

### Опытные образцы
- Skink — английский прототип зенитного танка на шасси M4A1 канадского производства. Танк оснащался четырьмя 20-мм зенитными пушками Polsten, представляющими собой упрощённый вариант 20-мм зенитного орудия Эрликон. несмотря на то, что Skink был доведён до серийного производства в январе 1944 года, было сделано всего несколько штук, поскольку тотальное превосходство союзников в воздухе исключало необходимость в средствах ПВО.
- M4A2E4 — опытный вариант M4A2 с независимой торсионной подвеской, аналогичной танку T20E3. Построено два танка летом 1943 года.
- Centipede — опытный вариант M4A1 с рессорной подвеской от полугусеничного транспортёра T16.
- T52 — американский прототип зенитного танка на шасси M4A3 с одним 40-мм орудием M1 и двумя .50 пулемётами M2B.
- M4/T26 — опытный вариант M4A3 с установленным на него орудием калибра 90мм в башне Т26, созданный фирмой Chrysler летом 1944 года. Проект создавался как попытка совместить базу «Шермана» и огневую мощь тогда ещё опытного танка М26 «Pershing» (Т26Е1 на момент постройки M4/T26) в тот период войны, когда американское командование относилось к идее перевооружения армии новыми танками скептически. Необходимость в перевооружении «Шермана» отпала, когда «Першинг» всё-таки был принят на вооружение и запущен в массовое производство.[47]

### Специальные танки на базе «Шермана»
Условия войны, а особенно желание союзников обеспечить тяжёлой бронетехникой свои масштабные десантные операции, привели к созданию большого количества специализированных танков «Шерман». Но даже обычные строевые машины часто несли на себе дополнительные приспособления, например, лезвия для прохода через «живые изгороди» Нормандии. Специализированные версии танков создавали как американцы, так и англичане, последние были особенно активны.

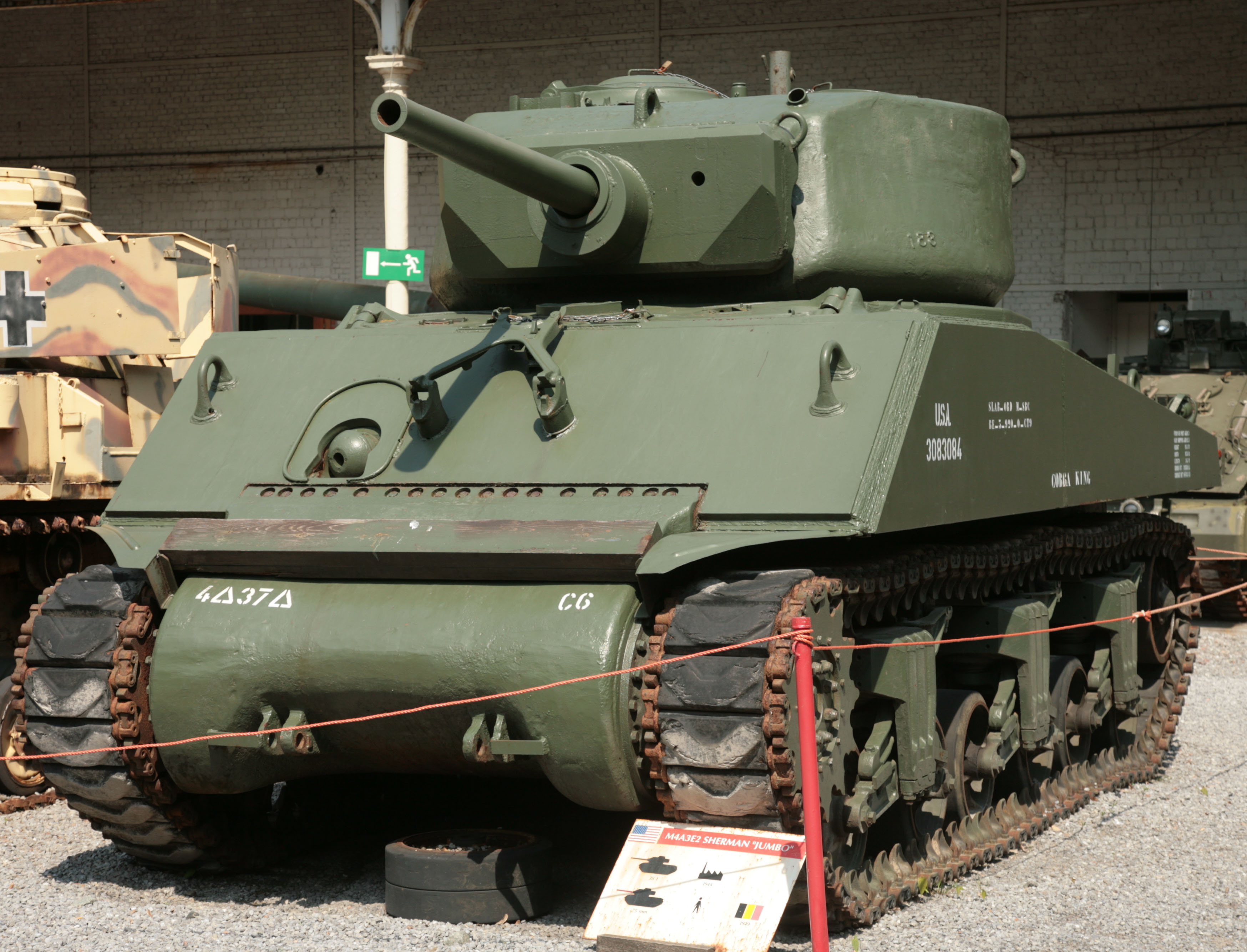
M4A3E2 Sherman Jumbo c 75-мм орудием M3

Наиболее известные специализированные варианты:
- Sherman Firefly — танки M4A1 и M4A4 британской армии, перевооружённые «17-фунтовой» (76,2 мм) противотанковой пушкой. Переделка состояла в смене орудия и маск-установки, выносу радиостанции во внешний ящик, установленный на задней части башни, отказу от помощника водителя (на его месте размещалась часть боезапаса) и курсового пулемёта. Кроме того, из-за большой длины относительно тонкого ствола менялась система походной фиксации пушки, башня Sherman Firefly в походном положении разворачивалась на 180 градусов, и ствол пушки закреплялся на кронштейне, установленном на крыше моторного отделения. До 31 июля 1944 года переделано 699 танков, которые поступали в английские, польские, канадские, австралийские и новозеландские части, предназначенные для боёв в Европе. К январю 1945 года переделано 1794 танка, а на 31 мая 1945 года — 2139.[48]
- M4A3E2 Sherman Jumbo — штурмовой тяжелобронированный вариант M4A3(75)W. От обычного M4A3 Jumbo отличался наваренными на ВЛД и спонсоны дополнительными броневыми плитами толщиной 38 мм, усиленной крышкой трансмиссионного отсека, новой башней с усиленным бронированием, разработанной на основе башни T23. Маск-установка M62 усиливалась навариванием дополнительной брони, и получала наименование T110. Несмотря на то, что обычно в M62 ставилась пушка M1, Jumbo получил 75-мм M3, поскольку она обладала снарядом с бо́льшим фугасным действием, а для танкового боя Jumbo не предназначался. Впоследствии несколько M4A3E2 были перевооружены в полевых условиях, получили пушку M1A1, и использовались в качестве истребителя танков. Бронирование Sherman Jumbo было следующим: ВЛД — 100 мм, крышка трансмиссионного отделения — 114—140 мм, спонсоны — 76 мм, маска пушки — 178 мм, лоб, борта и задняя часть башни — 150 мм. Из-за усиленного бронирования вес возрос до 38 тонн, вследствие чего было изменено передаточное число высшей передачи.

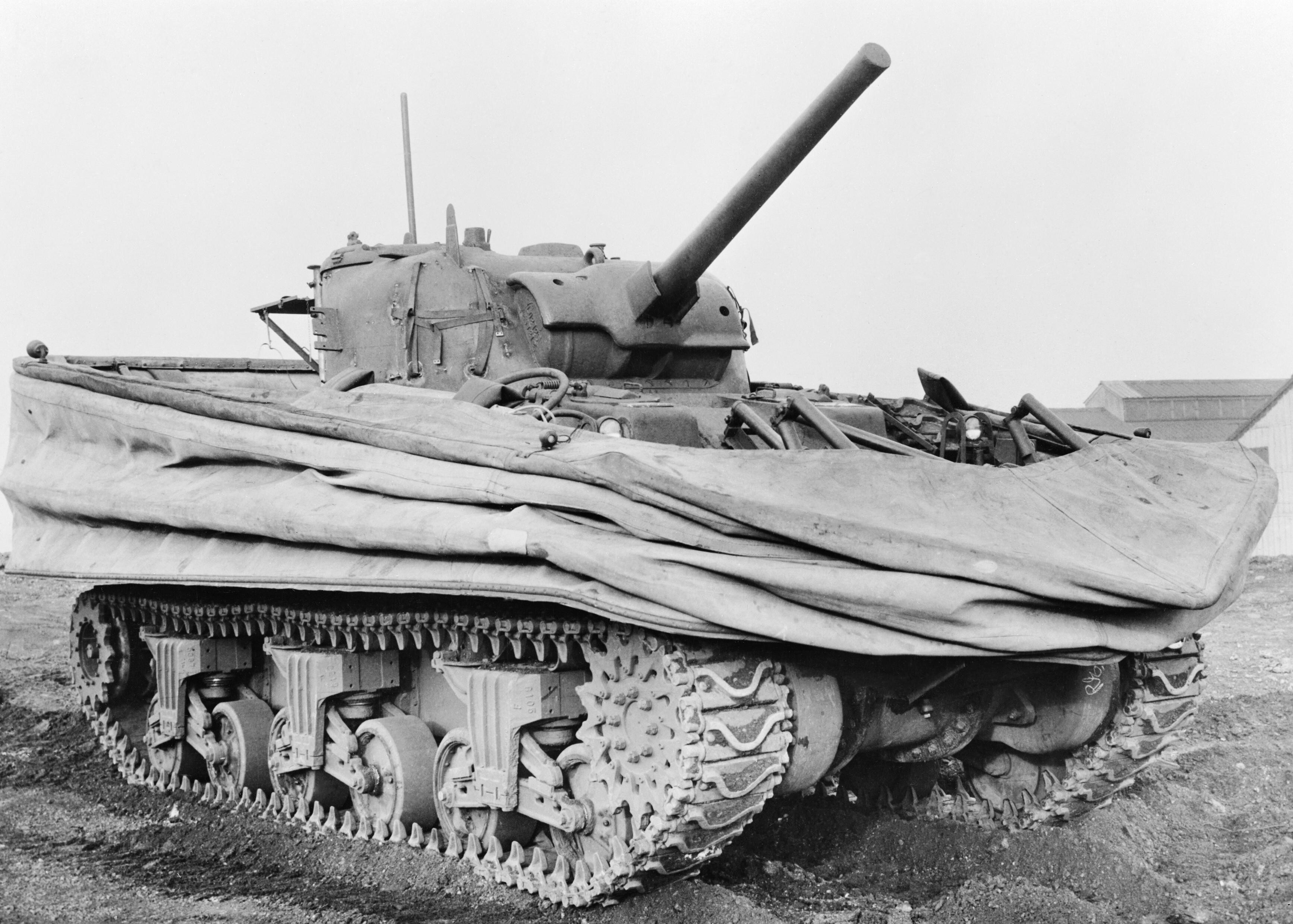
Sherman DD с опущенным экраном

- Sherman DD — специализированная версия танка, оборудованная системой Duplex Drive (DD) для преодоления вплавь водных преград. Танк оснащался надувным прорезиненным брезентовым кожухом и гребными винтами с приводом от основного двигателя. Sherman DD был разработан в Англии в начале 1944 года для осуществления многочисленных морских десантных операций, которые предстояло вести армиям союзников, в первую очередь для высадки в Нормандии.[49]
- Sherman Crab — наиболее распространённый английский специализированный танк-тральщик, оборудованный бойковым тралом для прокладывания проходов в минных полях. Другие варианты противоминных «Шерманов» — AMRCR, CIRD, и прочие, в основном каткового типа.

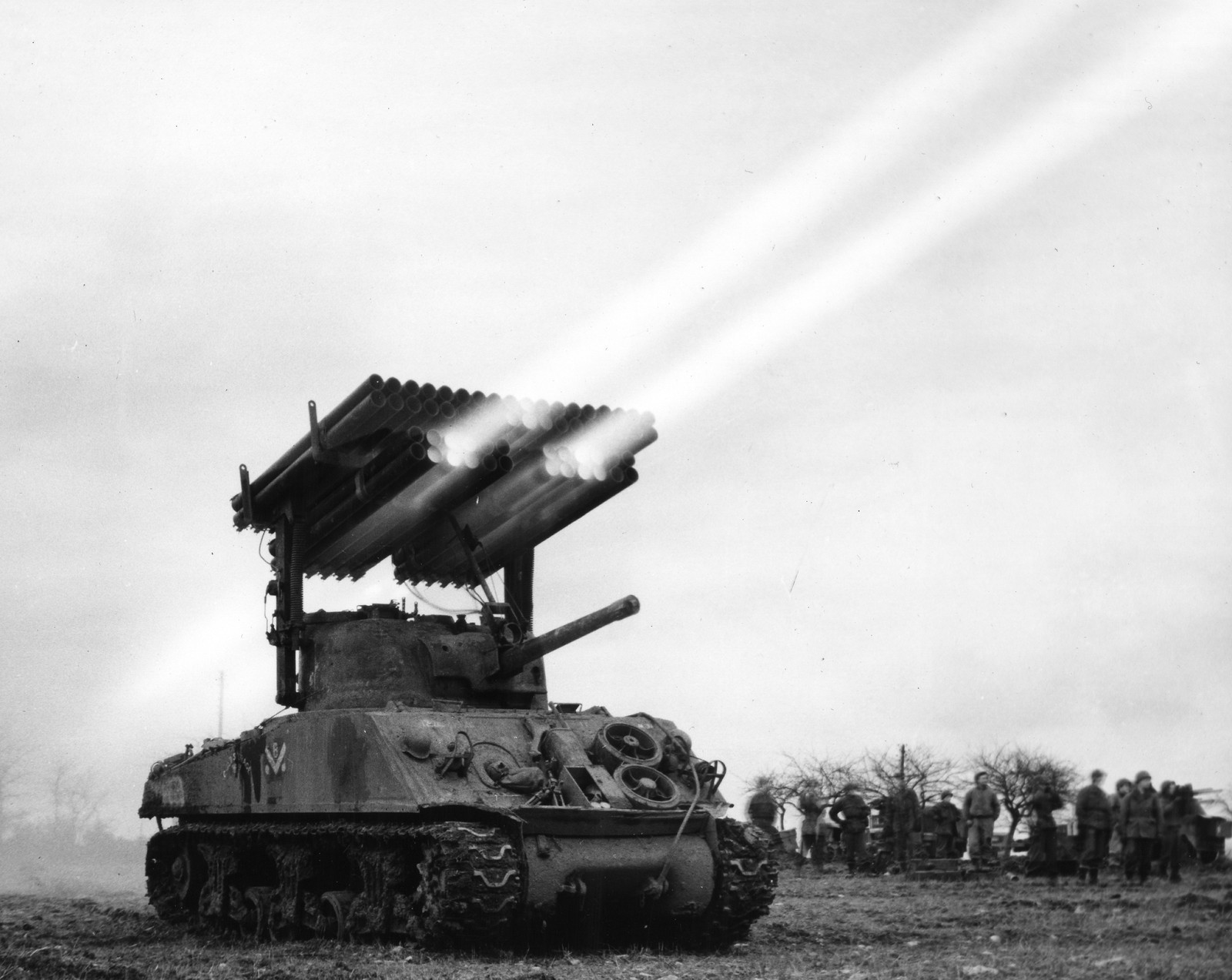
M4A3 T34 Sherman Calliope ведёт огонь во Франции

- Sherman Calliope — танк M4A1 или M4A3, оборудованный смонтированной на башне реактивной системой залпового огня T34 Calliope, с 60 трубчатыми направляющими для 114-мм ракет M8. Горизонтальное наведение пусковой установки осуществлялось поворотом башни, а вертикальное — подъёмом и опусканием танкового орудия, ствол которого был соединён с направляющими пусковой установки специальной тягой. Несмотря на наличие ракетного вооружения, танк полностью сохранял вооружение и бронирование обычного «Шермана», что делало его единственной РСЗО, способной действовать непосредственно на поле боя. Экипаж Sherman Calliope мог вести огонь ракетами, находясь внутри танка, отвод в тыл требовался только для перезарядки. Минусом являлось то, что тяга была присоединена непосредственно к стволу орудия, что не давало вести огонь из него до тех пор, пока пусковая установка не сбрасывалась. В пусковых установках T43E1 и T34E2 этот недостаток был устранён.
- T40 Whizbang — вариант ракетного танка с пусковой установкой для 182-мм ракет M17. В целом пусковая установка была конструктивно аналогична T34, но имела 20 направляющих, броневую защиту. Такие танки использовались в основном в штурмовых операциях, в том числе и в Италии и на Тихоокеанском ТВД.

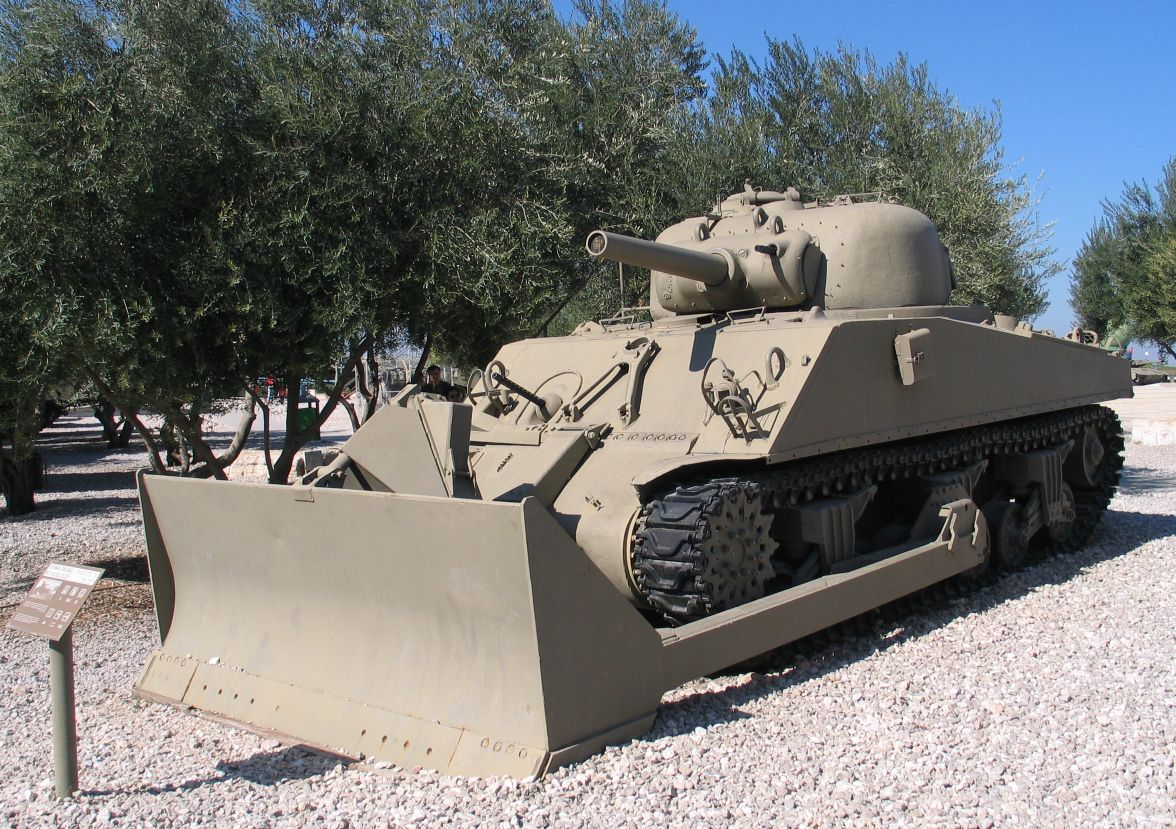
M4 Dozer

- M4 Dozer — вариант «Шермана» с установленным в передней части бульдозерным ножом M1 или M2. Танк применялся инженерными частями, в том числе и для разминирования, наряду со специальными противоминными вариантами.
- Sherman Crocodile, Sherman Adder, Sherman Badger, POA-CWS-H1 — английские и американские огнемётные версии «Шермана».

### САУ на базе «Шерман»
Поскольку «Шерман» являлся основной танковой платформой в американской армии, на его базе было построено достаточно большое количество самоходных артиллерийских установок различного предназначения, в том числе и тяжёлых истребителей танков. Американская концепция САУ несколько отличалась от советской или немецкой, и вместо установки орудия в закрытой броневой рубке американцы размещали его или в открытой сверху вращающейся башне (на истребителях танков), в открытой броневой рубке (M7 Priest) или на открытой платформе, в последнем случае стрельба велась персоналом, находящимся снаружи.
Выпускались следующие варианты САУ:

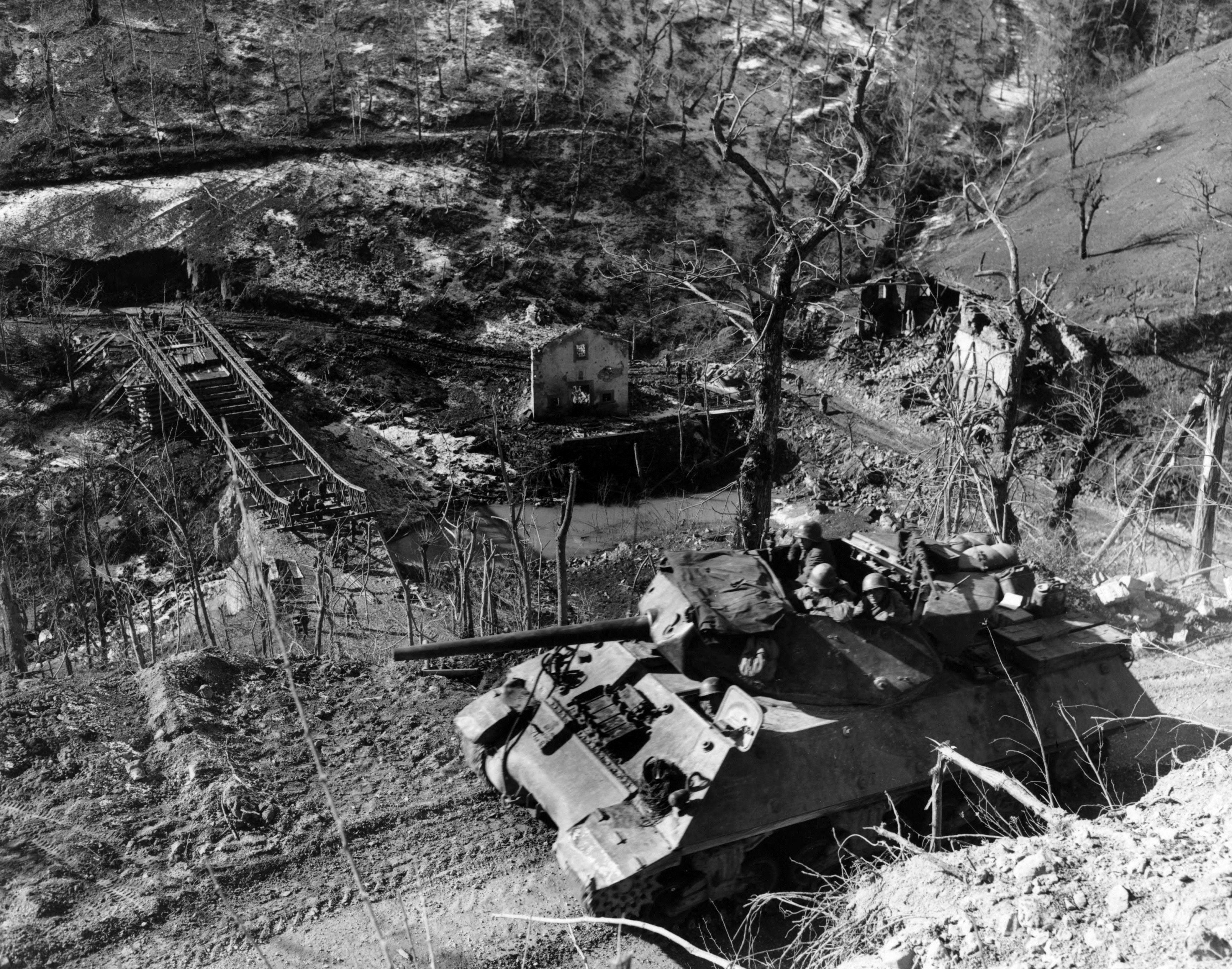
M10 Истребитель танков

- 3in Gun Motor Carriage M10 — истребитель танков, известный также, как Wolverine. Оснащался 76-мм орудием M7.
- 90-мм Gun Motor Carriage M36 — истребитель танков, известный как Jackson. Оснащался 90-мм орудием M3.
- 105 mm Howitzer Motor Carriage M7 — самоходная 105-мм гаубица Priest.
- 155 mm GMC M40, 203 mm HMC M43, 250 mm MMC T94, Cargo Carrier T30 — тяжёлые пушка, гаубица и транспортёр боеприпасов на основе M4A3 HVSS.

Англичане имели собственные САУ:
- Tracked self-propelled 25 pounder Sexton I, II — примерный аналог M7 Priest на шасси канадского Ram Tank.
- Achilles IIC — M10, перевооружённая английским 17-фунтовым орудием Mk.V.

Шасси «Шермана» также послужило основой для создания САУ в некоторых других странах, например в Израиле и Пакистане.

### БРЭМ

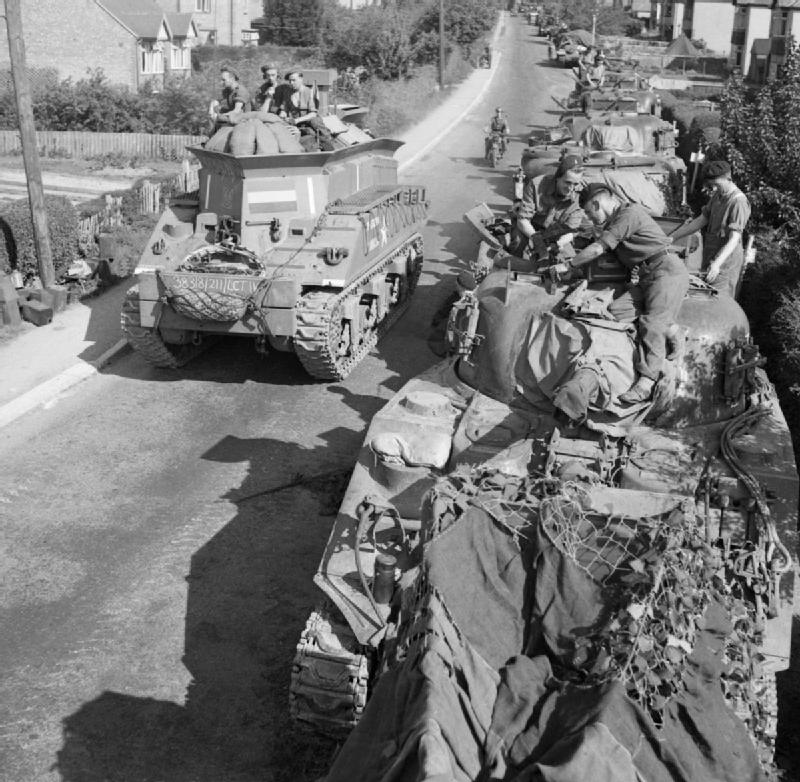
Beach Armoured Recovery Vehicle

До стандартизации именовалась Т5. Американская армия имела довольно широкую номенклатуру бронированных ремонтно-эвакуационных машин, созданных в основном на базе M4A3:
- M32, шасси M4A3, с установленной вместо башни бронированной надстройкой. БРЭМ снабжалась 6-метровым тридцатитонным А-образным подъёмным краном и имела 81-мм миномёт для обеспечения защиты ремонтно-эвакуационных работ. Изготавливаемые на шасси M4 машины именовались M32, на шасси M4А1 — M32В1, M4A2 — M32В2, M4А3 — M32В3. Всего было построено и переделано из линейных танков не менее 1764 машин.

|                 | 1     | 2     | 3     | 4     | 5     | 6     | 7     | 8     | 9     | 10    | 11    | 12    | Всего |
| --------------- | ----- | ----- | ----- | ----- | ----- | ----- | ----- | ----- | ----- | ----- | ----- | ----- | ----- |
| Построено вновь |       |       |       |       |       |       |       |       |       |       |       |       |       |
| 1943            |       |       |       |       |       |       |       |       |       |       |       | 31    | 31    |
| 1944            | 52    | 1     | 7     |       |       | 6     | 8     | 6     |       |       |       |       | 80    |
| Переоборудовано |       |       |       |       |       |       |       |       |       |       |       |       |       |
| 1943            |       |       |       |       |       |       |       |       |       |       |       | 37    | 37    |
| 1944            | 52    | 1     | 42    | 80    | 102   | 93    | 98    | 96    | 90    | 90    | 113   | 181   | 1038  |
| 1945            | 124   | 130   | 146   | 86    | 30    | 22    | 25    | 15    | *     |       |       |       | 578   |
| Всего           | Всего | Всего | Всего | Всего | Всего | Всего | Всего | Всего | Всего | Всего | Всего | Всего | 1764  |

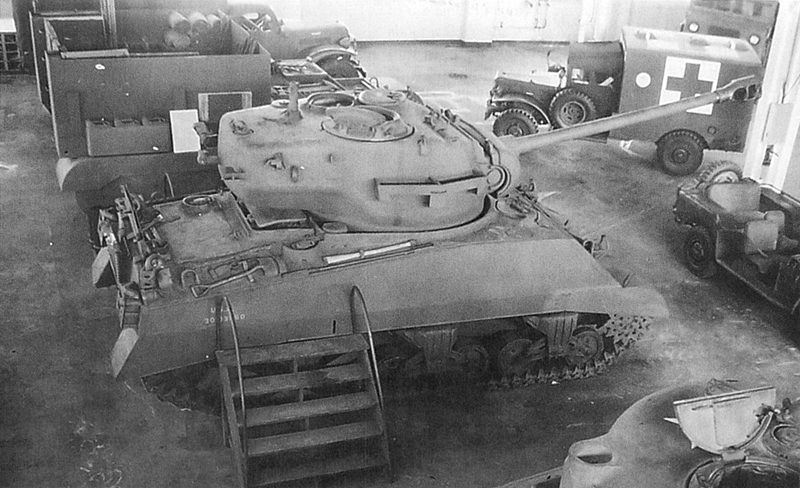
Опытный M4/T26

*Дальнейшее производство/переоборудование неизвестно.
- M74, более совершенная версия БРЭМ на основе танков с подвеской HVSS. M74 отличалась более мощным краном, лебёдками, и установленным в передней части бульдозерным ножом.
- M34, артиллерийский трактор на основе M32 с демонтированным краном.

Англичане имели свои версии БРЭМ, Sherman III ARV, Sherman BARV. Канадцы также выпускали ТБТР Sherman Kangaroo.

### Послевоенные варианты
Несколько сотен танков M4A1 и M4A3 с 75-мм пушками были перевооружены 76-мм пушками M1A1 без замены башни. Переделка осуществлялась на предприятиях «Bowen-McLaughlin-York Co.» (BMY) в Йорке, Пенсильвания, и на Рок-Айлендском арсенале в Иллинойсе. Танки получили индекс M4A1E6 и M4A3E4 соответственно. Эти машины поставлялись в частности в Югославию, Данию, Пакистан и Португалию.

#### Израильские «Шерманы»

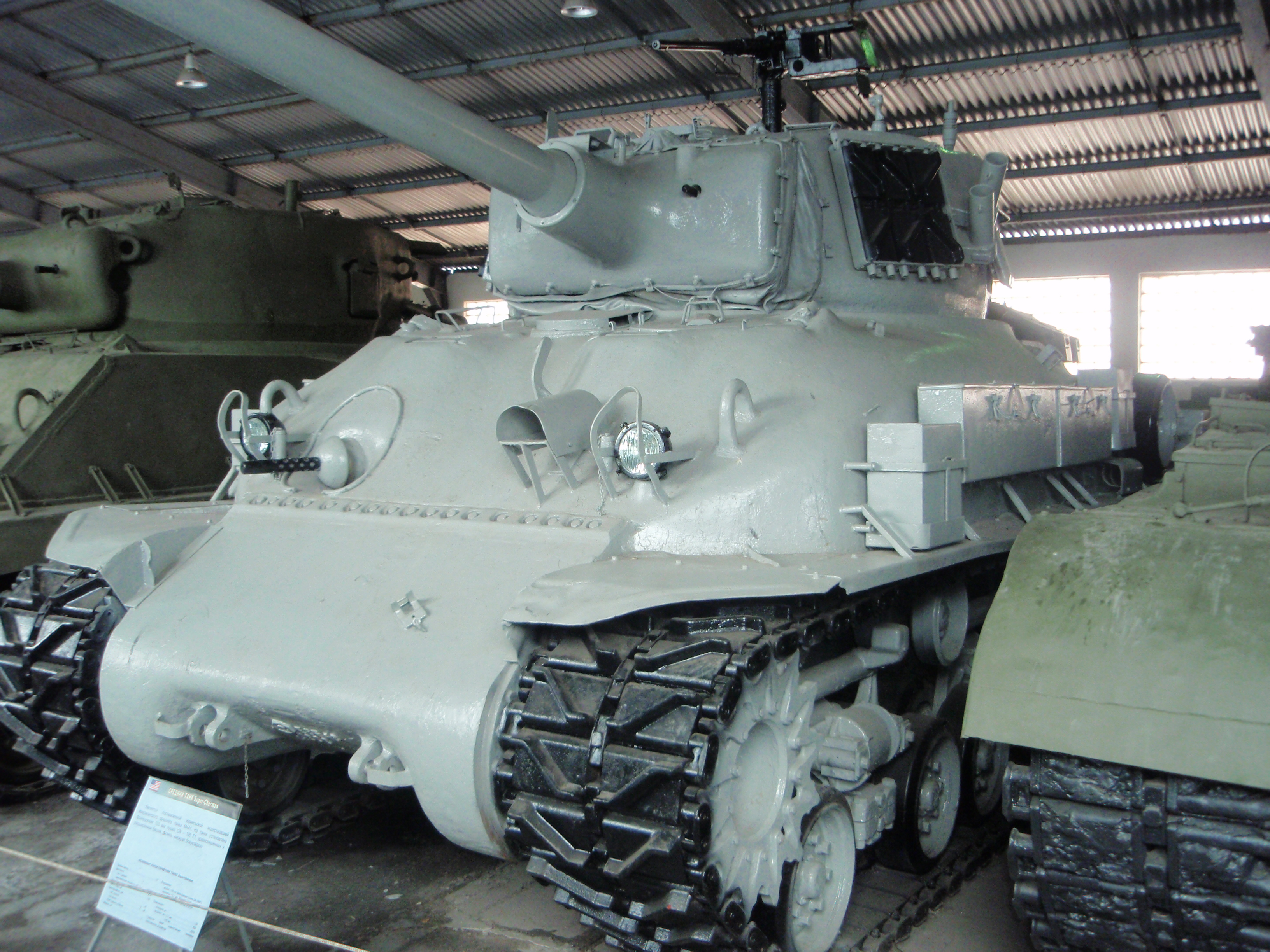
Израильский M50 в Бронетанковом музее в Кубинке

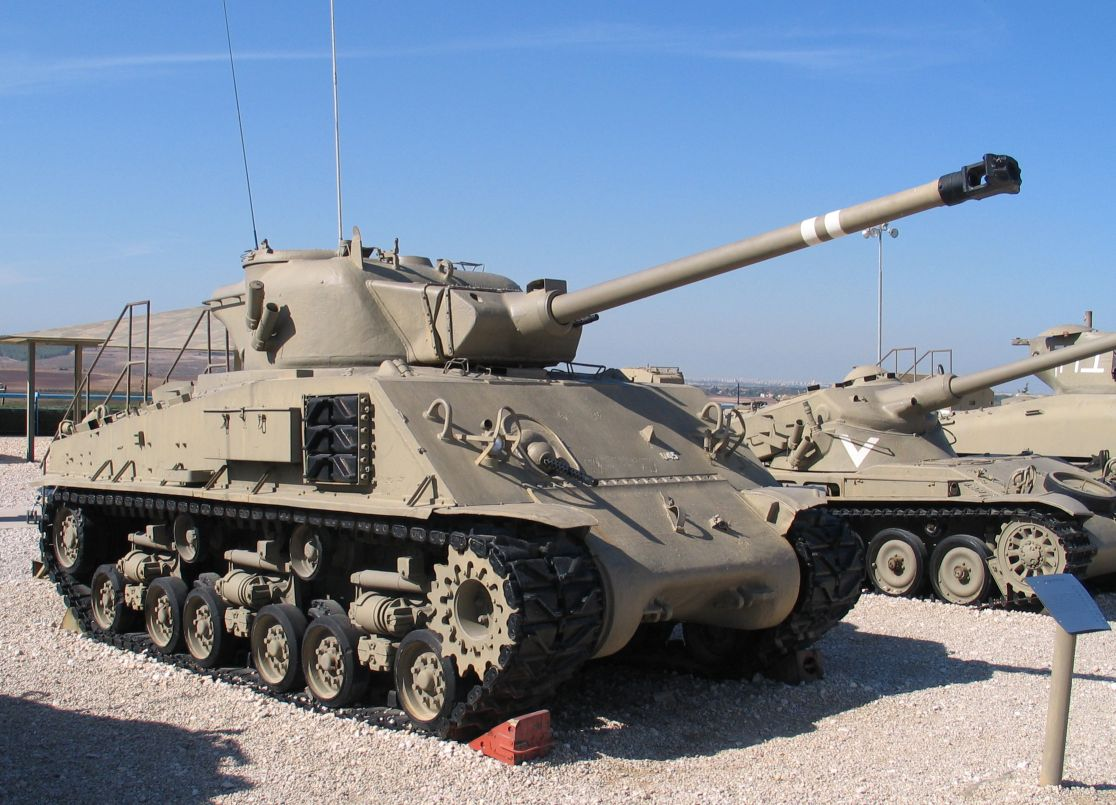
«Шерман» M50 на базе M4A3(75)W HVSS

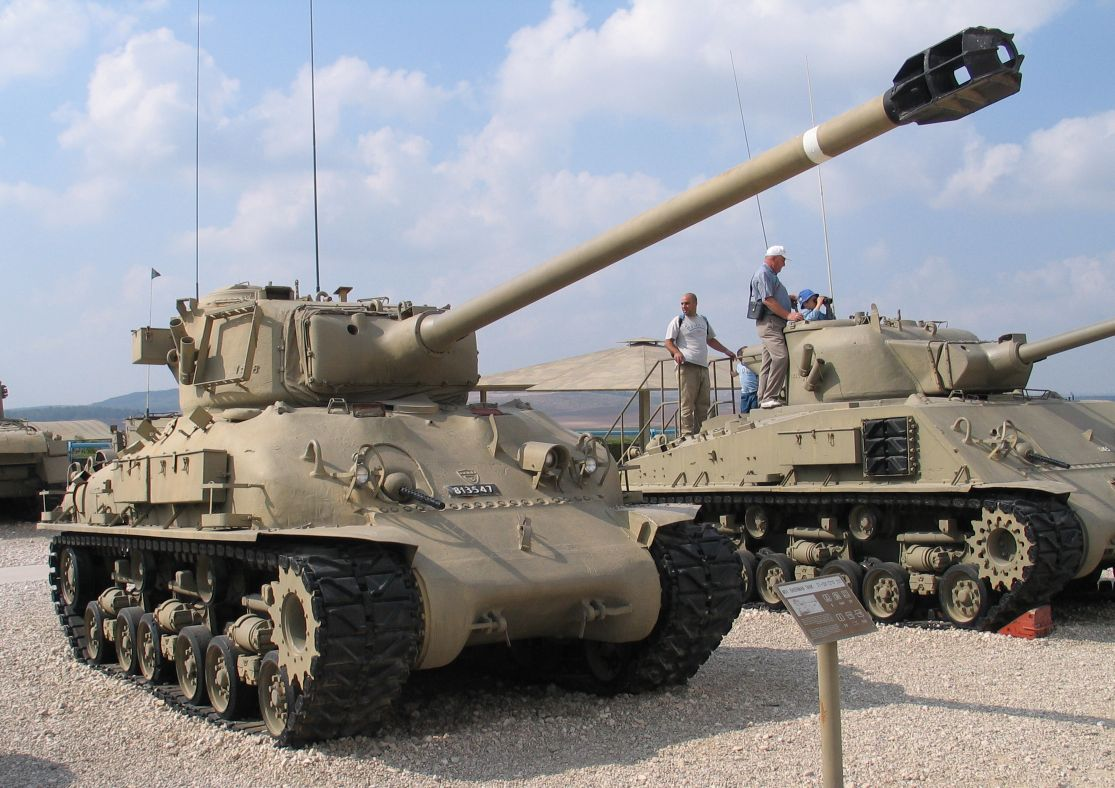
«Шерман» M51 на базе M4A1(76)W HVSS

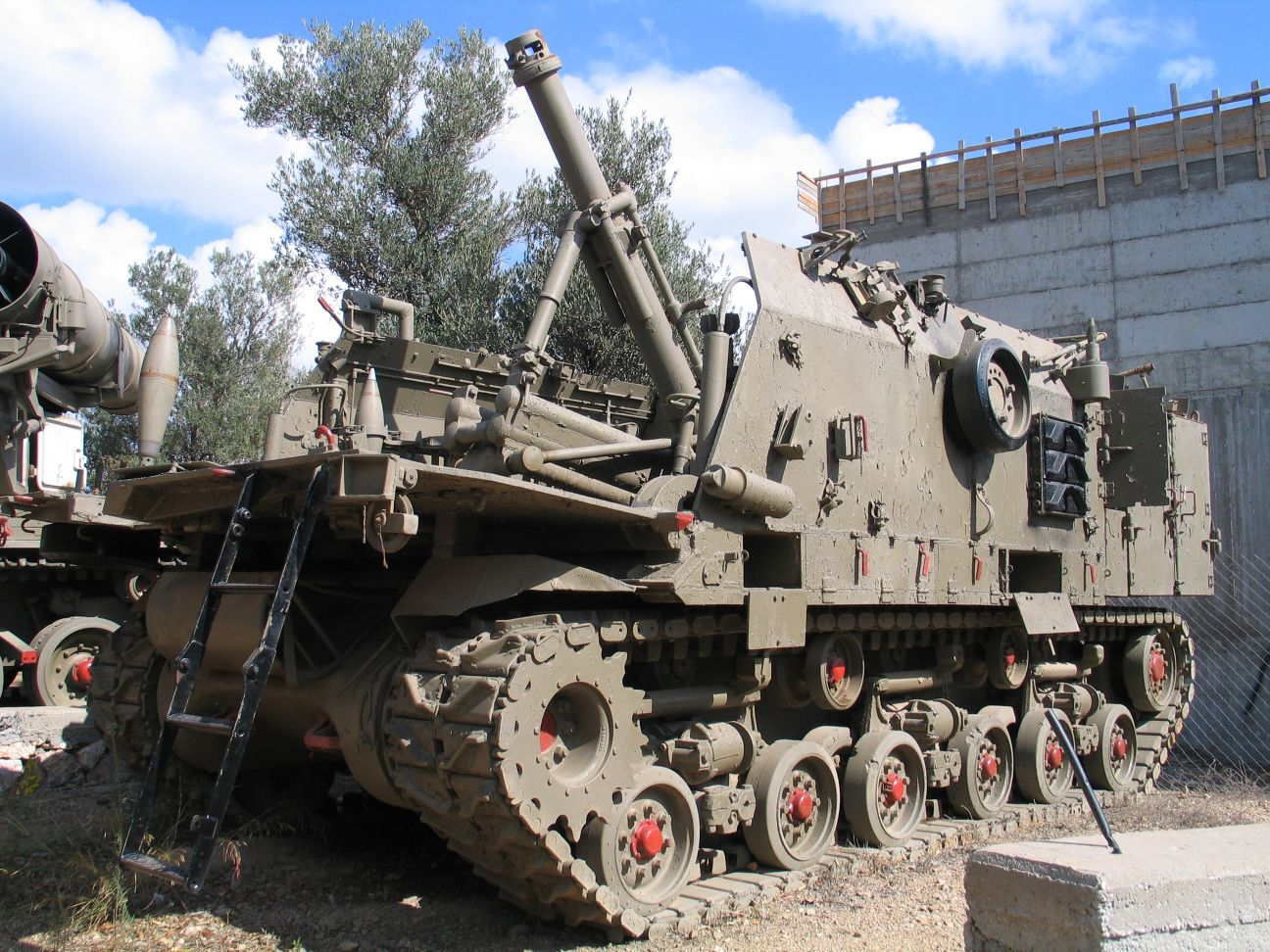
Израильский 160-мм миномёт Makmat на шасси «Шерман».

Из всех многочисленных послевоенных модификаций «Шерманов», пожалуй наиболее интересными являются M50 и M51, состоявшие на вооружении АОИ. История этих танков такова:
Израиль начал закупать «Шерманы» ещё во время Войны за независимость, в сентябре 1948 года, в основном это были купленные в Италии M1(105) в количестве около 50 штук. В дальнейшем закупки «Шерманов» велись с 1951 по 1966 год, во Франции, Великобритании, Филиппинах и других странах, всего было закуплено около 560 штук различных модификаций. В основном закупались разукомплектованные танки, оставшиеся после Второй мировой войны, их восстановление и комплектование производилось в Израиле.
В АОИ «Шерманы» обозначались по типу установленного орудия, все танки с пушкой M3 получили название Sherman M3, танки со 105-мм гаубицей назывались Sherman M4, танки с 76-мм орудием — Sherman M1. Танки, имевшие подвеску HVSS (это были закупленные в 1956 году во Франции M4A1(76)W HVSS) получили название Super Sherman M1 или просто Super Sherman.
В 1956 году Израиль начал перевооружение «Шерманов» на французское 75-мм орудие CN-75-50, разработанное для танка AMX-13, в Израиле оно получило название M50. По иронии судьбы, это орудие было французской версией немецкого 7,5 cm KwK 42, устанавливаемого на «Пантеры». Прототип были изготовлен «Atelier de Bourges» во Франции, сами работы по перевооружению производились в Израиле. Пушка устанавливалась в башню старого образца, задняя часть башни срезалась, и на это место приваривалась новая, с большой нишей. В АОИ танки получил обозначение Sherman M50, а в западных источниках они известны под названием «Супершерман» (несмотря на то, что в Израиле они никогда не носили такого названия). Всего до 1964 года было перевооружено примерно 300 танков.
В 1962 году Израиль проявил заинтересованность в перевооружении своих «Шерманов» ещё более мощными орудиями, для противостояния египетским Т-55. И тут опять помогли французы, предложившие укороченное до 44 калибров 105-мм орудие CN-105-F1, разработанное для AMX-30 (помимо укороченного ствола, орудие получило также дульный тормоз). В Израиле это орудие получило название M51, и устанавливалось на израильские «Шерманы» M4A1(76)W в видоизменённую башню T23. Для того чтобы компенсировать вес орудия, танки получили новую противооткатную систему SAMM CH23-1, новые американские дизели Cummins VT8-460, современное прицельное оборудование. Подвеска всех танков была заменена на HVSS. Всего было модернизировано около 180 танков, получивших обозначение Sherman M51, и ставших более известными в западных источниках как «Израильский Шерман», или просто «I-Sherman».
Израильские «Шерманы» принимали участие во всех Арабо-Израильских войнах, в ходе которых сталкивались как с танками времён Второй мировой войны, так и со значительно более новыми советскими и американскими танками.
В конце 1970-х примерно половина от оставшихся в Израиле 100 M51 были проданы в Чили, где стояли на вооружении до конца двадцатого столетия. Другая половина, вместе с некоторым количеством M50, была передана в Южный Ливан.
Кроме оригинальных «Шерманов», а также упомянутых модификаций, Израиль имел также большое количество САУ, БРЭМ и БТР собственного производства на базе «Шермана». Некоторые из них стоят на вооружении до сих пор.

#### Египетские «Шерманы»

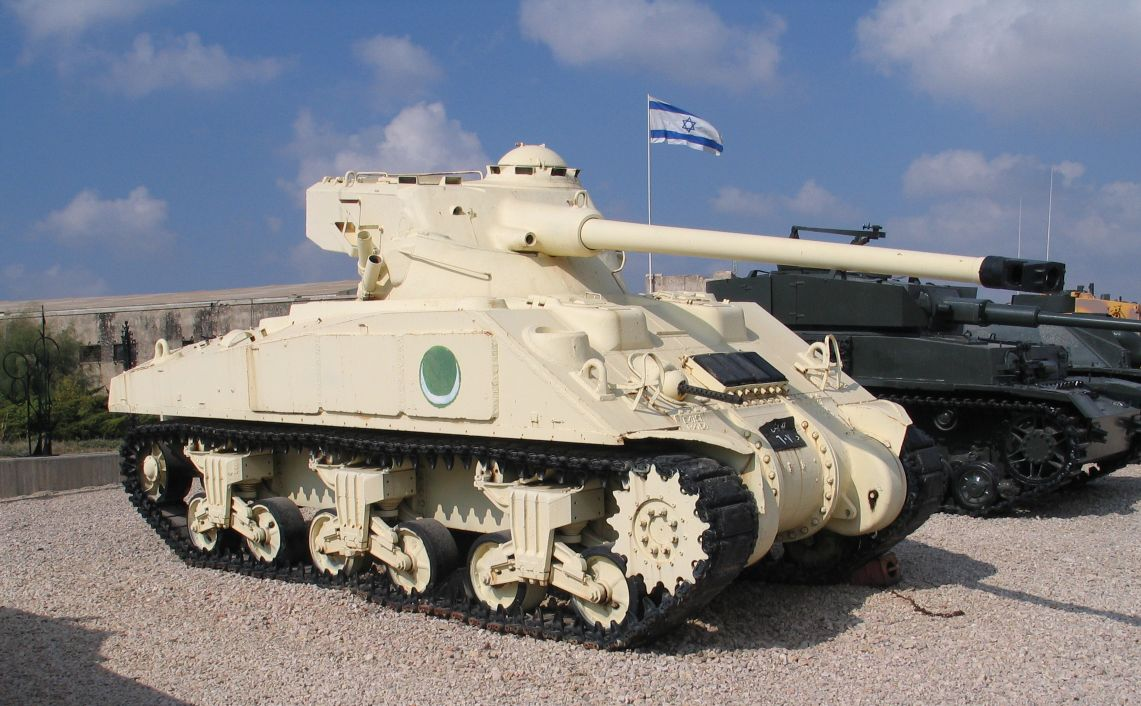
Египетский дизельный M4A4 с башней FL-10

Египет также имел на вооружении «Шерманы», причём они были также перевооружены французскими пушками CN-75-50. Отличие от израильских Sherman M50 состояло в том, что на M4A4 ставилась башня FL-10 от танка AMX-13, вместе с орудием и системой заряжания. Так как египтяне использовали дизельное топливо, то бензиновые двигатели были заменены на дизели от M4A2.
Все работы по проектированию и постройке египетских «Шерманов» выполнялись во Франции.
Большинство египетских «Шерманов» было потеряно во время Суэцкого кризиса 1956 года, и во время Шестидневной войны 1967 года, в том числе и в столкновениях с израильскими Sherman M50.

## Тактико-технические характеристики
| ТТХ ранних модификаций танков M4     |                                                                       |                                                                       |                                                                       |                                                                      |                                                           |                                                                |                                                                   |
|                                      | M4                                                                    | M4 (105)                                                              | M4A1                                                                  | M4A2                                                                 | M4A3                                                      | M4A4                                                           | M4A6                                                              |
| Размеры                              |                                                                       |                                                                       |                                                                       |                                                                      |                                                           |                                                                |                                                                   |
| Длина, м                             | 5,89                                                                  | 6,20                                                                  | 5,84                                                                  | 6,08                                                                 | 5,90                                                      | 6,06                                                           | 6,06                                                              |
| Длина с пушкой, м                    | 5,89                                                                  | 6,20                                                                  | 5,84                                                                  | 6,08                                                                 | 5,90                                                      | 6,06                                                           | 6,06                                                              |
| Ширина, м                            | 2,62                                                                  | 2,67                                                                  | 2,62                                                                  | 2,69                                                                 | 2,62                                                      | 2,62                                                           | 2,62                                                              |
| Высота, м                            | 2,74                                                                  | 2,94                                                                  | 2,74                                                                  | 2,88                                                                 | 2,74                                                      | 2,74                                                           | 2,74                                                              |
| Боевая масса, т                      | 30,3                                                                  | 31,4                                                                  | 30,3                                                                  | 30,9                                                                 | 30,2                                                      | 31,6                                                           | 31,7                                                              |
| Бронирование, мм                     |                                                                       |                                                                       |                                                                       |                                                                      |                                                           |                                                                |                                                                   |
| Лоб корпуса                          | 51/ 56°                                                               | 51/ 56°                                                               | 51/ 56°                                                               | 64/ 47°                                                              | 64/ 47°                                                   | 51/ 56°                                                        | 64/ 47°                                                           |
| Борта и корма корпуса                | 38                                                                    | 38                                                                    | 38                                                                    | 38                                                                   | 38                                                        | 38                                                             | 38                                                                |
| Лоб башни                            | 76—89                                                                 | 76—89                                                                 | 76                                                                    | 76—89                                                                | 76—89                                                     | 76                                                             | 76—89                                                             |
| Борта и корма башни                  | 51                                                                    | 51                                                                    | 51                                                                    | 51                                                                   | 51                                                        | 51                                                             | 51                                                                |
| Крыша                                | 19—25                                                                 | 19—25                                                                 | 13—25                                                                 | 19—25                                                                | 19—25                                                     | 19—25                                                          | 19—25                                                             |
| Днище                                | 13—25                                                                 | 13—25                                                                 | 13—25                                                                 | 13—25                                                                | 13—25                                                     | 13—25                                                          | 13—25                                                             |
| Вооружение                           |                                                                       |                                                                       |                                                                       |                                                                      |                                                           |                                                                |                                                                   |
| Пушка                                | 75-мм M3                                                              | 105-мм M4                                                             | 75-мм M3                                                              | 75-мм M3                                                             | 75-мм M3                                                  | 75-мм M3                                                       | 75-мм M3                                                          |
| Пулемёты                             | 1 × 12,7-мм M2HB, 2 × 7,62-мм M1919A4                                 | 1 × 12,7-мм M2HB, 2 × 7,62-мм M1919A4                                 | 1 × 12,7-мм M2HB, 2 × 7,62-мм M1919A4                                 | 1 × 12,7-мм M2HB, 2 × 7,62-мм M1919A4                                | 1 × 12,7-мм M2HB, 2 × 7,62-мм M1919A4                     | 1 × 12,7-мм M2HB, 2 × 7,62-мм M1919A4                          | 1 × 12,7-мм M2HB, 2 × 7,62-мм M1919A4                             |
| Боекомплект, выстрелов/патронов      | 97 / 300 + 4750                                                       | 66 / 600 + 4000                                                       | 90 / 300 + 4750                                                       | 85 / 300 + 3600                                                      | 97 / 300 + 4750                                           | 97 / 300 + 4750                                                | 97 / 300 + 4750                                                   |
| Подвижность                          |                                                                       |                                                                       |                                                                       |                                                                      |                                                           |                                                                |                                                                   |
| Двигатель                            | Бензиновый 9‑цилиндровый радиальный «Континенталь» R975 C1, 350 л. с. | Бензиновый 9‑цилиндровый радиальный «Континенталь» R975 C4, 400 л. с. | Бензиновый 9‑цилиндровый радиальный «Континенталь» R975 C1, 350 л. с. | Два дизельных 6‑цилиндровых рядных «Дженерал Моторс» 6046, 375 л. с. | Бензиновый 8‑цилиндровый V-образный «Форд» GAA, 450 л. с. | Пять бензиновых 6‑цилиндровых рядных «Крайслер» A57, 370 л. с. | Дизельный 9‑цилиндровый радиальный Caterpillar RD‑1820, 450 л. с. |
| Удельная мощность, л. с./т           | 10,5                                                                  | 11,5                                                                  | 10,5                                                                  | 10,7                                                                 | 13,5                                                      | 10,6                                                           | 12,9                                                              |
| Максимальная скорость по шоссе, км/ч | 39                                                                    | 39                                                                    | 39                                                                    | 45                                                                   | 42                                                        | 40                                                             | 48                                                                |
| Запас хода по шоссе, км              | 190                                                                   | 160                                                                   | 190                                                                   | 240(295)                                                             | 210                                                       | 160                                                            | 190                                                               |

| ТТХ поздних модификаций танков M4    |                                                                       |                                                                      |                                                           |                                                           |                                                           |                                                           |                                                                |
|                                      | M4A1(76)W                                                             | M4A2(76)W                                                            | M4A3(75)W                                                 | M4A3(76)W HVSS                                            | M4A3(105) HVSS                                            | M4A3E2                                                    | Sherman VC                                                     |
| Размеры                              |                                                                       |                                                                      |                                                           |                                                           |                                                           |                                                           |                                                                |
| Длина, м                             | 6,20                                                                  | 6,30                                                                 | 6,27                                                      | 6,27                                                      | 6,27                                                      | 6,27                                                      | 6,46                                                           |
| Длина с пушкой, м                    | 7,47                                                                  | 7,57                                                                 | 6,27                                                      | 7,54                                                      | 6,27                                                      | 6,27                                                      | 7,85                                                           |
| Ширина, м                            | 2,67                                                                  | 2,67                                                                 | 2,67                                                      | 3,00                                                      | 3,00                                                      | 2,94                                                      | 2,62                                                           |
| Высота, м                            | 2,97                                                                  | 2,97                                                                 | 2,94                                                      | 2,97                                                      | 2,94                                                      | 2,95                                                      | 2,74                                                           |
| Боевая масса, т                      | 32,0                                                                  | 33,3                                                                 | 31,5                                                      | 33,6                                                      | 33,0                                                      | 38,1                                                      | 32,7                                                           |
| Бронирование, мм                     |                                                                       |                                                                      |                                                           |                                                           |                                                           |                                                           |                                                                |
| Лоб корпуса                          | 51/ 56°                                                               | 51/ 56°                                                              | 64/ 47°                                                   | 64/ 47°                                                   | 64/ 47°                                                   | 102—140                                                   | 51/ 56°                                                        |
| Борта и корма корпуса                | 38                                                                    | 38                                                                   | 38                                                        | 38                                                        | 38                                                        | 76—38                                                     | 38                                                             |
| Лоб башни                            | 64—89                                                                 | 64—89                                                                | 64—89                                                     | 64—89                                                     | 76—89                                                     | 112—152                                                   | 76—89                                                          |
| Борта и корма башни                  | 64                                                                    | 64                                                                   | 51                                                        | 51                                                        | 51                                                        | 152                                                       | 51                                                             |
| Крыша                                | 19—25                                                                 | 19—25                                                                | 19—25                                                     | 19—25                                                     | 19—25                                                     | 19—25                                                     | 19—25                                                          |
| Днище                                | 13—25                                                                 | 13—25                                                                | 13—25                                                     | 13—25                                                     | 13—25                                                     | 13—25                                                     | 13—25                                                          |
| Вооружение                           |                                                                       |                                                                      |                                                           |                                                           |                                                           |                                                           |                                                                |
| Пушка                                | 76-мм M1                                                              | 76-мм M1                                                             | 75-мм M3                                                  | 76-мм M1                                                  | 105-мм M4                                                 | 75-мм M3                                                  | 76-мм QF 17pdr                                                 |
| Пулемёты                             | 1 × 12,7-мм M2HB, 2 × 7,62-мм M1919A4                                 | 1 × 12,7-мм M2HB, 2 × 7,62-мм M1919A4                                | 1 × 12,7-мм M2HB, 2 × 7,62-мм M1919A4                     | 1 × 12,7-мм M2HB, 2 × 7,62-мм M1919A4                     | 1 × 12,7-мм M2HB, 2 × 7,62-мм M1919A4                     | 1 × 12,7-мм M2HB, 2 × 7,62-мм M1919A4                     | 1 × 12,7-мм M2HB, 1 × 7,62-мм M1919A4                          |
| Боекомплект, выстрелов/патронов      | 71 / 600 + 6250                                                       | 71 / 600 + 6250                                                      | 104 / 600 + 6250                                          | 71 / 600 + 6250                                           | 66 / 600 + 4000                                           | 104 / 600 + 6250                                          | 77 / 1170 + 5000                                               |
| Подвижность                          |                                                                       |                                                                      |                                                           |                                                           |                                                           |                                                           |                                                                |
| Двигатель                            | Бензиновый 9‑цилиндровый радиальный «Континенталь» R975 C4, 400 л. с. | Два дизельных 6‑цилиндровых рядных «Дженерал Моторс» 6046, 375 л. с. | Бензиновый 8‑цилиндровый V-образный «Форд» GAA, 450 л. с. | Бензиновый 8‑цилиндровый V-образный «Форд» GAA, 450 л. с. | Бензиновый 8‑цилиндровый V-образный «Форд» GAA, 450 л. с. | Бензиновый 8‑цилиндровый V-образный «Форд» GAA, 450 л. с. | Пять бензиновых 6‑цилиндровых рядных «Крайслер» A57, 370 л. с. |
| Удельная мощность, л. с./т           | 11,3                                                                  | 10,2                                                                 | 12,9                                                      | 12,1                                                      | 12,3                                                      | 10,7                                                      | 10,3                                                           |
| Максимальная скорость по шоссе, км/ч | 39                                                                    | 45                                                                   | 42                                                        | 42                                                        | 42                                                        | 35                                                        | 40                                                             |
| Запас хода по шоссе, км              | 160                                                                   | 190                                                                  | 160                                                       | 160                                                       | 160                                                       | 160                                                       | 160                                                            |

### Отзывы
…Шерман был гораздо лучше [«Матильды»] в плане ремонтопригодности. Знаете, что одним из конструкторов Шермана был русский инженер Тимошенко? Это какой-то дальний родственник маршала С. К. Тимошенко.
…Высокое расположение центра тяжести было серьёзным недостатком Шермана. Танк часто опрокидывался на бок, как матрёшка. […] Веду я батальон, и, на повороте, мой механик-водитель ударяет машину о пешеходный бордюр. Да так, что танк перевернулся. Конечно, мы покалечились, но остались живы. […]
Ещё один недостаток Шермана — конструкция люка механика-водителя. У Шерманов первых партий этот люк, расположенный в крыше корпуса, просто откидывался вверх-вбок. Механик-водитель открывал его часть, высовывая голову, чтобы лучше видно было. Так у нас были случаи, когда при повороте башни, пушкой задевали люк и он, падая, сворачивал шею водителю. Один или два таких случая у нас было. Потом это устранили и люк приподнимался и просто сдвигался в сторону, как на современных танках.

[…] Ещё один большой плюс Шермана заключался в подзарядке аккумуляторов. На нашей тридцатьчетверке для зарядки аккумулятора нужно было гонять двигатель на полную мощность, все 500 лошадей. У Шермана в боевом отделении стоял зарядный бензиновый мотоблок, маленький, как мотоциклетный. Завёл его — и он тебе зарядил аккумулятор. Для нас это было великое дело!Д. Ф. Лоза

## Состоял на вооружении
- США
  -  Армия США
  -  Корпус морской пехоты США
- Австралия — тестировались три различных варианта, но «Шерманы» состояли только на вооружении экспедиционных сил.
- Аргентина
- Бельгия — M4A1(105), M4A3, Sherman VC
- Бразилия — 157 или 230 M4 и M4A1 получены в 1944 по ленд-лизу.
- (Бирма) — Некоторое количество M4A4 в конце 1944 года поступили на вооружение 5-го собственного Его Величества короля Эдуарда VII уланского полка (5th King Edward VII’s Own Lancers), входившего в 44-ю индийскую танковую дивизию, и 1-й китайской сводной танковой группы.
- Великобритания — 17 181 M4, M4(105), M4A1, M4A1(76)W, M4A2, M4A2(76)W, M4АЗ и M4A4.
- Греция
- Италия — получены по программе военной помощи.
- Дания
- Египет — в сентябре 1942 года 318 танков M4A1 и M4A2 прибыли в Королевство Египет.
- Израиль
- Индия
- Гоминьдан — 34 M4 получено в 1943 году.
- Канада
- Куба — 7 M4A1 получены в феврале 1957 года из США по программе военной помощи
- Мексика
- Никарагуа — 10 шт. M4A3E8 закуплены в 1954 году на Филиппинах
- Новая Зеландия
- Пакистан — 547 танков M4A1E4(76).
- Парагвай — 5 M4A3 (по состоянию на 2010 год)[53].
- Перу — 40 M4A3 получены из США в 1956 году.
- Польша — 1-я польская танковая дивизия генерала Мачека была оснащена танками M4A4, позже их заменили на M4A1(76)W. На вооружении 2-й польской танковой бригады состояли танки M4A2.
- СССР — поставки танков M4A2 в СССР начались в 1942 году, было отправлено 4063 и 2 M4A4, приняты военной приёмкой ГБТУ 3664.
- Уганда
- Филиппины
- Франция — 755 (в том числе около 274 M4A4, 53 M4 и 4 M4A1) получены по ленд-лизу и 1254 M4A1(76) получены по программе военной помощи.
- Чили
- Югославия — в 1951—1958 годах по программе военной помощи были получены 599 M4A3E4[54]
- Япония — 264 M4A3E8 получены в процессе организации Сил Самообороны Японии.

### Поставки по ленд-лизу

#### В Великобританию
Великобритания стала первой страной, получившей M4 по программе ленд-лиза, и первой, применившей эти танки в бою. Всего англичане получили 17 181 танк, практически всех модификаций, в том числе и дизельные машины.
Поставляемые в Англию «Шерманы» до поступления в войска расконсервировались и подвергались небольшой модификации, призванной обеспечить их соответствие принятым в английской армии стандартам. Переделки состояли в следующем:
- На танки устанавливался английский комплект Radio Set #19, состоящий из двух отдельных радиостанций и переговорного устройства. Радиостанции размещались в бронекоробке, приваренной к задней части башни, для доступа экипажа в задней стенке башни прорезалось отверстие.
- На башню монтировалась английская 2-дюймовая дымовая мортирка, впоследствии она стала устанавливаться на все «Шерманы» ещё на заводе.
- Танк оборудовался двумя дополнительными системами пожаротушения.
- На башню и заднюю плиту корпуса монтировались ящики для ЗИП.
- Некоторые танки получили зеркало заднего вида, установленное на правой передней части корпуса.

Кроме того, танки перекрашивались в стандартные, принятые для ТВД цвета, получали английскую маркировку и отличительные знаки, а также проходили небольшую модернизацию в зависимости от предполагаемого места применения. Например, танки предназначенные для действий в Северной Африке, получали дополнительные крылья над гусеницами, для уменьшения облака поднимаемой при движении пыли.
Все эти переделки производились в специализированных мастерских уже после прибытия танков в Англию.
В английской армии была принята собственная система обозначений, отличная от американской:
- Sherman I — M4;
- Sherman II — M4A1;
- Sherman III — M4A2;
- Sherman IV — M4АЗ;
- Sherman V — M4A4.

Кроме того, если танк был вооружён орудием, отличным от стандартного 75-мм орудия M3, то к собственному английскому обозначению модели добавлялась литера:
- A — для американского 76-мм орудия M1;
- B — для американской 105-мм гаубицы M4;
- C — для британского 17-фунтового орудия.

Танки с подвеской HVSS получали дополнительную литеру Y.
Полный перечень принятых англичанами обозначений и количества танков:
- Sherman I — M4, поставлено 2096 единиц;[55]
- Sherman IB — M4(105), поставлено 593 единицы;[55]
- Sherman IC — M4, с английской 17-фунтовой пушкой (Sherman Firefly), 699 единиц;
- Sherman II — M4A1, поставлено 942 единицы;[55]
- Sherman IIA — M4A1(76)W, поставлено 1330 единиц;[55]
- Sherman IIC — M4A1, с английской 17-фунтовой пушкой (Sherman Firefly);
- Sherman III — M4A2, поставлена 5041 единица;[55]
- Sherman IIIA — M4A2(76)W, поставлено 5 единиц;[55]
- Sherman IV — M4АЗ, поставлено 7 единиц;[55]
- Sherman V — M4A4, поставлено 7167 единиц;[55]
- Sherman VC — M4A4, с английской 17-фунтовой пушкой (Sherman Firefly).

Многие поставленные в Великобританию танки послужили основой для различных боевых машин английского производства.

#### В СССР

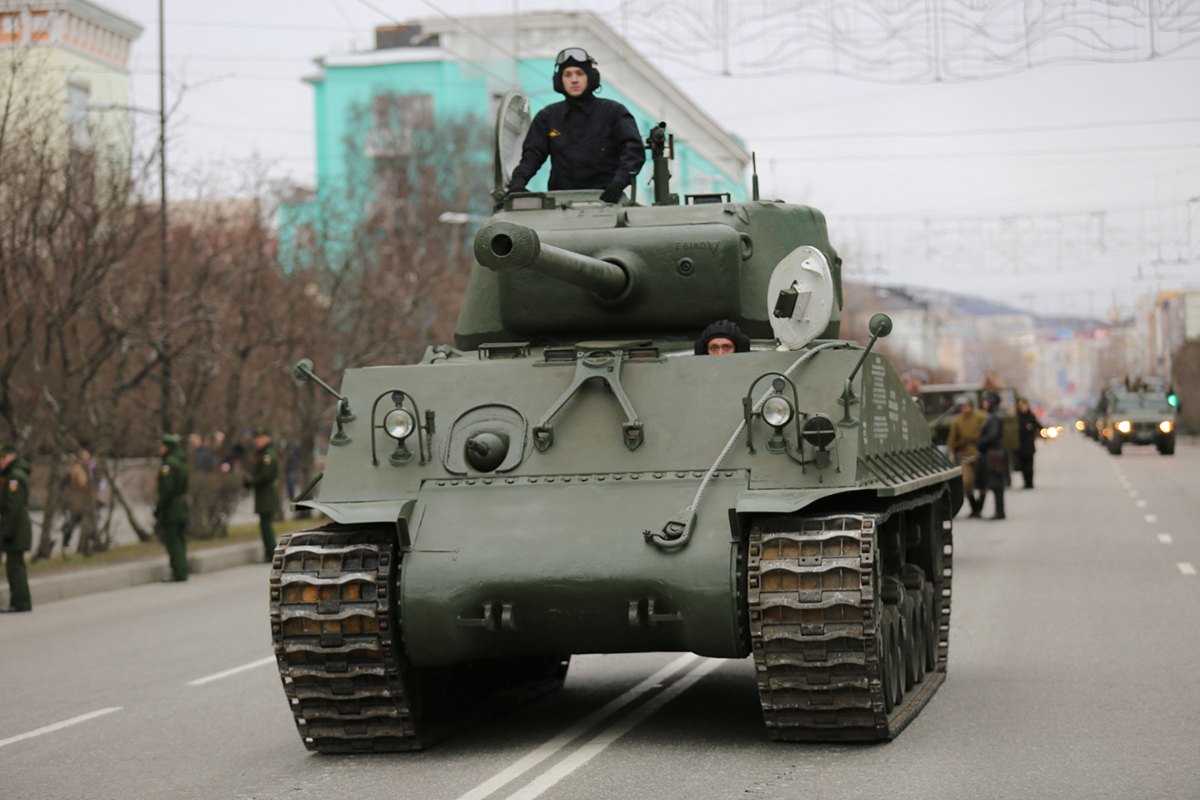
M4A2 на генеральной репетиции Парада Победы в Мурманске в 2018 году. Танк поднят со дна Баренцева моря с борта транспорта «Томас Дональдсон» затонувшего за два месяца до окончания ВОВ.

СССР стал вторым по объёму получателем «Шерманов». По закону о ленд-лизе в Советский Союз направлено 4102 Шермана:
- M4A2 — 2005[56].
- M4A2(76)W — 2095[56], в том числе 250 M4A2(76)W HVSS[58] (Поставлены в мае—июне 1945 года, в боях в Европе не участвовали, участвовали в Маньчжурской операции: 183 в 9-м гв. мех корпусе и 65 в 201-й танковой бригаде во 2-м эшелоне Забайкальского фронта[59]).[60]
- M4A4 — 2 единицы, прибывшие в мае 1943 года. Пробные поставки. От заказа отказались по причине бензиновых двигателей.[55]

Всего в СССР прибыло 3938 Шермана, 164 были потеряны при проводках конвоев в северные порты СССР.
|      | Место прибытия | 1    | 2    | 3    | 4    | 5    | 6   | 7    | 8    | 9    | 10   | 11   | 12   | Всего |
| ---- | -------------- | ---- | ---- | ---- | ---- | ---- | --- | ---- | ---- | ---- | ---- | ---- | ---- | ----- |
| 1942 | Север          |      |      |      |      |      |     |      |      |      |      | 26   |      | 26    |
| 1942 | Юг             |      |      |      |      |      |     |      |      |      |      |      | 10   | 10    |
| 1942 | Всего          |      |      |      |      |      |     |      |      |      |      | 26   | 10   | 36    |
| 1943 | Север          | 20   |      |      |      |      |     |      |      |      |      | 70   | 70   | 90    |
| 1943 | Юг             | 6    | 69   | 9    | 19   | 50*  |     |      |      |      |      | 32   | 45   | 230   |
| 1943 | Восток         |      |      |      |      |      |     |      |      |      |      | 149  |      | 149   |
| 1943 | Всего          | 26   | 69   | 9    | 19   | 50   |     |      |      |      |      | 296  | 296  | 469   |
| 1944 | Север          |      |      |      |      |      |     |      |      |      |      |      |      | 1465  |
| 1944 | Юг             | 4    | 64   | 97   | 137  |      |     |      |      |      |      | 3    |      | 800   |
| 1944 | Восток         |      |      |      |      |      |     |      |      |      |      |      |      | 80    |
| 1944 | Всего          | 1008 | 1008 | 1008 | 1008 | 1008 | 57  | 1278 | 1278 | 1278 | 1278 | 1278 | 1278 | 2343  |
| 1945 | Север          |      |      |      |      |      |     |      |      |      |      |      |      |       |
| 1945 | Юг             |      |      |      |      |      |     |      |      |      |      |      |      |       |
| 1945 | Восток         |      |      |      |      |      | 140 |      |      |      |      |      |      |       |
| 1945 | Всего          | 289  | 350  | 350  | 181  | 128  | 140 |      |      |      |      |      |      | 1088  |

*Кроме того, прибыли 2 танка M4А4.
В октябре 1944 года прибыл 131 танк.
Порты отгрузки:
Север — Мурманск, Архангельск
Юг — Баку
Восток — Владивосток
|          | Поступило | Списано | Наличие |
| -------- | --------- | ------- | ------- |
| 1.1.1943 | 36        |         | 36      |
| 1.1.1944 | 471       | 37      | 470     |
| 1.7.1944 | 1065      | 499     | 1036    |
| 1.1.1945 | 1278      | 646     | 1668    |
| 1.6.1945 | 948       | 862     | 1754    |

Из 1754 танков числящихся на 1 июня 1945 года, 1013 были во фронтовых частях, 149 в военных округах, 241 на ремзаводах, 324 в портах, базах и складах, 27 в пути от портов севера к базам.
В июне 1945 года поступили последние 140 танков.
В СССР «Шерманы» зачастую назывались «Эмча» (сокращение от Эм Четвёртый). По своим основным боевым характеристикам «Шерманы» с 75-мм пушкой примерно соответствовали советскому Т-34-76, с 76-миллиметровой — Т-34-85.
Никаким модификациям поступающие в СССР танки не подвергались, даже не перекрашивались (советские опознавательные знаки наносились на них ещё на заводе, так как трафареты американских и советских звёзд в целом совпадали, нужно было только сменить цвет), многие танки вообще не имели никаких национальных опознавательных знаков. Расконсервация танков производилась непосредственно в войсках, при этом на них вручную наносились тактические номера и опознавательные знаки частей.

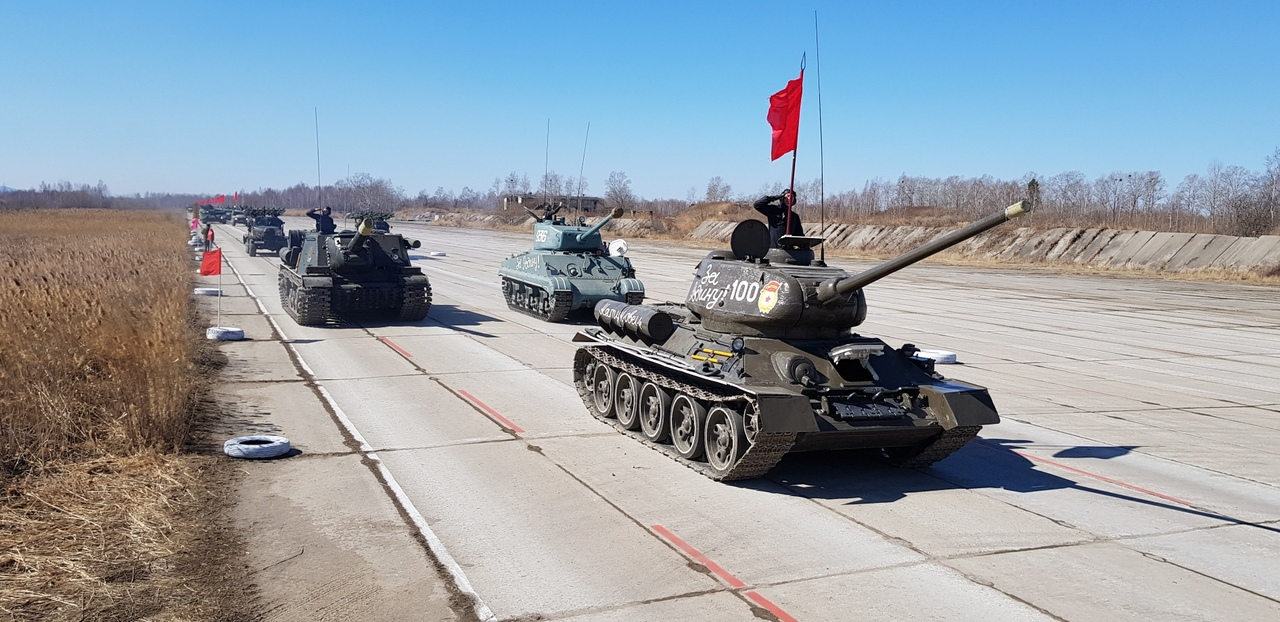
M4A2 Sherman и Т-34-85 на смотре готовности механизированной колонны, которая пройдёт в День Победы по главной площади Хабаровска 9 мая 2019 года. 12 апреля 2019 года.

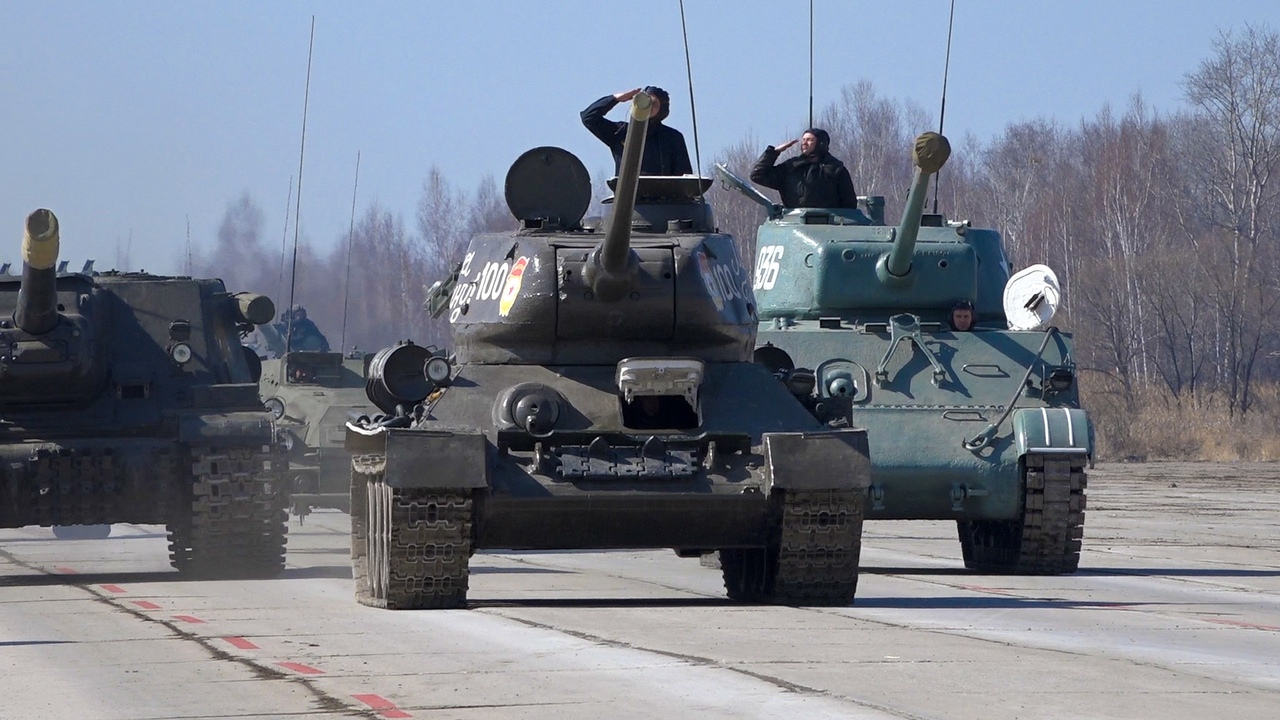
M4A2 Sherman и Т-34-85 на смотре готовности механизированной колонны, которая пройдёт в День Победы] по главной площади Хабаровска 9 мая 2019 года. 12 апреля 2019 года.

Первое время в условиях осенне-весенней распутицы и зимой на гусеницы кустарным способом в войсках наваривали шпоры. Позднее «Шерманы» поставлялись со съёмными шпорами в комплекте и в подобной модификации необходимость отпала.
Некоторые танки переоборудовались в БРЭМ путём демонтирования пушки или башни, как правило это были танки, повреждённые в боях. Других переделок в СССР не производилось. Несмотря на некоторые недостатки, как то не слишком качественная броня на машинах первых партий, (недостаток который вскоре устранили), M4 заслужили у советских танкистов хорошую репутацию. Во всяком случае получив классическую компоновку с основным орудием во вращающейся на 360 градусов башне, они очень выгодно отличались от своего предшественника среднего танка M3.
Ещё одним плюсом было наличие радиостанций Wireless Sets № 19 Mk. II. Радиостанции WS 19 производили в Англии с 1941 года, с 1942 года выпускали и в Канаде и США. WS 19№ 19 Mk. II начали поступать в СССР уже в конце 1941 года с английскими танками «Матильда» и «Валентайн», а с 1942 года помимо английских начали поступать радиостанции канадского и американского производства. Они имели эксплуатационные надписи на английском и русском языках. Оснащение всей ленд-лизовской бронетехники английскими радиостанциями не случайно, но это не для унификации. Дело в том, что американские танки имели радиостанции с диапазонами 20—28 МГц и использовали частотную модуляцию, а радиостанции WS 19 имели диапазоны 2—8 МГц и 229—241 МГц, работая в них телеграфом или амплитудной модуляцией и были несовместимы со штатными радиостанциями американских танков.
В то же время WS 19 полно перекрывали диапазон частот 4—5,63 МГц, в котором работали советские танковые радиостанции, и могли в полной мере использоваться в бронетанковых и механизированных войсках Красной армии.
Американцы имели в СССР специальных представителей, которые наблюдали за эксплуатацией американских танков непосредственно в войсках. Помимо функций технических консультантов, эти представители также отвечали за сбор отзывов и рекламаций, отправляя их на фирмы-производители. Замеченные недоработки достаточно оперативно устранялись в следующих сериях.
Кроме самих танков, американцы также поставляли ремонтные комплекты; в целом проблем с ремонтом и восстановлением не было. Тем не менее, довольно большое количество повреждённых в боях «Шерманов» было разобрано на запчасти, и детали пошли на восстановление их более удачливых собратьев.
В состав комплекта оборудования «Шермана» входили кофеварки. Что производило большое впечатление на советских механиков, готовивших танки к эксплуатации.
Поступавшие в СССР по ленд-лизу «Шерманы» расконсервировались непосредственно в войсках, в которые приходили в том самом виде, в котором покидали заводские ворота. Представители американских фирм рассказывали советским танкистам, что работники заводов обычно оставляют в танке небольшие подарки для танкистов, но несмотря на то, что танки приходили законсервированными, ничего интересного в них обнаружить не удавалось.
Законсервированные танки поступали с двумя пробками из пушечного сала в стволе орудия: одна со стороны затвора, другая — в дульной части. При расконсервации пробки выбивались банником.
В книге Героя Советского Союза офицера-танкиста Д. Ф. Лозы «Танкист на иномарке» описан случай, когда при выбивании очередной пробки из ствола выпала и разбилась бутылка виски (диаметр стандартной бутылки виски составляет 3 дюйма, что совпадает с калибром устанавливаемых на «Шерманы» орудий M2, M3 и M1).
После этого стволы стали расконсервировать очень аккуратно.

#### В другие страны
Кроме Великобритании и СССР, «Шерманы» поставлялись по ленд-лизу Свободной Франции (755) и Бразилии (157). Канада, кроме того, имела собственное производство модификации M4 — танка «Гризли». Китаю Шерманы, предположительно, не поставляли, до 60 M4 были поставлены китайской танковой группе в Бирме, предположительно, из британских резервов.

## Боевое применение

### Вторая мировая война

#### Северная Африка
Первый «Шерман» прибыл в Северную Африку августе 1942 года, это был M4A1 с пушкой M2, использовавшийся для обучения танкистов и обслуживающего персонала. В сентябре прибыла первая партия новых танков, и 23 октября они вступили в бой под Эль-Аламейном. Всего на начало сражения 8-я британская армия имела 252 M4A1 в составе 9-й танковой бригады и 1-й и 10-й танковых дивизий. Несмотря на то, что на вооружение Африканского корпуса к тому моменту уже поступило несколько десятков PzKpfw III и PzKpfw IV с длинноствольными пушками, «Шерманы» показали себя очень неплохо, продемонстрировав хорошую надёжность, манёвренность, адекватное вооружение и броню. По мнению англичан, новые американские танки сыграли довольно существенную роль в их победе в этой битве.
Американцы впервые применили «Шерманы» в Тунисе 6 декабря 1942 года. Неопытность американских экипажей и просчёты командования привели к большим потерям в контратаках против хорошо подготовленной ПТО. В дальнейшем тактика американцев улучшилась, и основные потери «Шерманов» относились не к противодействию немецких танков, а к противотанковым минам (что вызвало разработку Sherman Crab), действиям артиллерии ПТО и авиации. В войсках танк получил хорошие отзывы, и очень скоро «Шерман» стал основным средним танком в американских частях, заменив средний танк M3.
В целом M4 оказался весьма подходящим танком для действий в пустыне, что подтвердила и его послевоенная история. На весьма обширных и ровных африканских просторах как нельзя кстати оказалась его надёжность, хорошая скорость хода, удобство работы экипажа, отличная обзорность и связь. Танку не хватало дальности хода, но союзники решали эту проблему за счёт отлично работающих служб снабжения, кроме того, танкисты часто возили с собой дополнительное топливо в канистрах.
14 февраля 1943 года в Тунисе произошло первые столкновения «Шерманов» (1-й танковый полк и 1-я бронетанковая дивизия) с новым тяжёлым немецким танком PzKpfw VI Tiger (501-й тяжёлый танковый батальон), в которых проявилась неспособность M4 бороться на равных с тяжёлой германской бронетехникой.

#### Великая Отечественная война[55]
В СССР «Шерманы» начали поступать в ноябре 1942 года (первой танки получила 5-я отдельная гвардейская танковая бригада), но в заметных количествах этот танк появился в советских войсках только в конце 1943 года (в Курской битве участвовало несколько десятков «Шерманов» — 38 M4A2 в составе войск 48-й армии и 29 «Шерманов» в составе 5-го гвардейского танкового корпуса). Начиная с весны 1944 года, «Шерманы» принимали участие практически во всех сражениях на всех фронтах Великой Отечественной войны.
Танкисты приняли американские танки хорошо, особенно отмечалось удобство работы экипажа по сравнению с советскими танками, а также очень высокое качество приборного оборудования и средств связи. Попасть служить на «иномарку» считалось удачей. На положительную оценку танка повлияло также то, что, с одной стороны, он был значительно совершеннее своего предшественника M3, а с другой — в РККА к тому времени уже освоили тонкости эксплуатации американской техники.

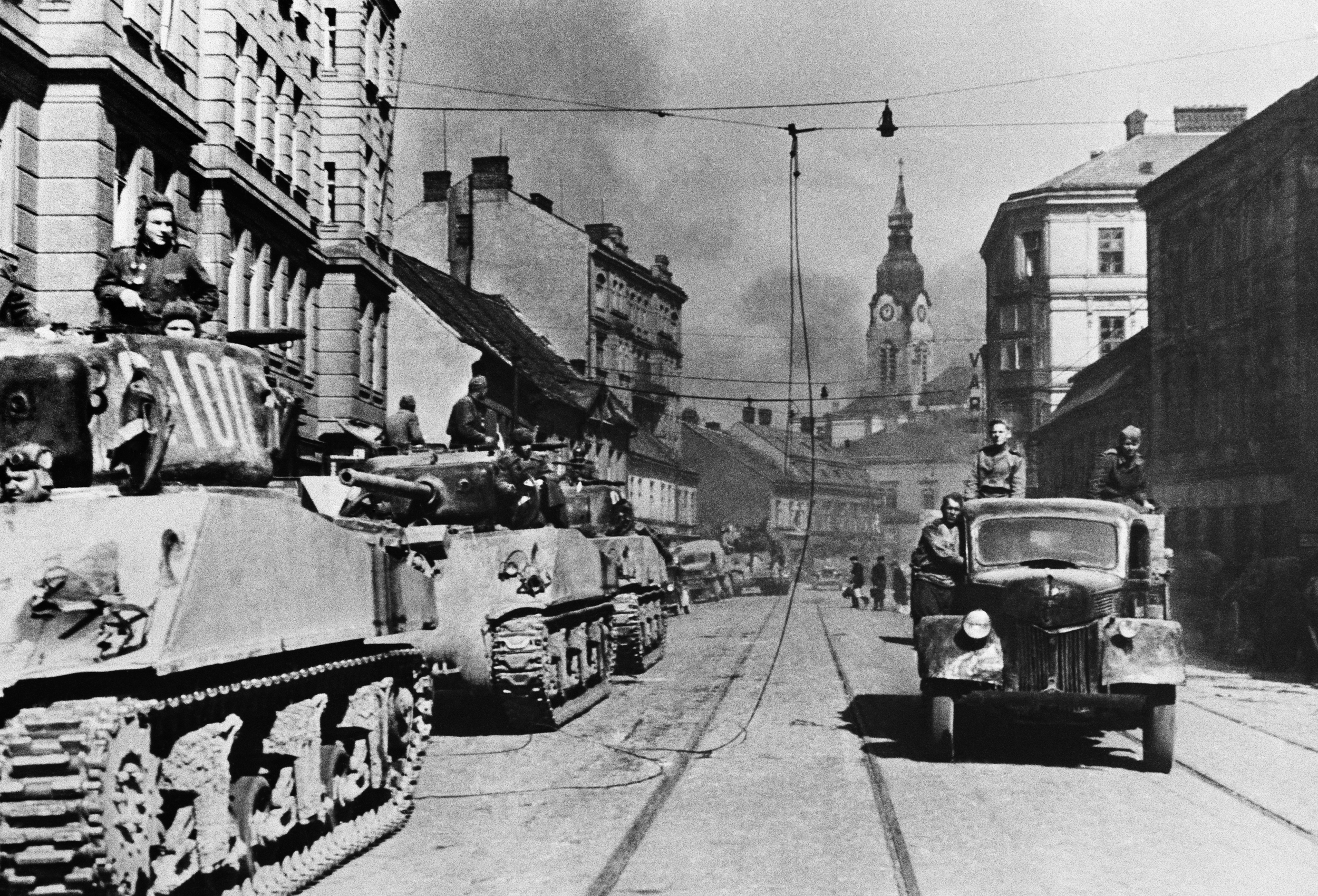
Советские M4A2(76)W VVSS в Брно. Апрель 1945

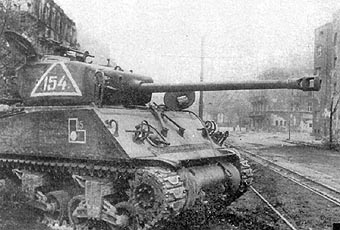
Советский M4A2(76)W VVSS в Вене. 1945

Зимой 1943 года выявились некоторые недостатки M4A2, специфичные для зимних российских условий. Танки, поставленные СССР, имели гладкий резиновый протектор траков гусениц, что вызывало достаточно серьёзные проблемы при движении по обледенелым зимним дорогам. Недостаточное сцепление гусениц с грунтом усугублялось высоким центром тяжести, и танк довольно часто переворачивался.
В целом танк практически полностью соответствовал советскому Т-34 (уступая ему в защищённости бортов) и применялся таким же образом, без каких-либо особых отличий. Часто использовалась намного меньшая шумность «Шерманов», по сравнению с советскими танками, а также практиковался огонь пехоты с брони во время движения, что обеспечивалось мягкой подвеской. Т-34-85 уже имел дополнительные превосходства в калибре орудия, и защищённости лобовой проекции башни.
В СССР танки, полученные по ленд-лизу, старались объединять в отдельные части (на уровне танковых батальонов или бригад), для упрощения подготовки экипажей и снабжения. Большое количество поступавших в СССР «Шерманов» позволило создать и целые корпуса (например, 1-й гвардейский механизированный корпус, 8-й гвардейский танковый корпус, 9-й гвардейский механизированный корпус), вооружённые только этим типом танка. Часто в одних и тех же частях использовались американские средние танки и лёгкие танки Т-60 и Т-80 советского производства.
Полученные летом 1945 года M4A2(76)W HVSS были отправлены на Дальний Восток, и принимали участие в войне против Японии.

#### «Шерманы» вЗападной Европе

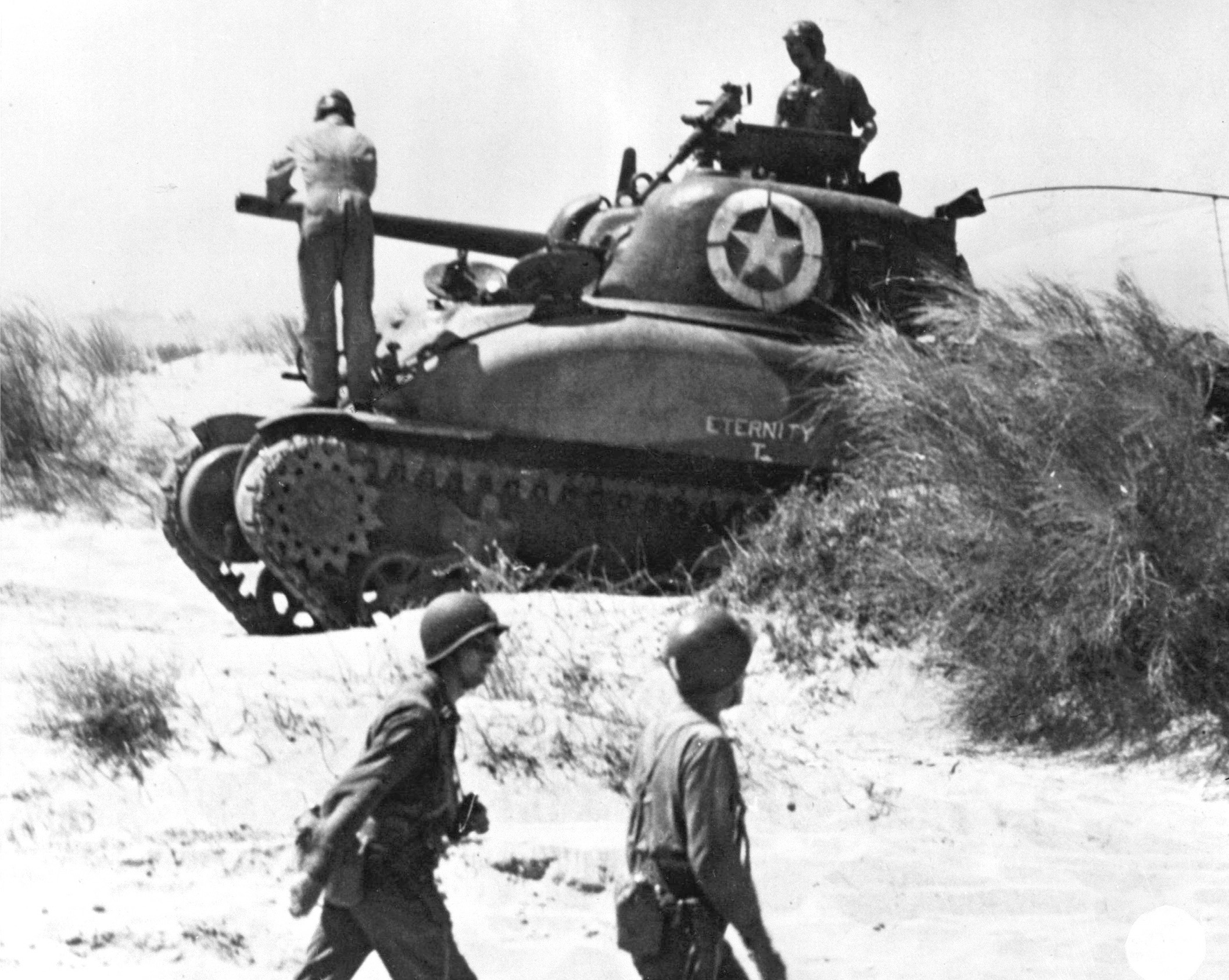
M4A1 в Сицилии. 1943 год.

Первое применение M4 в Европе относится к высадке в Сицилии 10 июля 1943 года, где действовала 2-я бронетанковая дивизия и 753-й отдельный танковый батальон.
К моменту начала операции «Оверлорд» командование союзников осознавало, что появившийся в середине 1942 года «Шерман» в 1944 году уже устарел, поскольку столкновения с тяжёлой немецкой техникой в Италии показали недостаточность бронирования, а главное — вооружения «Шермана». Американцы и англичане отреагировали на эту ситуацию по-разному.
Англичане в срочном порядке начали работы по установке на имевшиеся у них «Шерманы» своей новой противотанковой 17-фунтовой пушки, которая показала отличные результаты в борьбе с немецкими танками, в том числе и тяжёлыми «Тиграми» и «Пантерами». Работы шли вполне удачно, но масштабы перевооружения были ограничены незначительным производством самого орудия, и боеприпасов к нему. Американцы, которым было предложено производить 17-фунтовое орудие на своих заводах, от этого предложения отказались, предпочтя производство собственных моделей. В результате, к началу активных боевых действий во Франции англичане располагали всего несколькими сотнями Sherman Firefly, распределив их по своим танковым частям, примерно по одному на танковый взвод.
Американцы же, несмотря на имевшийся у них к тому времени достаточно солидный опыт применения танков (хоть и меньший, чем у англичан), придерживались мнения, что танки в первую очередь следует использовать для поддержки пехоты, а для борьбы со вражескими танками необходимо применять специальные высокомобильные истребители танков. Эта тактика могла бы быть эффективной в качестве противодействия танковым прорывам «блицкрига», но для того типа боевых действий, который был характерен для второй половины Второй мировой войны, она не подходила, поскольку немцы перестали применять стратегию концентрированных танковых ударов.
Кроме того, после побед в Северной Африке американцам была свойственна некоторая самонадеянность. Главнокомандующий американскими сухопутными войсками генерал Макнейр, в частности, заявил:

Танк M4, особенно M4A3, на сегодняшний день был провозглашён лучшим боевым танком. Есть признаки, что противник полагает так же. Очевидно, что M4 идеальная комбинация подвижности, надёжности, скорости, бронезащиты и огневой мощи. Кроме этого странного, представляющего британский взгляд на проблему, запроса ни с одного ТВД не поступало свидетельств о потребности в 90-мм танковом орудии. По моему, никакого страха перед германскими танками Т.VI («Тигр») наши войска не испытывают… Никакой основы для производства танка T26 нет и быть не может, кроме концепции танка-истребителя танков, которая, я уверен, является необоснованной и не нужной. И британский и американский боевой опыт продемонстрировал, что противотанковые пушки в достаточном количестве и на правильно выбранных позициях полностью превосходят танки. Любая попытка создания сильно бронированного и вооружённого танка, способного превзойти противотанковое орудие неминуемо ведёт к неудаче. Нет никаких признаков того, что 76-мм противотанковое орудие является неадекватным против германского Т.VI.
Оригинальный текст (англ.)The M4 tank, particularly the M4A3, has been widely hailed as the best tank in the battlefield today. There a indications that the enemy concurs the view. Apparently, the M4 is an ideal combination of mobility, dependability, speed protection and firepower. Other than this particular request — which represents the British view — there has been no call from any theater for an 90mm tank gun. There appears to be no fear on the part of our forces of German Mark VI (Tiger) tank. … There can be no basis for the T26 tank other than the conception of a tank versus tank duel — which is believed unsound and unnecessary. Both British and American battle experience has demonstrated that the antitank gun in suitable numbers and disposed properly is the master of the tank. Any attempt to armor and gun tanks to outmatch antitank guns is foredoomed to failure … There is no indication that the 76mm anti-tank gun is inadequate against the German mark VI (Tiger) tank.
— Генерал Лесли Макнейр.

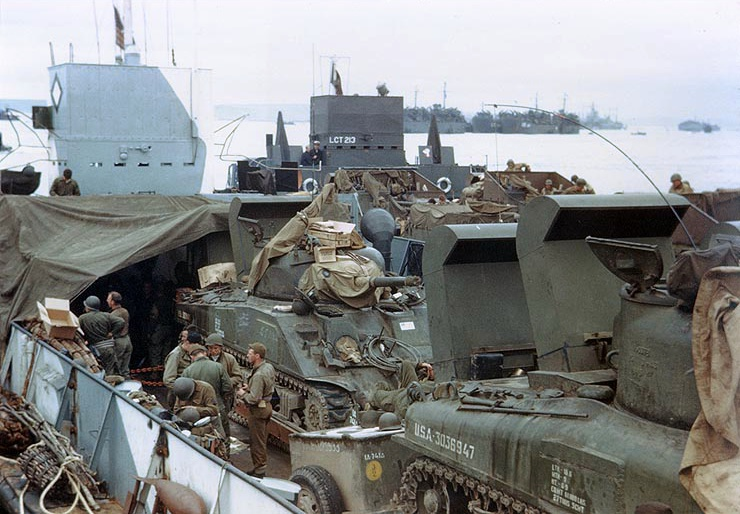
Операция «Оверлорд». M4A1 и M4A3, оборудованные шноркелями, на палубе LCT

В результате такого подхода американцы к моменту высадки в Нормандии подошли, имея только средние танки M4, в том числе и с усиленным вооружением, несмотря на наличие вполне успешных программ по замене M4 новым типом. Программа производства тяжёлого танка M26 «Першинг» также не была реализована.
Помимо обычных танков, такая колоссальная десантная операция требовала также огромного количества инженерной и сапёрной техники, что породило большое количество специализированных вариантов M4, самым известным из которых был Sherman DD. Созданием подобной техники занимались в основном англичане, в группе Хобарта, используя для этого не только американские, но и английские танки. Помимо амфибийных танков, были также «Шерманы», получившие шноркели для преодоления мелководья.

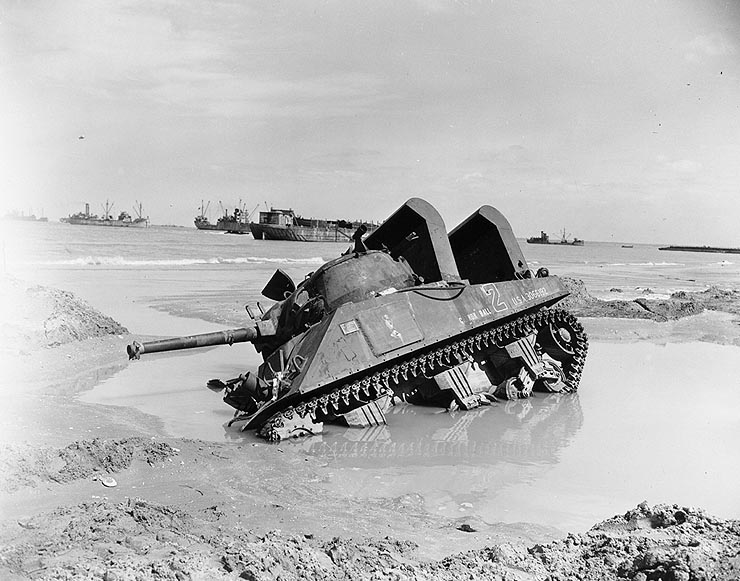
Американский M4, брошенный экипажем на участке высадки «Юта-Бич» во время операции «Оверлорд». Танк оборудован двумя шноркелями для действий на мелководье.

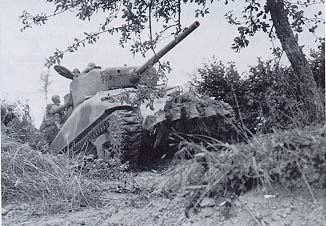
M4A1(76)W пробивается через «живую изгородь». Видны установленные на танк приспособления для прохода через кустарник.

Во время самой высадки «игрушки Хобарта» должны были расчистить дорогу от мин и прочих заграждений Атлантического Вала, а вышедшие на берег Sherman DD должны были поддержать своим огнём прорывающую береговые укрепления пехоту. В целом так и произошло, за тем исключением, что американцы в основном пренебрегли специализированной штурмовой техникой, полагаясь в основном на свою пехоту и поддержку орудий флота. Ситуация усугубилась тем, что на участке высадки «Омаха» амфибийные танки были спущены на воду значительно дальше от берега, чем предполагалось по плану, и в результате затонули до того, как смогли выйти на берег. На остальных участках амфибийные, штурмовые и сапёрные танки сработали отлично, и высадка прошла без особых потерь.
После захвата плацдарма союзникам пришлось вплотную столкнуться с немецкими танковыми дивизиями, которые были брошены на оборону «Крепости Европа», и тут выяснилось, что союзники недооценили степень насыщения немецких войск тяжёлыми типами бронетехники, особенно танками «Пантера». В прямых столкновениях с немецкими тяжёлыми танками «Шерманы» имели очень мало шансов. Англичане в определённой степени могли рассчитывать на свои Sherman Firefly, чья отличная пушка произвела на немцев большое впечатление (настолько большое, что экипажи немецких танков старались в первую очередь поразить именно Firefly, а потом уже расправиться с остальными). Американцы, которые рассчитывали на своё новое орудие, быстро выяснили, что для уверенного поражения «Пантеры» в лоб мощности его бронебойных снарядов всё же недостаточно.
Ситуация усугубилась тем, что природные условия Нормандии, особенно её «живые изгороди», не дали «Шерманам» реализовать своё преимущество в скорости и манёвренности. Кроме того, эти же условия не давали возможности совершать танковые прорывы стратегического масштаба, для которых «Шерман» с его скоростью и надёжностью был прекрасно приспособлен. Вместо этого союзникам пришлось медленно прогрызаться среди «живых изгородей», неся очень большие потери от действовавших против них немецких танков и «фаустпатронников» (последние пользовались преимуществом местности, для того чтобы подходить на дистанцию действительного огня).
В результате танкистам союзников в основном пришлось рассчитывать на своё подавляющее численное превосходство, отлично работающие ремонтные службы, а также на действия своей авиации и артиллерии, обрабатывавших оборону немцев перед наступлением танков. Союзническая авиация весьма эффективно подавляла коммуникации и тыловые службы немецких танковых войск, что очень сковывало их действия.
Согласно книге Белтона Купера «Смертельные ловушки» («Death traps»), отвечавшего за эвакуацию и ремонт танков, только 3-я танковая дивизия за десять месяцев потеряла в бою 1348 средних танков «Шерман» (более 580 % от штатной численности в 232 танка), из которых 648 были полностью уничтожены. Кроме того, небоевые потери составили приблизительно 600 танков.
В Нормандии очень многие «Шерманы» подвергались полевым модификациям, например на них монтировались самодельные и заводские приспособления для преодоления «живых изгородей», усиливалась броня, путём наваривания дополнительных бронеплит, а также просто путём навешивания запасных траков, мешков с песком, импровизированных противокумулятивных экранов. Недооценка пехотных кумулятивных противотанковых средств привела к тому, что американская промышленность таких экранов не выпускала до самого конца войны.
После выхода армий союзников на оперативный простор во Франции, отличная стратегическая мобильность «Шерманов» проявилась в полной мере. С другой стороны, выяснилось, что M4 не очень пригодны для боевых действий в городах, в основном по причине слабого бронирования, и малого калибра танковых орудий. Специализированных Sherman Jumbo было недостаточно, а танки артиллерийской поддержки со 105-мм гаубицами в городе были слишком уязвимы.
Очень активно и успешно применялись ракетные варианты «Шерманов», а также огнемётные танки (особенно при штурме долговременных укреплений на германской границе). А вот действия истребителей танков M10 были не очень эффективными, поскольку, кроме недостаточной мощности их орудий, проявилась также недостаточное бронирование, кроме того, экипажи в открытых башнях оказались весьма уязвимыми для миномётного и артиллерийского огня. M36 показал себя лучше, но и он имел открытую башню. В целом, истребители танков со своей задачей не справились, и основная тяжесть танковых боёв легла на плечи обычных «Шерманов».

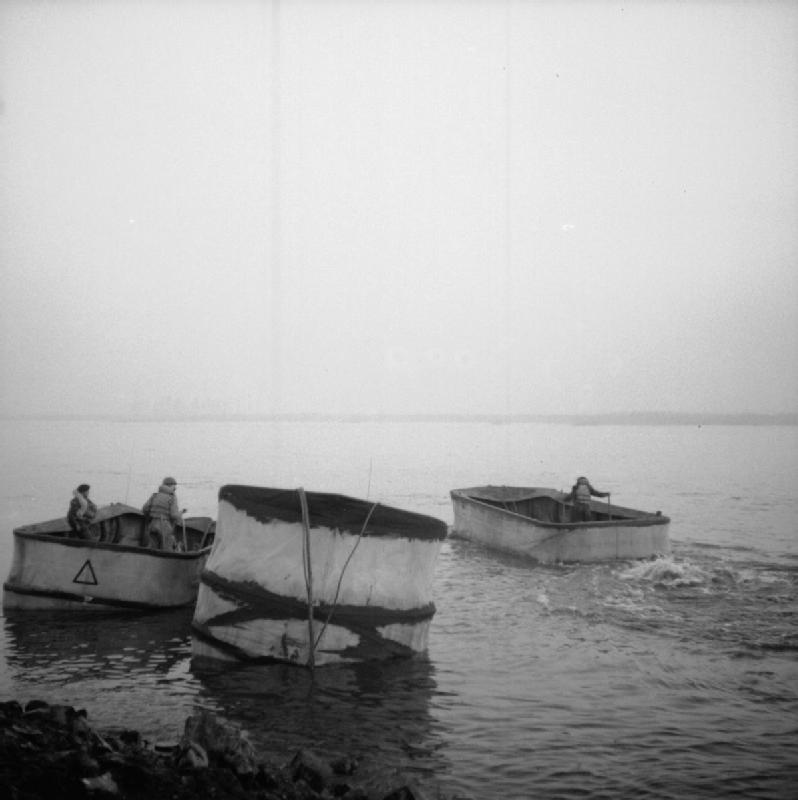
Sherman DD во время форсирования Рейна

Sherman DD довольно активно применялись для форсирования рек, например Рейна.
К концу 1944 года в составе американских и британских войск находилось 7591 «Шерманов», не считая резервов. Всего на западноевропейском театре военных действий действовало не менее 15 американских танковых дивизий, не считая 37 отдельных танковых батальонов.
Основной проблемой американских танковых войск на этом театре стали не недостатки самого M4, который показал себя весьма эффективным оружием, а то, что на вооружении не было более тяжёлых типов бронетехники, способных на равных вступать в противоборство с немецкими танками. «Шерман» задумывался как танк поддержки пехоты, и в этом качестве показал себя с лучшей стороны, но в действиях против «Пантер», «Тигров» и «Королевских Тигров» немцев он был не слишком эффективен.

#### «Шерманы» против Японии
Первые «Шерманы» появились на Тихом океане во время операции на Тараве, 20 ноября 1943 года, в составе соединений американской морской пехоты. Так как американский флот не имел проблем с дизельным топливом, против японцев действовали в основном дизельные версии M4A2. После Таравы «Шерман» стал основным типом американского танка на Тихоокеанском ТВД, полностью заменив M3 «Ли», которые остались в основном на гарнизонной службе. Кроме того, «Шерманы» заменили и «Стюарты», поскольку применение лёгких танков в штурмовых операциях признали нецелесообразным (их преимущество в мобильности ничего не значило на небольших по площади островах).
Ситуация на Тихоокеанском ТВД в корне отличалась от действий в Европе и Северной Африке. Японские танки были весьма малочисленными, устаревшими, и по большей части относились к лёгким типам, напрямую противостоять американским M4 они не могли. Разработанный в 1944 году специально для противостояния «Шерманам» новый тип «Чи-Ну» в боевых действиях участия не принимал, поскольку предназначался для обороны непосредственно Японских островов.

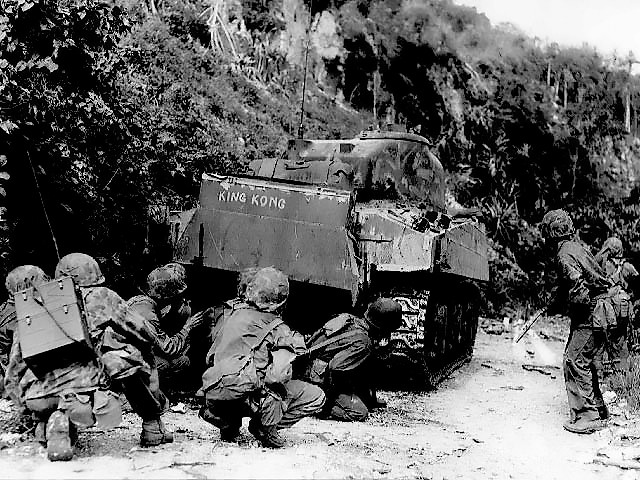
Морские пехотинцы укрываются за танком на Сайпане. Танк M4A2, с установленным шноркелем для действий на мелководье (видимо, этот танк был в первых рядах во время высадки на острове).

Поскольку почти все операции американской морской пехоты и армии на этом ТВД носили характер прорыва долговременной обороны японцев, «Шерманы» в основном выполняли роль танков поддержки пехоты, то есть именно ту роль, для которой они и были созданы. Японские танки не могли оказать достаточного противодействия из-за слабости своего вооружения, неспособного пробить броню «Шерманов». Американцы же проблем с поражением японских танков, как правило, не имели. Это привело к тому, что японцы в основном использовали свои танки как импровизированные долговременные огневые точки, действуя из специально подготовленных окопов. Попыткам активного использования японских танков также препятствовала весьма слабая тактическая подготовка японских танковых командиров, не имевших опыта танковых боёв.
С наибольшей активностью японских танковых частей американцы столкнулись на Филиппинах, где действовал 2-й танковый дивизион группы Шобу, под командованием генерала Томоюки Ямасита. Всего японцы имели там около 220 танков, большая часть которых была потеряна во время наступления американцев в направлении Сан-Хосе.

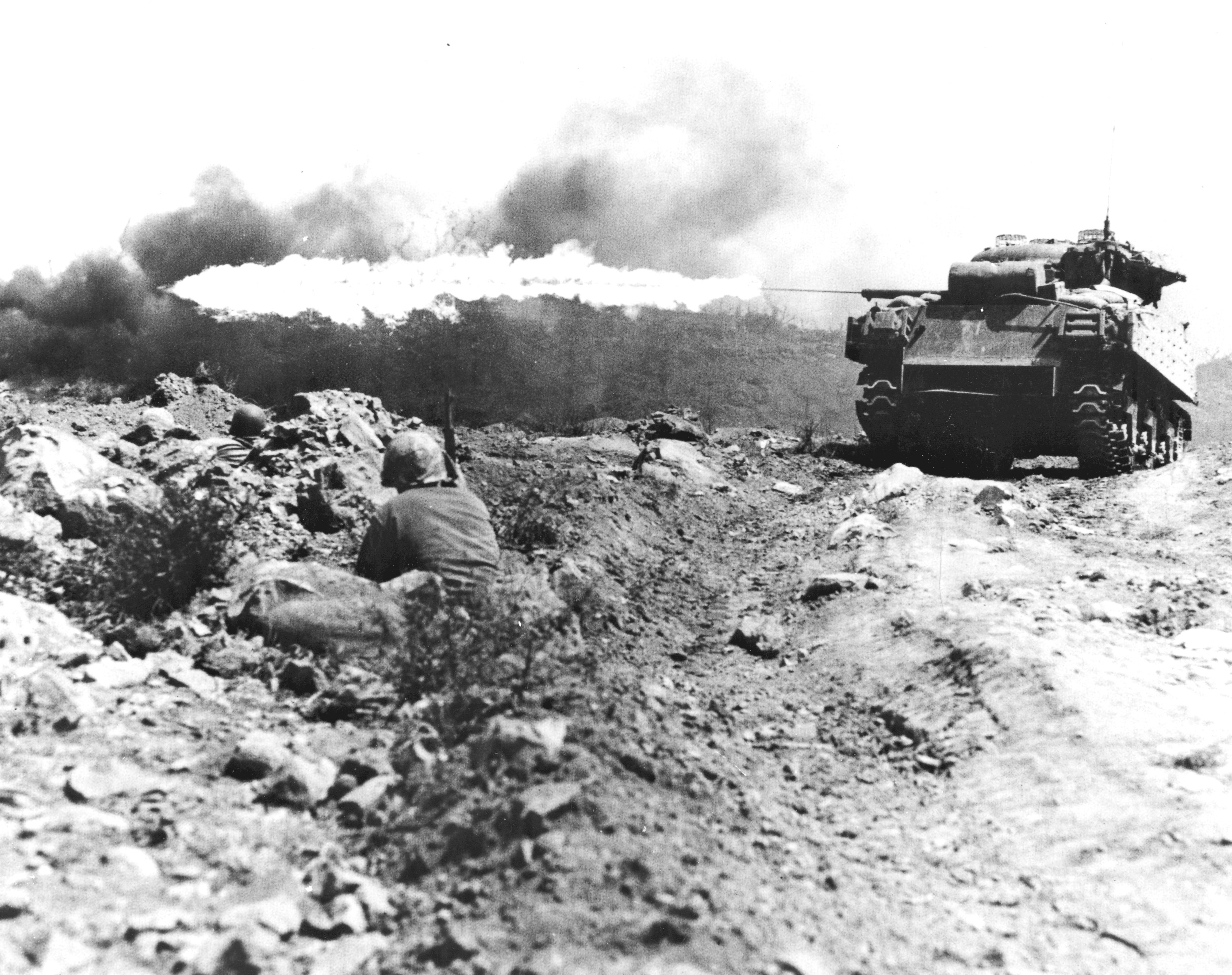
Огнемётный «Шерман» на Иводзиме

На Тихоокеанском ТВД «Шерман» зарекомендовал себя как отличный танк поддержки пехоты, плюсом также были его относительно небольшой вес и размеры, что позволяло легко перебрасывать танки с острова на остров. Танк оказался приспособленным для действий в условиях жаркого влажного климата, и не имел особых проблем с надёжностью и проходимостью.
Основные потери американских танков происходили от подрывов на противотанковых минах. Не имея достаточно эффективной противотанковой артиллерии и пехотных противотанковых средств, японцы часто применяли тактику самоубийственных атак, посылая против американских танков своих пехотинцев с ранцевыми, магнитными и шестовыми минами, противотанковыми гранатами, и т. д.
Широко применялись ракетные танки, танки артиллерийской поддержки, а также огнемётные танки.
Специфический характер боевых действий привёл к тому, что танки использовались в составе отдельных танковых батальонов, осуществлявших поддержку пехотных дивизий. Танковые дивизии на Тихоокеанском ТВД не формировались, за отсутствием необходимости концентрации бронетанковой техники, а также из-за невозможности стратегического манёвра танковых частей.

### Послевоенные конфликты
Послевоенная история танка оказалась не менее насыщенной событиями.
В Армии США «Шерманы» модификаций M4A3E8 и M4A3(105) состояли на вооружении до середины 1950-х годов, а в частях Национальной гвардии — до конца 1950-х. Большое количество танков осталось в Европе, где состояло на вооружении американских и британских оккупационных войск. Большое количество также было передано армиям освобождённых стран в порядке оказания военной помощи.
«Шерманам» довелось поучаствовать практически во всех мировых конфликтах 50-х, 60-х, и даже 70-х годов. География их службы включала практически весь земной шар.

#### Корейская война

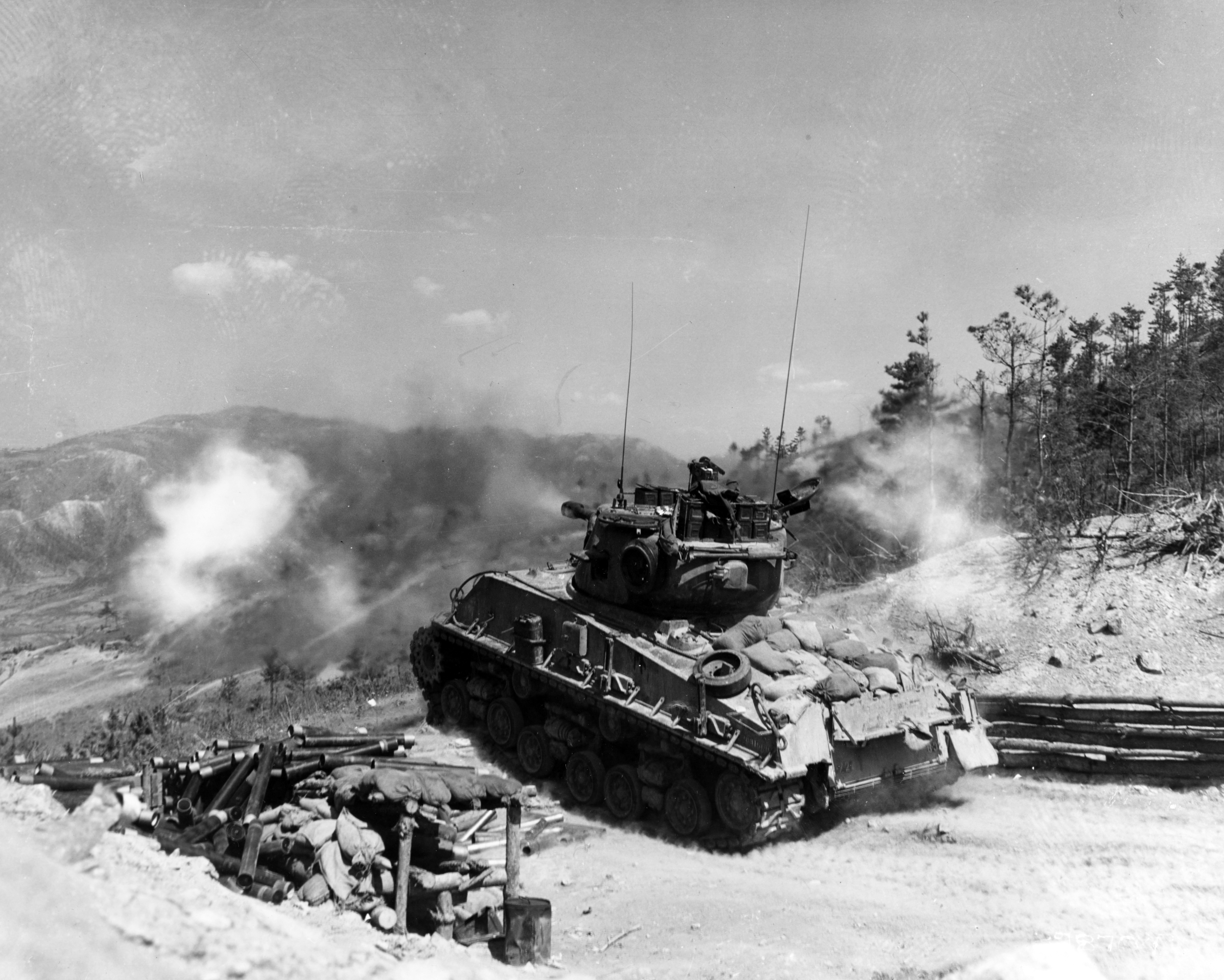
M4A3E8 ведёт огонь из 76-мм орудия по вражеским бункерам на «напалмовом хребте», 11 мая 1952 года

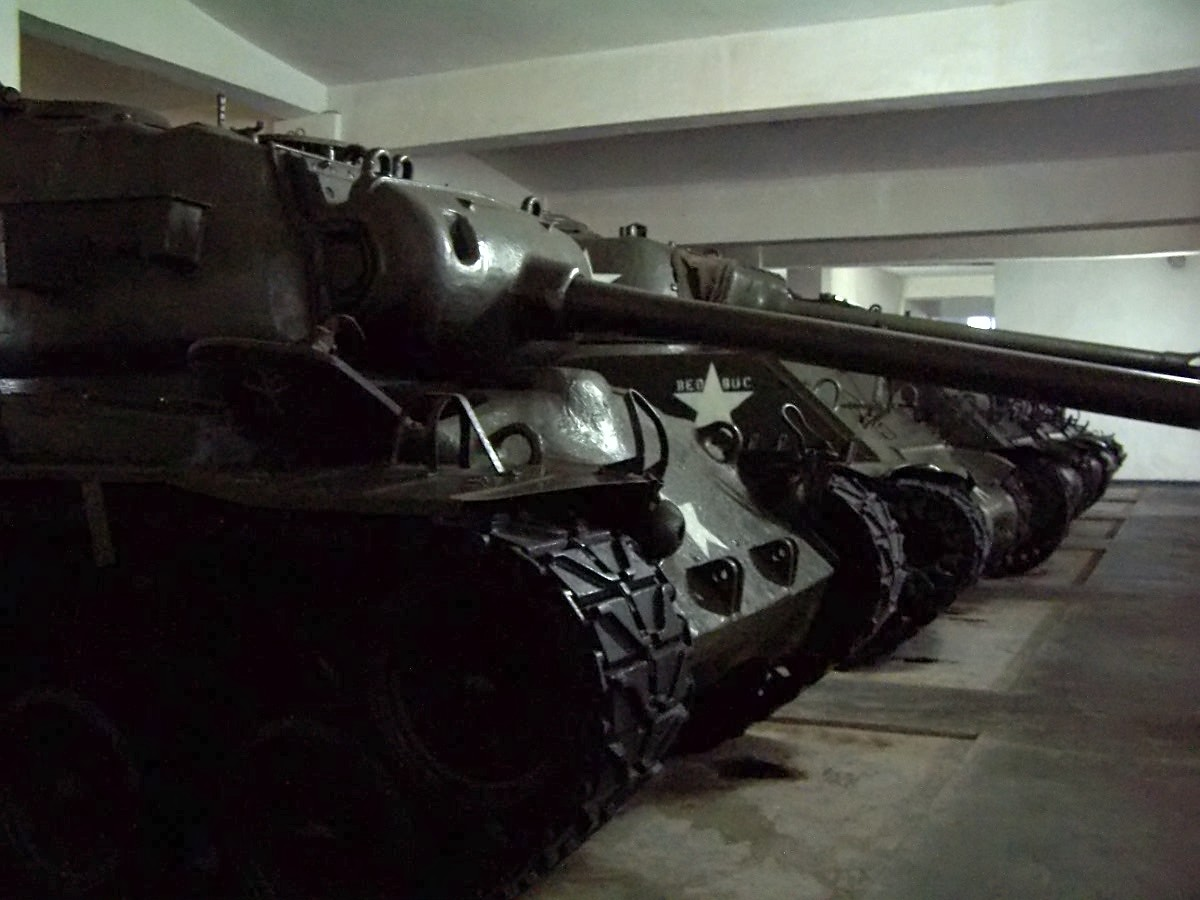
Трофейные американские «Шерманы» и «Першинги», захваченные северокорейской армией во время войны в Корее

Наступление северокорейских войск поставило американское командование в очень сложное положение — единственными танками в Южной Корее было некоторое количество лёгких американских M24 Чаффи. Решением могла стать срочная переброска танков из Японии, но там находились только варианты с 75-мм орудиями M3, поскольку надобности в 76-мм орудии во время войны на Тихом океане так и не возникло. Так как эти танки серьёзно уступали в огневой мощи Т-34-85, имевшимся в Корейской Народной армии, было решено перевооружить их 76-мм орудиями M1. Перевооружение производилось в Токийском арсенале, пушки устанавливались в обычные башни M4A3, всего было переоборудовано 76 танков.
Первые перевооружённые «Шерманы» прибыли в Корею 31 июля 1950 года в составе 8072-го батальона средних танков, и 2 августа вступили в бой у Чунгам-Ни. Впоследствии стали прибывать танки из США, и всего в Корейской войне участвовало 547 танков «Шерман» различных модификаций, в основном M4A1E4(76). На вооружении британских сил состояли Sherman Firefly.
Основным противником «Шермана» в этой войне стали Т-34-85, состоявшие на вооружении северных корейцев и китайцев. После прибытия американских средних и тяжёлых танков доминированию Т-34 на поле боя пришёл конец, и танковые бои обычно заканчивались в пользу американских танкистов. Имея примерно равное с Т-34 бронирование, «Шерман» превосходил его в точности и скорострельности орудия, в основном по причине лучшей оптики и наличия стабилизатора. Орудия обоих танков были достаточно мощны для того, чтобы пробивать броню друг друга практически на всех расстояниях реального боя. Но основной причиной неудач корейских и китайских танкистов стал более высокий уровень подготовки их американских оппонентов.
Согласно официальным американским данным с 21 июля 1950 по 21 января 1951 года в составе 8-й армии и 10-го армейского корпуса в боевых действиях участвовали 516 M4A3, из которых по неполным данным было потеряно 220 танков (120 безвозвратно). Уровень безвозвратных потерь был наивысшим среди всех массово используемых танков. Большое количество сломавшихся и брошенных при отступлении танков было захвачено северокорейцами и китайцами. На 1 апреля 1951 в Корее находилось 442 танка M4A3. С 21 января по 8 апреля 1951 года было потеряно 178 танков этого типа. С 8 апреля по 6 октября 1951 года было потеряно 362 танка «Шерман». Таким образом, за первые 14 месяцев войны «Шерманы» выходили из строя как минимум 760 раз, сколько было выведено из строя за последующие 22 месяца войны остаётся неизвестным.
В начале войны американцы достаточно широко применяли более тяжёлые танки M26 «Першинг», но очень скоро выяснилось, что несмотря на мощное орудие и хорошее бронирование этот танк не может эффективно действовать в корейских горах, поскольку имеет тот же двигатель, что и «Шерман», при значительно большем весе. В результате «Шерманы» взяли на себя основную нагрузку войны, несмотря на то, что были хуже вооружены и более легко бронированы, таким образом «рабочей лошадкой» войны в Корее стали не M26A1 и M46, а M4A3E8.
В целом, боевая служба «Шерманов» в Корее сложилась вполне удачно, за исключением того, что очередной раз проявилась недостаточная мощность 76-мм фугасных снарядов. Более успешно в этом смысле действовали артиллерийские «Шерманы». Пассивная фаза войны отличалась большим размахом танковых сражений, и основная роль, которую играли американские танки — поддержка пехоты, патрулирование, а также обстрел противника с закрытых артиллерийских позиций. Также танки использовались как своеобразные передвижные огневые точки, помогая пехоте отражать китайские «людские волны».

#### Арабо-израильские войны
Война за независимость

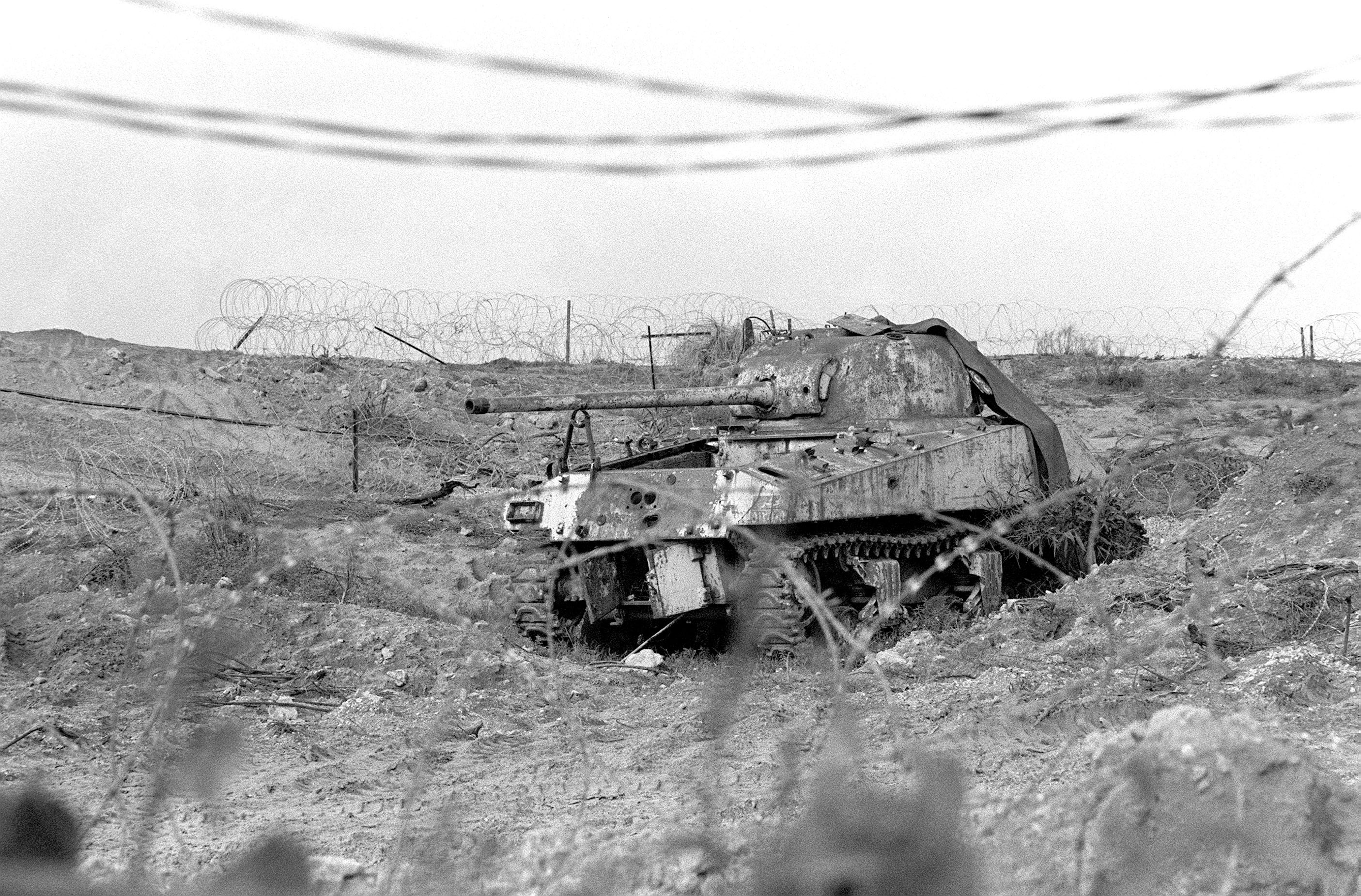
Танк «Шерман» Firefly подбитый и брошенный во время гражданской войны в Ливане

В Войне за независимость участвовали четыре танка: M4A2 с собственным именем Meir, и три бывших M4: Tamar, Ruth II и Ada. Последний из M4 не имел вооружения и применялся как бронированная эвакуационная машина. Самый первый израильский «шерман» — M4A2 Meir — не пережил войну: он был подорван израильтянами в ходе вынужденного отступления с Синайского полуострова, поскольку получил боевые повреждения и не мог быть эвакуирован вовремя.
Суэцкий кризис
Ко времени Суэцкого Кризиса 1956 года в АОИ насчитывалось 122 «Шермана» (56 Sherman M1 и Sherman M3, 25—28 Sherman M50 и 28 Super Sherman M1), и они составляли основу израильских бронетанковых сил. Всего Израиль потерял 30 танков, все или по большей части «Шерманы». Египет имел несколько десятков M4A2, в том числе с французскими башнями, из которых 56 было потеряно в боях.
Шестидневная война
В 1967 году Израиль имел 522 «Шермана» разных типов, что составляло примерно половину его танкового парка. К этому времени он был единственной страной на Ближнем Востоке, имевшей эти танки на вооружении. Тем не менее, во время Шестидневной войны они применялись в Синае в основном на второстепенных направлениях, основной ударной силой были английские тяжёлые «Центурионы», имевшие более тяжёлое вооружение и лучшее бронирование. Всего для участия в войне отводилось 507 израильских «Шерманов», как обычных так и «Супер Шерманов», из них 212 на египетском фронте, 132 на иорданском фронте и 163 на сирийском фронте (на сирийском фронте было больше, так как часть танков была переброшена с иорданского). У арабов танки «Шерман» имел только Египет, около 90 штук,, из которых 55 были развёрнуты в Синае.
На Синайском фронте имел место случай, когда рота «Супершерманов», придя на помощь подразделению, атакованному египтянами, уничтожила пять более современных египетских Т-55.
Самое крупное сражение с участием танков «Супершерман» на иорданском фронте произошло у города Дженин. В сражении большая группа израильских «Шерманов» была расстреляна иорданскими танками M47/48 с подготовленных позиций. В результате танкового боя израильтяне потеряли 17 танков.
Английский историк Билл Монро в книге «The Centurion Tank» указывал что израильские танки «Супершерман» участвовали в танковых боях с иорданскими «Центурионами», в ходе которых победу одержала израильская сторона. По его данным в этих столкновениях выяснилось что снаряды танков «Супершерман» уверенно пробивают броню танков «Центурион» на расстоянии до 1000 метров.
Всего в ходе войны Египет потерял все 55 «Шерманов» имевшихся в Синае, причём все до одного были приняты на вооружение Израиля. У израильтян из 212 задействованных в Синае «Шерманов» было подбито только 16.
На всех трёх фронтах из примерно 400 подбитых израильских танков, более половины составляли «Шерманы».
Война Судного дня
Перед Войной Судного дня 1973 года «Шерманы» постепенно снимались с вооружения.
В ходе войны приняли участие 374 израильских танков этого вида, не считая САУ на их базе. В этот раз они имели переменные успехи.
Например, 9 октября танковый батальон 9-й механизированной бригады (около 40 танков «Супер Шерман») на центральном секторе атаковал и разбил сирийскую колонну обеспечения (бронетранспортёры и грузовики), однако командир батальона погиб когда его «Шерман» взорвался на мине.

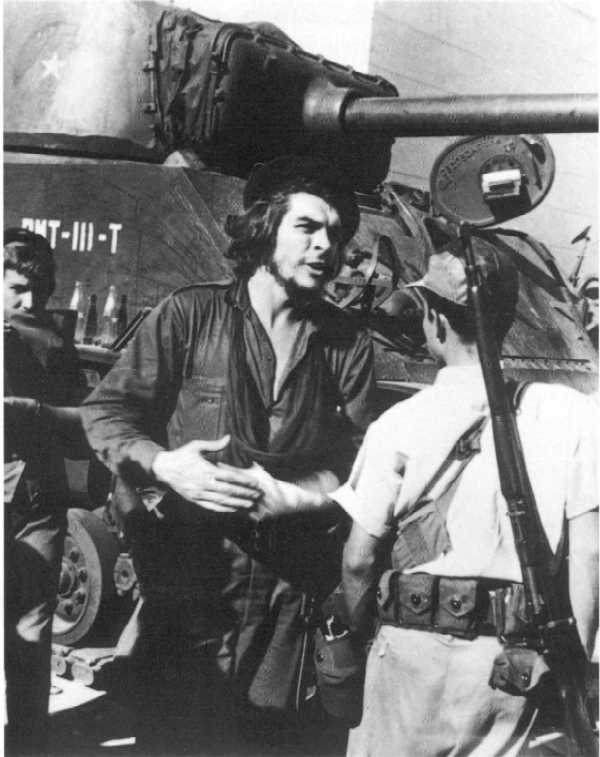
Эрнесто Че Гевара, возле одного из семи трофейных танков «Шерман», захваченных в ходе битвы за Санта-Клару

В другом бою, 22 октября батальон израильских танков Супер Шерман из состава бригады «Гранит» начал штурм захваченного египтянами опорного пункта «Ботзер». «Супер Шерманы» были разбиты египетскими Т-62 25-й бригады и вернулись на исходные позиции.
За время войны «Шерманы» с современной модернизацией уничтожили около 40 арабских танков Т-62.
После войны «Шерманы» были или переделаны в САУ и другие машины, или проданы в другие страны.
Гражданская война в Ливане
Применялись всеми сторонами

### Кубинская революция
В феврале 1957 года режим Батисты получил 7 танков «Шерман» для подавления революционеров. Все 7 были захвачены революционерами в боеспособном состоянии.

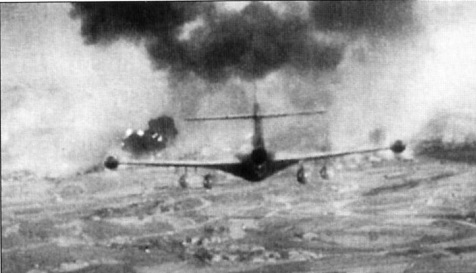
Истребитель-бомбардировщик «Пантера» ВМФ Аргентины расстреливает «Шерманы» 8-го полка. 12 танков было уничтожено в этой атаке

#### Восстания в Аргентине
В сентябре 1951 года танки «Шерман» незначительно применялись в ходе армейского восстания.
С апреля 1962 по начало 1963 года правительственные танки «Шерман» участвовали в подавлении восстания моряков. При этом 8-й танковый полк лоялистов потерял больше половины танков.
22 сентября 1962 года огнём артиллерии повстанцев было подбито 4-5 «Шерманов» 8-го полка. 2-3 апреля 1963 года несколько колонн танков 8-го и 10-го полков было уничтожено авиацией повстанцев, в одной из атак на 8-й полк было уничтожено 12 танков «Шерман», 9 танкистов было убито и 22 ранено.

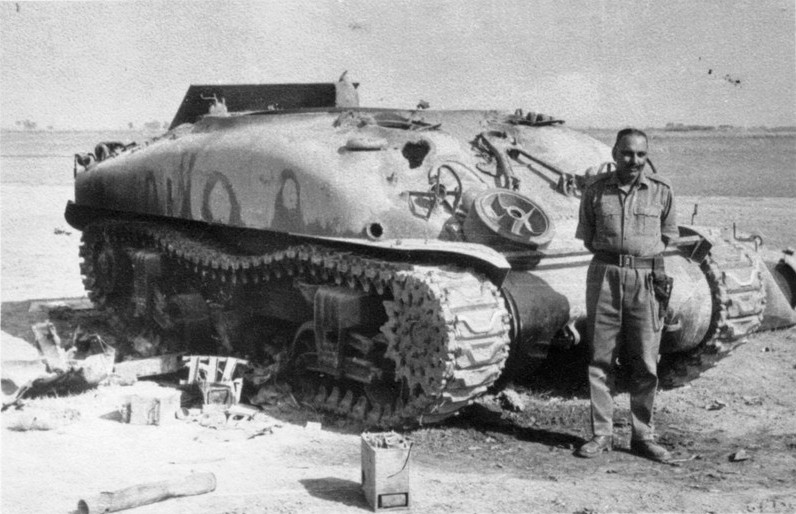
Пакистанский «Шерман», уничтоженный во время Индо-пакистанской войны 1965 года

#### Индо-пакистанские войны
Индия получила первые танки ещё во время Второй мировой войны, и они принимали участие в боевых действиях в Бирме. Это были как американские, так и британские версии «Шерманов». В дальнейшем танки активно закупались и Индией, и Пакистаном.
В Индо-пакистанской войне 1965 года «Шерманы» участвовали с обеих сторон конфликта. На момент начала войны Индия имела 332 «Шермана» различных типов, а Пакистан — 305. В основном это были M4A1 и M4A3, многие танки, имевшие 75-мм орудие, были перевооружены 76-мм орудием M1. В Индии предпринимались попытки перевооружения французской пушкой по аналогии с израильским Sherman M50.
Индийские «Шерманы» 9-го полка «Deccan Horse» участвовали в разгроме пакистанских «Паттонов» M47/48 во время сражения при Асал-Уттаре. В самом крупном столкновении индийские «Шерманы» уничтожили 11 пакистанских танков, потеряв 4 своих машины от огня танков и ещё 3 было подбито огнём пехоты. В ходе всей танковой битвы полк «Deccan Horse» безвозвратно потерял 10 «Шерманов».
Несмотря на то, что «Шерманы» составляли чуть менее половины танкового парка обеих сторон, они использовались в основном на второстепенных направлениях, а также для фланговых атак. Танками первой линии были менее подвижные, но более тяжеловооружённые и лучше бронированные «Паттоны» (с пакистанской стороны) и «Центурионы» (с индийской). На конец войны на индийской территории осталось 37 пакистанских «Шерманов», из них 11 были в боеспособном состоянии и 26 сгоревших. Сколько было уничтожено на территории самого Пакистана неизвестно.

#### Угандийско-танзанийская война
12 танков M4A1, полученных из Израиля, применялись Угандой для вторжения в Танзанию. В ходе войны было уничтожено 6 или 7 „Шерманов“.
Танки применялись в ходе переворота в Уганде в июле 1985 года. В ходе боевых действий один „Шерман“ был уничтожен.

#### Ирано-иракская война
Иран имел несколько десятков „Шерманов“. К этому времени они уже сильно устарели и не смогли оказать влияния в конфликте. К концу войны все танки M4 были либо потеряны в боях, либо списаны. В 2003 году американцы в Ираке на складах трофейной техники находили иранские „Шерманы“.

#### Война в Югославии
По утверждению М. Барятинского, танки „Шерман“ применялись во время гражданской войны в Югославии 1991—1995 гг.

## Трагедия в городе Карс
29 октября 1962 года в турецком городе Карс проходило празднование Дня Турецкой Республики. При проходе военного парада танк «Шерман» потерял управление и наехал на группу марширующих школьников. В результате наезда под гусеницами «Шермана» было раздавлено 3 ребёнка, ещё 3 погибли от полученных ранений. 12 детей и 1 учитель получили тяжёлые увечья, но остались живы.

## Оценка машины

### Вооружение
В момент появления „Шерманов“ на поле боя его 75-мм орудие M3 могло успешно бороться со всеми типами немецких и итальянских танков. По бронепробиваемости оно уступало немецкому 7,5 cm KwK 40 L/43, устанавливаемому на PzKpfw IV Ausf. F2. Тем не менее, практически одновременно с „Шерманом“ начал военную карьеру PzKpfw VI Tiger I, чья лобовая броня не пробивалась орудием „Шермана“, а пушка 8,8 cm KwK 36 значительно превосходила M3 по всем показателям. Так как американская военная промышленность к тому моменту не выпускала танков с более мощным вооружением, то можно сказать, что вооружение „Шермана“ устарело практически в момент появления. Орудие M3 было практически аналогично советскому Ф-34, устанавливаемому на Т-34, отличаясь лишь меньшей начальной скоростью бронебойных снарядов. Американский осколочно-фугасный 75-мм снаряд M48, применявшийся также в британских танковых пушках этого калибра, имел массу в 6,62 кг и содержал 670 г взрывчатого вещества и уступал советским осколочно-фугасным снарядам в эффективности. Кроме того, в отличие от Ф-34, в боекомплекте M3 не имелось серийно выпускавшихся кумулятивных или подкалиберных снарядов.
76-мм орудие M1 превзошло по бронепробиваемости 7,5 cm KwK 40 L/48, и почти сравнялось с 8,8 cm KwK 36 L/56 Тигра 1, но значительно уступало 7,5 cm KwK 42 „Пантеры“, и 8,8 cm KwK 43 „Королевского Тигра“. В отношении борьбы с небронированными целями перевооружение на M1 было скорее шагом назад, из-за меньшего поражающего действия осколочного снаряда, и меньшей номенклатуры боеприпасов. Орудие M1 имело сравнимую бронепробиваемость одинаковыми типами снарядов с советскими 85-мм Д-5 и ЗИС-С-53, но снабжение снарядами с вольфрамовым сердечником M93 было налажено раньше, чем подкалиберными БР-365П. Зато осколочно-фугасный 76,2-мм снаряд с зарядом всего 390 г не шёл ни в какое сравнение со 88-мм осколочно-фугасным снарядом Тигра или УО-367 от Т-34-85.
Очень большим плюсом вооружения „Шермана“ было то, что его орудие оснащалось гироскопическим стабилизатором, работавшим в вертикальной плоскости. Так как телескопический прицел был спарен с пушкой, а перископический синхронизирован с ней, поле зрения наводчика также оставалось стабилизированным. Производительность стабилизатора не позволяла вести прицельный пушечный огонь с хода, зато он работал как весьма эффективный демпфер колебаний — цель всё время оставалась в поле зрения наводчика, и промежуток между остановкой танка и открытием огня был очень коротким. Кроме того, танк мог вести на ходу прицельный огонь из спаренного пулемёта. С другой стороны, эффективное использование стабилизатора требовало определённой подготовки экипажа, поэтому многие экипажи предпочитали его отключать.
Наличие стабилизатора, высокое качество изготовления пушечных стволов и снарядов, а также хорошее качество оптики танка делало огонь „Шермана“ весьма точным, что частично компенсировало недостаточную мощность пушки.
По сравнению с Т-34, гидравлический привод башни был значительно более точным и плавным, по сравнению с немецкими танками — он обеспечивал более быстрый (16 сек.) полный оборот башни (у Т-34-85 — 12 сек., у Т-34 — 14 сек.;
26 сек. у PzKpfw IV,
69 сек. у „Тигра“).
Минусом такого привода была его большая по сравнению с электрическим пожароопасность.
Ещё одной важной особенностью вооружения этого танка было оснащение его крупнокалиберным пулемётом Browning M2 в турели над люком командира, крупнокалиберного пулемёта не имел ни один другой танк того времени, кроме более тяжёлого ИС-2. Минусом являлось отсутствие прицельных приспособлений курсового пулемёта. Предполагалось, что стрельба из него будет вестись вслепую, трассирующими боеприпасами, под руководством командира танка. На практике это срабатывало далеко не всегда.
В целом, можно сказать, что вооружение танка „Шерман“ соответствовало вооружению Т-34, и так же как у последнего, уступало вооружению немецких средних и тяжёлых танков, начиная с марта 1942 года. Пушка „Шермана“ позволяла бороться со всеми типами лёгких и средних немецких танков, но была недостаточно мощной для борьбы с тяжёлыми типами. Перевооружение не смогло принципиально изменить ситуацию, хотя и позволило превзойти по этому показателю немецкий средний танк PzKpfw IV. Эффективность применения вооружения примерно соответствовала немецким образцам, и превосходила советские, по причине наличия стабилизатора, а с октября 1942 года и лучшей оптики.

### Мобильность

#### Стратегическая мобильность
M4 удовлетворял всем требованиям, предъявляемым к среднему танку в отношении стратегической мобильности. Малый вес и небольшая ширина позволяли легко перевозить его всеми видами транспорта, включая железнодорожный. Погрузка и разгрузка также не составляли проблемы.
Надёжность и ресурс силовых агрегатов, трансмиссии и ходовой части позволяли осуществлять переброску «Шерманов» на большие расстояния своим ходом, обрезиненная гусеница не разбивала дороги, танк выдерживало большинство мостов. Скорость движения была приемлемой, мягкая подвеска сохраняла относительный комфорт экипажа. В этом отношении «Шерман» превосходил все советские танки.
Недостатком было высокое потребление топлива (большее, чем у германских и советских средних танков), и как следствие — малый запас хода, на большинстве ранних бензиновых модификаций — не более 190 км, а поздних ещё меньше — 160 км.

#### Тактическая мобильность
В отношении тактической мобильности „Шерман“ также оценивался достаточно высоко.
Энерговооружённость хорошая, на уровне лучших средних танков ВМВ, зависела от типа и модели установленного двигателя. Формально, танк уступал в этом отношении советскому Т-34, но на практике разница в мощности двигателей компенсировалась более удачной трансмиссией „Шермана“ и лучшим подбором передаточных чисел в коробке передач. Скорость и по шоссе, и по пересечённой местности была хорошей, управление танком — лёгким, благодаря усилителям. Танк не был склонен к продольной раскачке, как Т-34. Манёвренность танка несколько ограничивалась большим соотношением длины к ширине, а также использованием трансмиссии типа „Cletrac“, минусом которой была невозможность разворота на месте. Это вызывало определённые затруднения при маневрировании на поле боя, и особенно проявлялось при маневрировании в стеснённых условиях, например при погрузке или разгрузке.
Проходимость на мягких грунтах M4 с подвеской VVSS была хуже, чем у советских и немецких танков, из-за большего удельного давления на грунт. Подвеска HVSS вывела „Шерман“ на одну из лидирующих позиций по этому показателю. Геометрическая проходимость танка была ограничена высоким расположением центра тяжести, при наезде одной гусеницей на высокое препятствие танк мог перевернуться, особенно если наезд происходил на большой скорости. Плюсом был высокий дорожный просвет. Сцепные свойства гусениц зависели от типа траков, в целом были удовлетворительными, но танк уступал немецким и советским образцам при движении по льду и другим скользким поверхностям. Проблема частично решалась за счёт съёмных шпор, впрочем она в основном проявлялась при действиях в России, и очень мало на других ТВД.
Резинометаллические шарниры и обрезиненные траки делали танк тихим в движении, что дополнялось тихой работой двигателей. Это делало возможной, во первых, относительно скрытную перегруппировку танков непосредственно на линии фронта, а во вторых позволяло совершать скрытые манёвры, что особенно проявлялось на Восточном фронте (советские танки были очень шумными, и тихие „Шерманы“ часто являлись для немцев неприятным сюрпризом). 
Несмотря на относительно высокие ходовые качества на ровной местности, серьёзной проблемой танков была проходимость во время действий вне шоссейных дорог, поскольку „Шерманы“ были не приспособлены к действиям вне шоссейных дорог, на холмистой пересечённой местности, в вязких и мягких грунтах, особенно в дождливую погоду. Как отметил по этому поводу Герой Советского Союза, генерал-майор танковых войск А. М. Овчаров:

Я воевал на английских „Матильде“ и „Валентайне“, американских M4A2. Первый заваливался набок на любом косогоре, второй горел от попадания даже 50-миллиметрового снаряда, несколько лучше был американский танк. Он имел почти такие же данные, как и Т-34. Но стоило сойти с дороги и попытаться взобраться на небольшой пригорок, особенно после дождя, как эти „Шерманы“ скользили по грунту и сползали юзом».

### Надёжность
Надёжность практически всех агрегатов «Шермана» была очень высока; впрочем, это относилось практически ко всем американским танкам того времени. Причиной этого стала высокая инженерная и производственная культура, а также использование вполне отработанных агрегатов, источником которых стала автомобильная и тракторная промышленность. Конструкция танка была относительно простой, что также положительным образом сказывалось на его надёжности .
Двигатели всех вариантов имели большой ресурс, редко требовали обслуживания, и почти не нуждались в регулировках, что выгодно отличало американские танки как от советских, так и от немецких образцов. Трансмиссия также не создавала проблем. Гусеница, благодаря резинометаллическому шарниру, имела ресурс, превосходящий ресурс всех других типов гусениц. Требования к качеству ГСМ были на среднем уровне, различаясь в зависимости от типа и модели двигателя. Как правило, танки хорошо работали на доступных ГСМ.
В целом, «Шерман» был одним из самых надёжных и неприхотливых танков ВМВ, и лучшим средним танком войны по этому показателю. Минусом являлась его меньшая, по отношению к советским танкам, ремонтопригодность, особенно в полевых условиях. Кроме того, танк требовал более квалифицированного обслуживающего и ремонтного персонала.

### Аналоги
«Шерман» относился к категории средних танков, наиболее многочисленной и разнообразной среди всех, представленных во время ВМВ и после неё. Практически любая страна, имевшая в то время танковую промышленность, производила танк, сравнимый с M4:
- Т-34 — наиболее близкий по характеристикам аналог «Шермана», появившийся на несколько лет раньше. Несколько превосходит последний по подвижности и бортовой броне, примерно равноценен ему в мощности вооружения (в сравнении с «Шерманом» с 75-мм пушкой), как и «Шерман» имеет устаревшую ходовую часть, но меньшую надёжность и значительно худшие условия работы экипажа[106].
- Т-34-85 — модернизированная версия Т-34, появился на полгода раньше «Шермана» с 76-мм пушкой. Также несколько превосходит «Шерман» по подвижности и броне борта. Бронепробиваемость аналогична 76-мм пушке M1А2 , мощность осколочно-фугасного снаряда значительно выше. Отличается только худшими условиями работы механика-водителя.
- PzKpfw IV — основной немецкий аналог, также более старый. Имел сравнимые характеристики, танки ранних модификаций превосходили в подвижности американские танки (кроме M4A3), танки поздних модификаций мощности орудия (с модификации PzKpfw IV Ausf F2 в сравнении с «Шерманом» с 75-мм пушкой). Танк не был оборудован стабилизатором, однако обладал лучшими прицельными приборами[106].
- PzKpfw V — «Пантера» стала основным, и самым серьёзным противником «Шерманов» на Западном фронте. Несмотря на то, что «Пантера» относится к более тяжёлой весовой категории, по немецкой классификации она считается средним танком, что соответствует степени насыщенности этими танками немецких войск к концу войны. «Пантера» полностью превосходит «Шерман» по всем основным боевым показателям, уступая только в надёжности. Пантера появилась годом позже обычного Шермана, но раньше M4(76), при этом превосходя их обоих. Сравнима лишь с мелкосерийным M4А3Е2.
- Cruiser Mk VIII Cromwell — английский крейсерский танк примерно той же весовой категории, и появившийся позже «Шермана». Уступает в мощности вооружения и бронировании, но имеет лучшую энерговооружённость. Имел пружинную подвеску близкую по конструкции к подвеске Т-34.
- Cruiser, Comet, A34 — наиболее совершенный английский крейсерский танк времён Второй мировой войны, появился позже «Шермана». Превосходит «Шерман» по всем основным боевым показателям. Несмотря на несколько больший вес, имеет значительно более высокую энерговооружённость и лучшую подвижность. Орудие примерно соответствует Sherman Firefly.

Можно сказать, что среди своих аналогов «Шерман» выделялся в первую очередь простотой и технологичностью конструкции, сочетающейся с высоким качеством изготовления. Это позволило ему стать, наряду с Т-34, основным танком Второй мировой войны.

## Сохранившиеся экземпляры

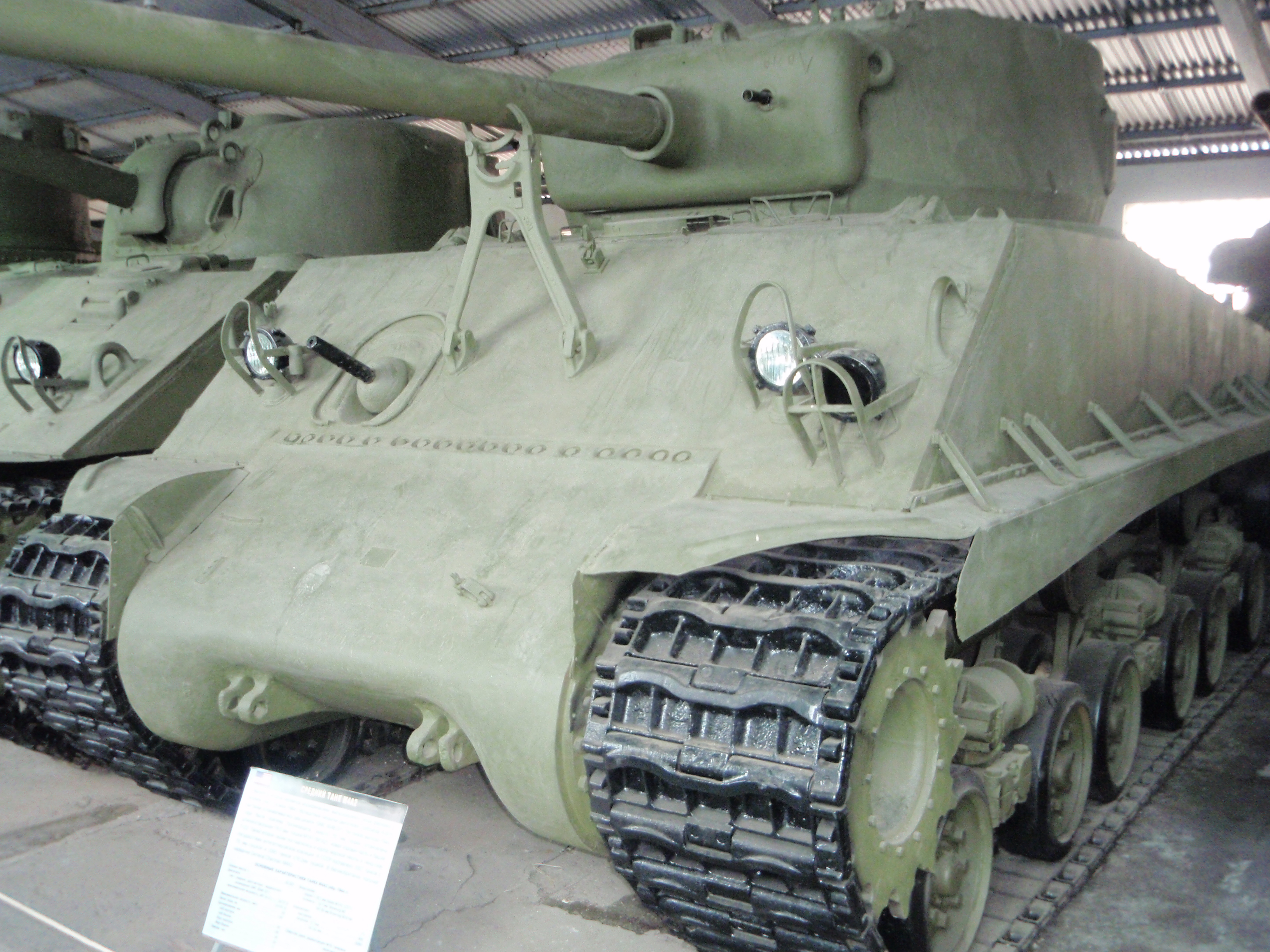
M4A2(76)W HVSS в музее в Кубинке
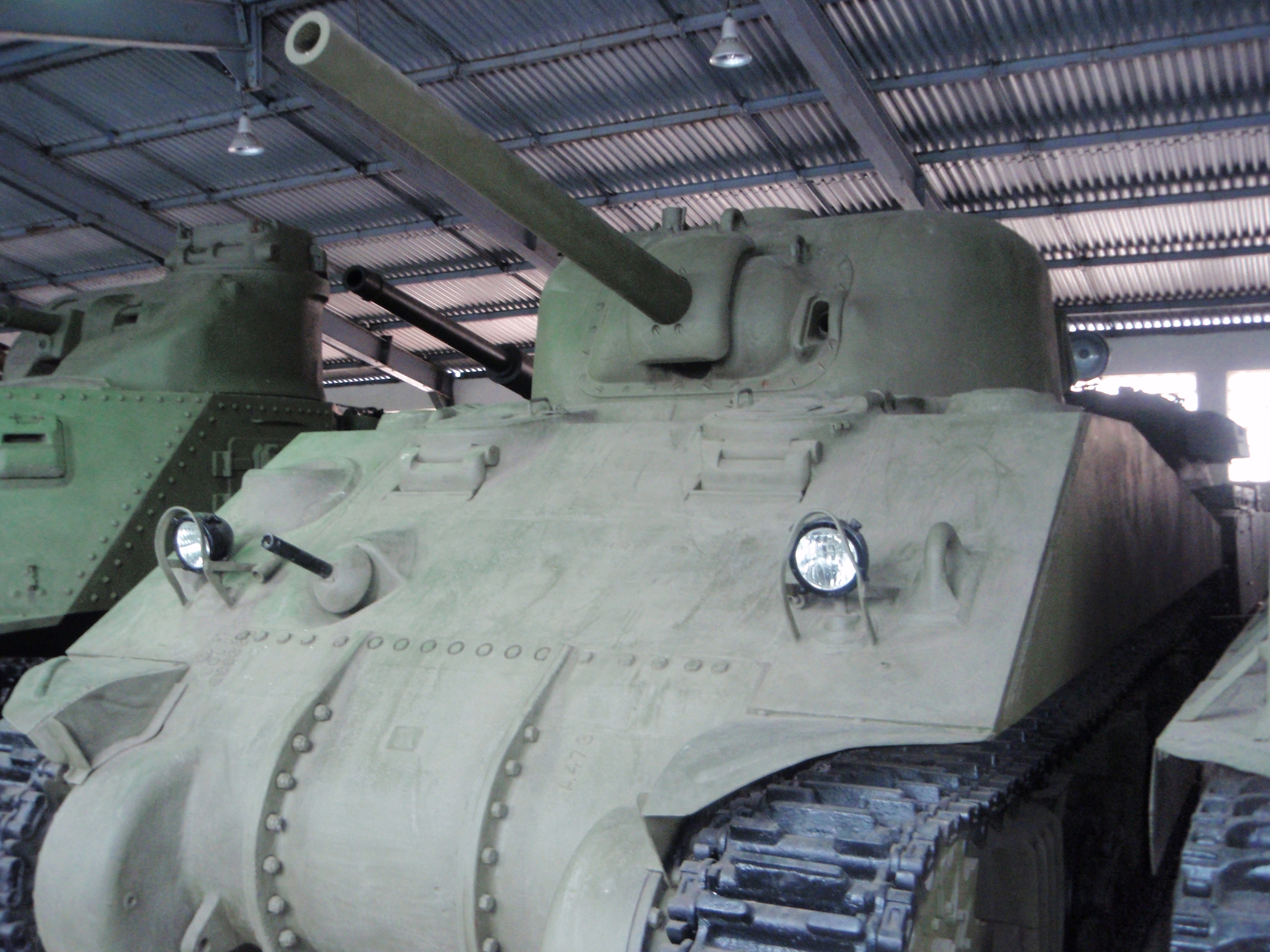
M4A4 в музее в Кубинке.
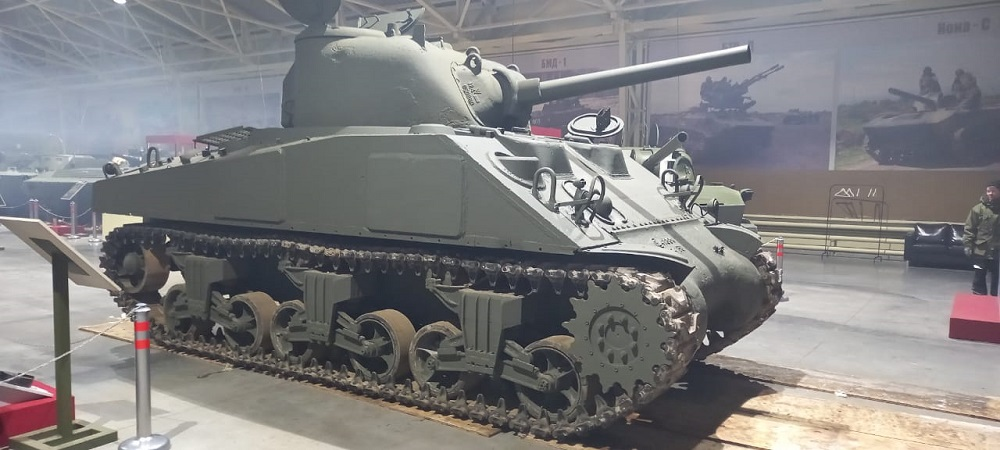
M4A2 в Музее отечественной военной истории в Падиково
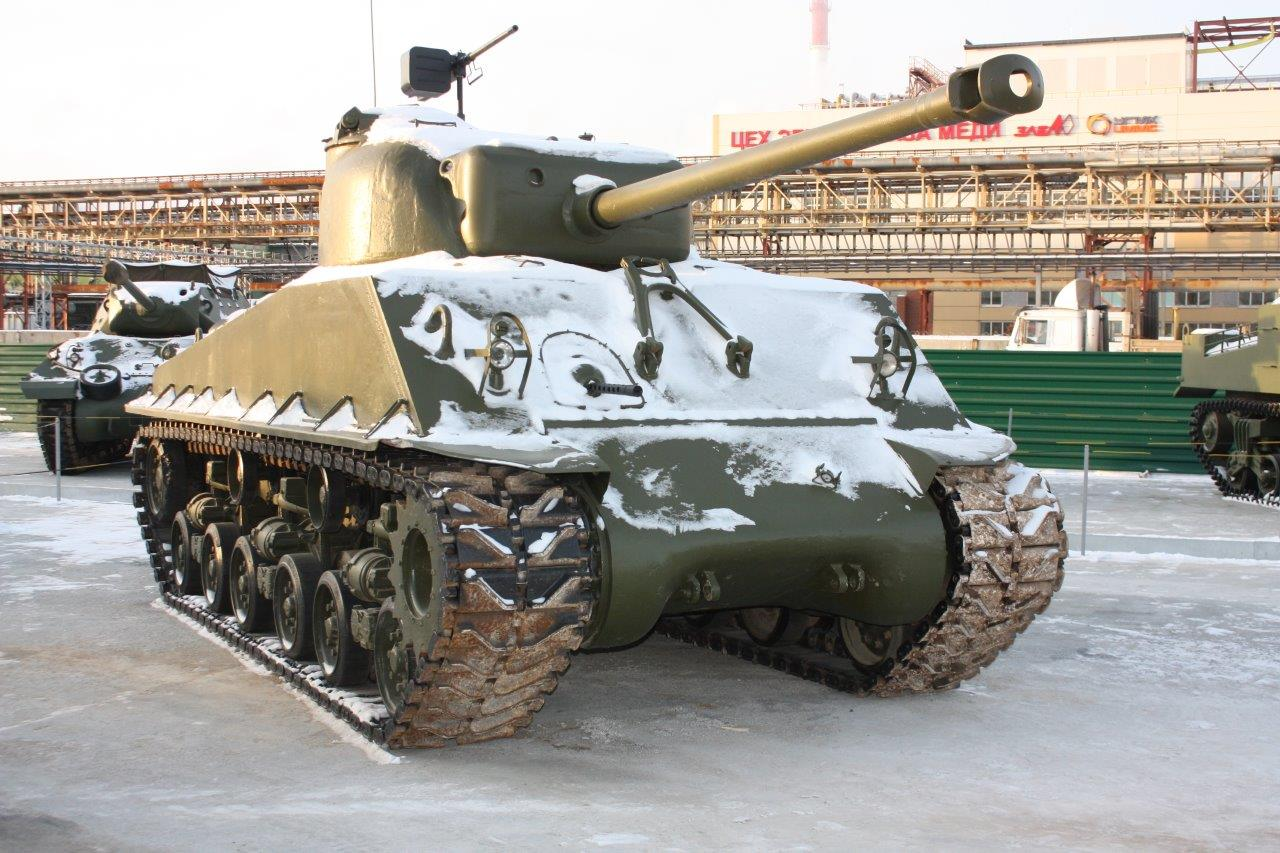
M4A2(76)W HVSS в музее военной техники УГМК

Количество дошедших до наших дней «Шерманов» достаточно велико, около 1000 экземпляров.
- Россия
  - Бронетанковый музей в Кубинке
  - Военно-исторический музей артиллерии, инженерных войск и войск связи в Санкт-Петербурге
  - Площадка бронетехники на Поклонной горе
  - Музей в пос. Снегири Московской области
  - В Музее отечественной военной истории в деревне Падиково Истринского района Московской области
  - В Музее военной техники УГМК в Верхней Пышме Свердловской области[107]
  - Музей авиации Северного флота в Сафоново Мурманской области. Выставленный там танк Sherman M4A2(76)W был поднят водолазами Северного флота с транспорта «Томас Дональдсен»[108], потопленного немецкой подлодкой U-995 в марте 1945 года при входе в Кольский залив. Танк пролежал под водой около 70 лет, но после подъёма его удалось восстановить. И в составе взвода исторической бронетехники Северного флота он участвовал в параде в Мурманске 9 мая 2017 года[109].
- США
  - Артиллерийско-технический музей Абердинского испытательного полигона
  - Музей линкора «Алабама»
  - Многочисленные мемориалы
- Украина — Площадка бронетехники Национального Университета обороны Украины, город Киев
- Франция — Танковый музей в Сомюре
- Великобритания — Танковый музей в Бовингтоне
- Израиль — Музей Израильских танковых войск в Латруне